# Ryska militära uniformer

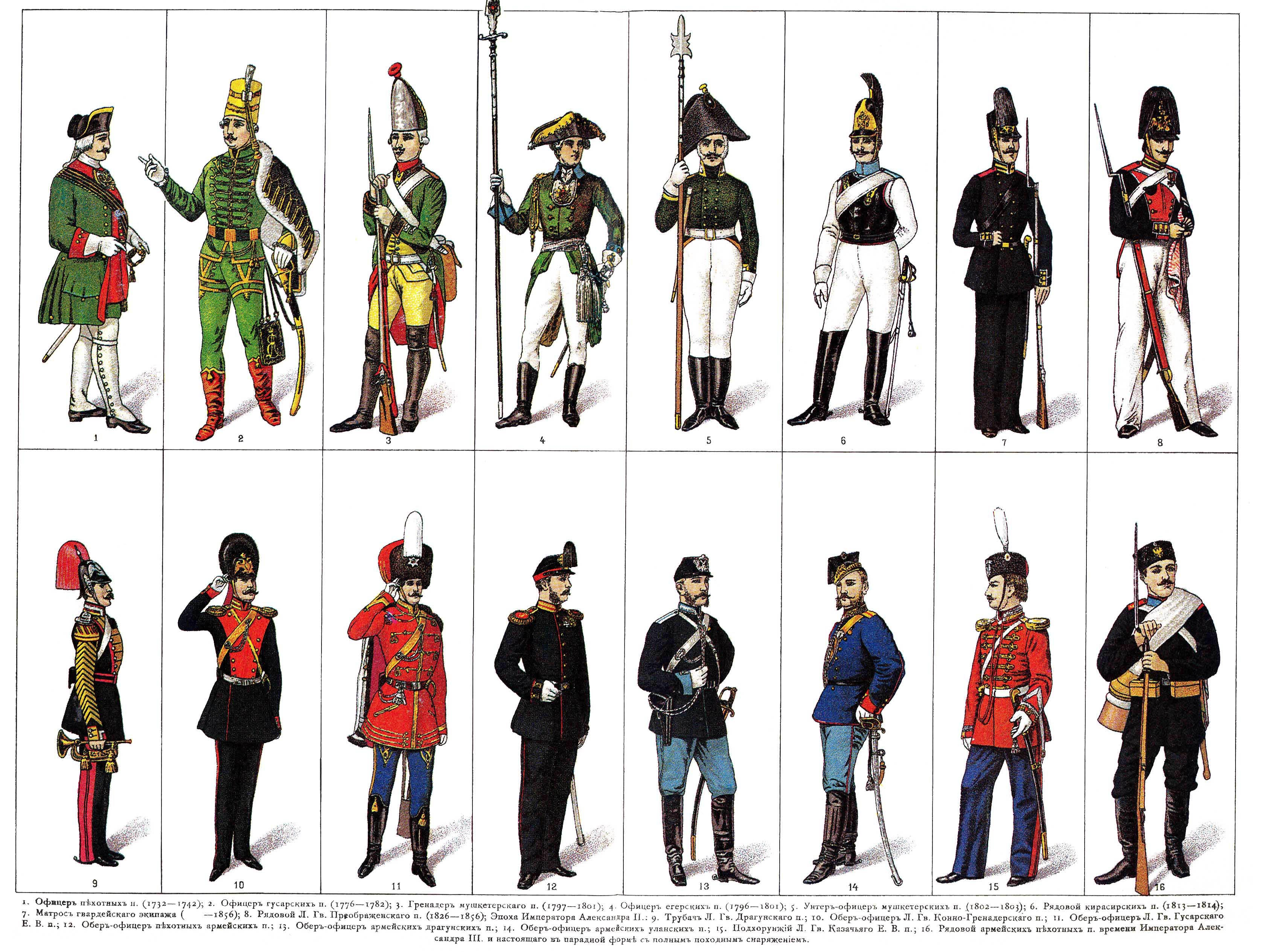
Uniformsutvecklingen i Ryssland från och med Anna Ivanovna till och med Alexander III.

Ryska militära uniformer är en artikel som behandlar uniformsutvecklingen i Ryssland från förpetrinsk tid till Ryssland av idag. Redan streltserna var uniformerade, men det var först med Peter den stores reformer som för tiden moderna uniformer av västeuropeisk typ infördes. Uniformsutvecklingen i Ryssland följde sedan det rådande europeiska modet fram till den för tiden revolutionerande uniformen modell 1786 vilken kännetecknades av bekvämlighet och fältmässighet. Redan tio år senare återinfördes dock uniformstyper som framförallt gav ett paradmässigt utseende. De ryska uniformerna följde sedan det allmänna uniformsmodet till uniform modell 1882 av panslavisk typ. Efter rysk-japanska kriget infördes mera fältmässiga khakiuniformer. Röda arméns första reglementerade uniformer fick ett utseende som i största möjliga mån skulle bryta med den tsaristiska uniformstraditionen, men traditionella uniformstyper återkom gradvis och kulminerade före andra världskriget i uniform modell 1935. En fullständig återgång till tsartidens uniformstyper ägde rum med uniform modell 1943. Dess grundläggande principer fanns kvar i de ryska uniformer till det afghansk-sovjetiska kriget vilket gav upphov till genomgripande uniformsförändringar i riktning av modern fältmässighet och bekvämlighet.

## De förpetrinska uniformerna
Vid slutet av 1600-talet dominerades de ryska stridskrafterna av traditionella element. Frälserytteriet i Ryssland hade till huvuduppgift att försvara den södra gränsen mot tatariska infall, men användes även som kavalleri vid större krig. Fotfolket kom från streltserna, en i städerna boende militärklass som delvis försörjde sig genom hantverk. Odnodvortsi var en privilegierad klass bönder som i utbyte mot sina privilegier var förpliktade till krigstjänst. Kosackerna var vid denna tid inte underordnade den ryska staten utan dess allierade. Vid krig ställde de ofta stora truppstyrkor till tsarernas förfogande. Det fanns även modernare element. Inozmeni (utlänningar) var utländska legoknektar under eget befäl. Soldatski var inhemska förband organiserade efter västeuropeiska förebilder.

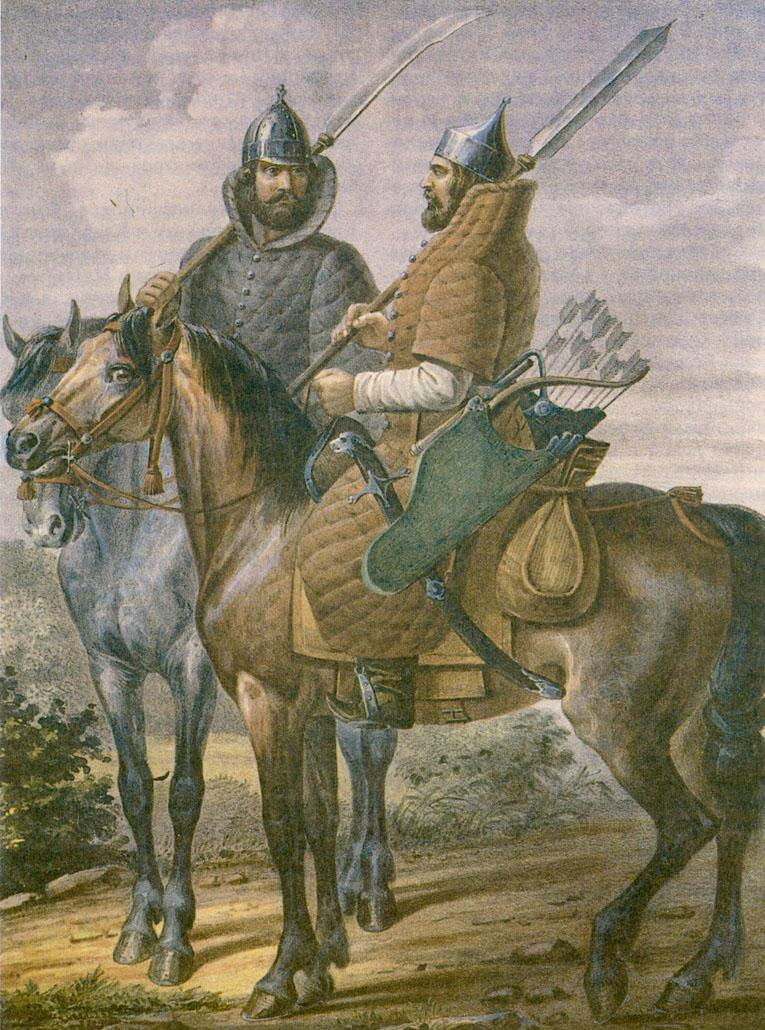
Frälserytteriets klädsel och utrustning var oförändrad till slutet av sextonhundratalet.
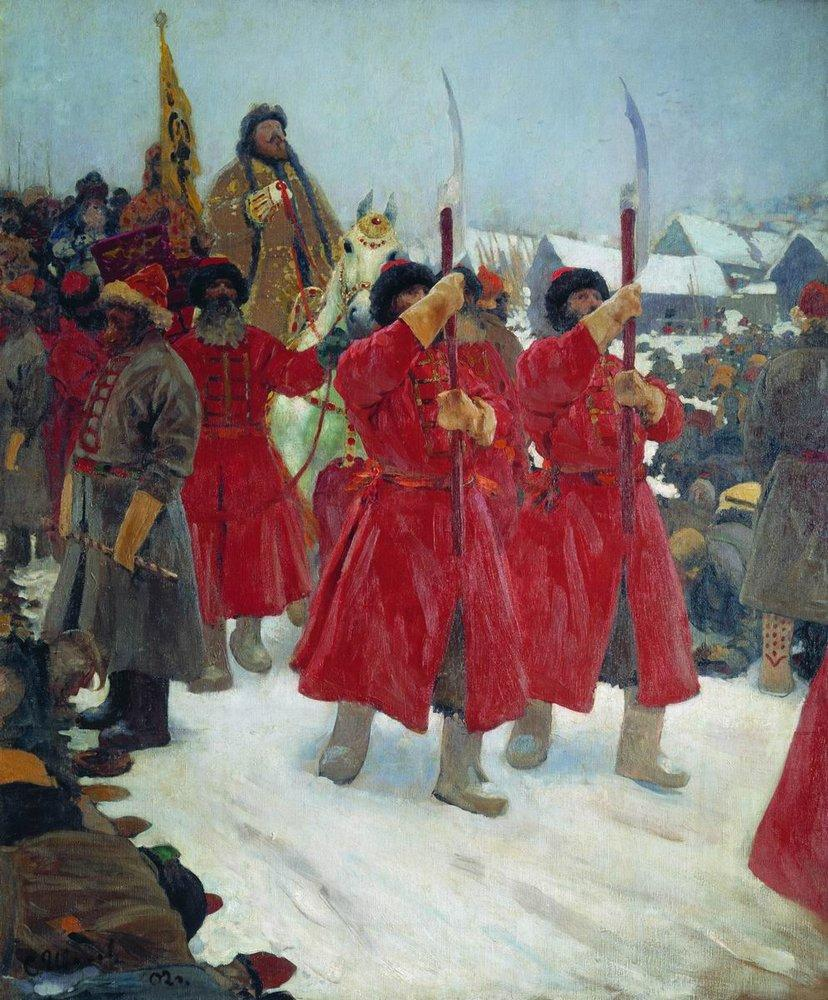
Streltserna bar reglementerade uniformer med olika färger för de olika regementena.
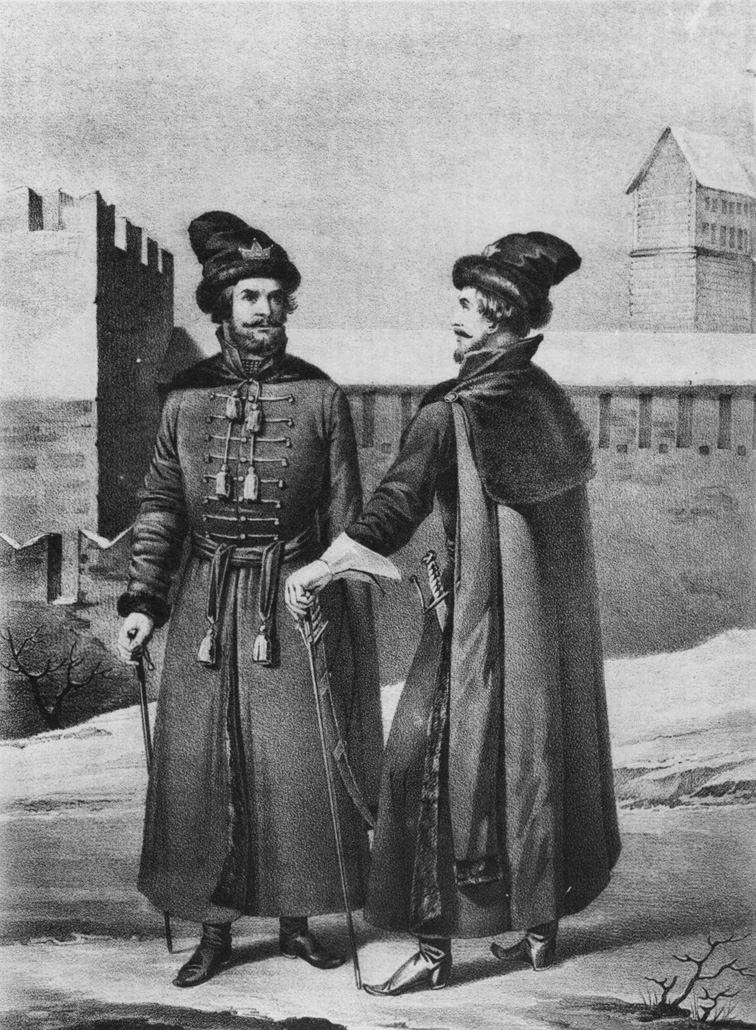
Hövitsmän vid Moskvas streltser 1674. Hövitsmännen bar uniformer av samma färg som streltserna men i finare kläde och med olika former av utsmyckningar.
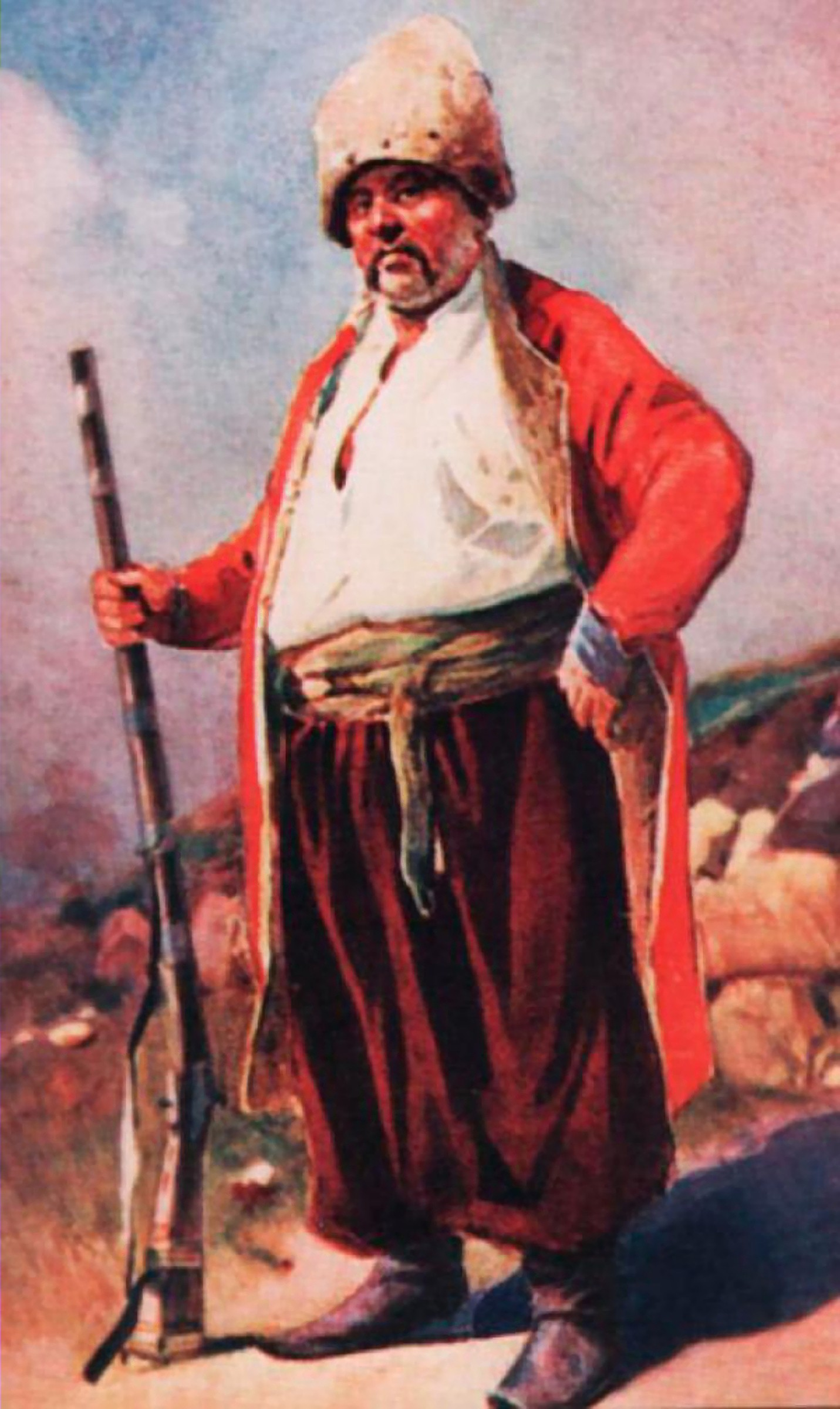
Zaporogkosack

## Peter den stores reformer
Peter den store avskaffade den gamla militära strukturen och byggde upp en stående armé efter västeuropeisk förebild grundad på tjänsteplikt för adeln och utskrivning av bondeklassen. Den nya armén uniformerades efter västeuropeisk förebild. 
 Det första regementet som bekläddes efter västeuropeisk förebild var Preobrazjenskijregementet. Det fick en grön rock med röda uppslag vilket senare blev enhetsuniform för allt infanteri. Semjonovskijregementet fick en ljusblå rock med röda uppslag. Vid övergången till enhetsuniform 1720 fick det grön rock men med ljusblå uppslag, en unik distinktion som regementet bibehöll till 1914. Det vanliga infanteriet hade till att börja med rockar i varierande färger beroende på bristen på uniformstyg. De flesta bar före 1720 ofärgade uniformsrockar i olika nyanser av grått. Vid övergång till enhetsuniform fick dragonerna samma färger som infanteriet, det vill säga, grönt och rött. Infanteriet bar till 1720 inte trekantig hatt utan karpus. 

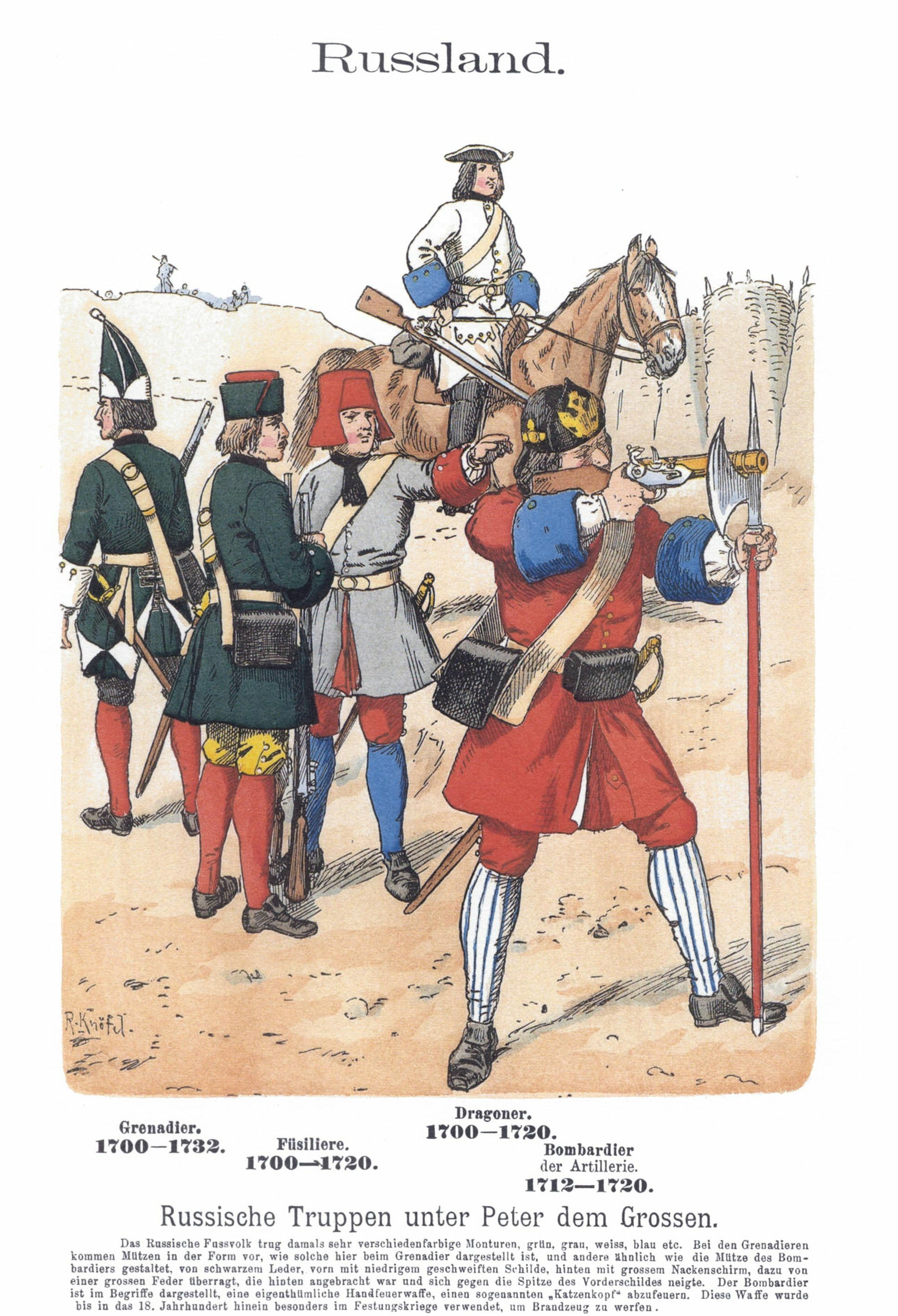
Från vänster: grenadjär med grenadjärmössa och musketerare med karpus i enhetsuniform; musketerare i gråvit uniform och karpus; dragon till häst med gråvit rock och trekantig hatt; bombardör i artilleriets röda rock med blå uppslag och randiga strumpor samt den särskilda läderkaskett som bombardörerna bar.
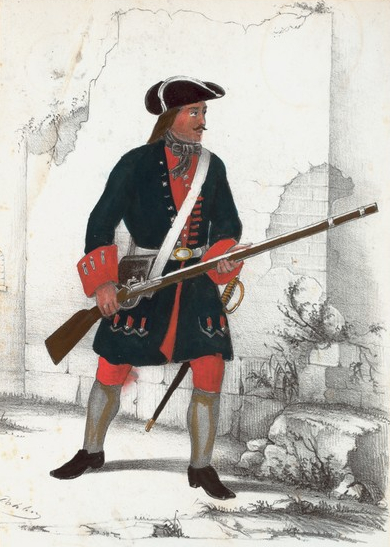
Uniform för Semjonovskij- regementet. Lägg märke till att rocken egentligen skall vara ljusblå.
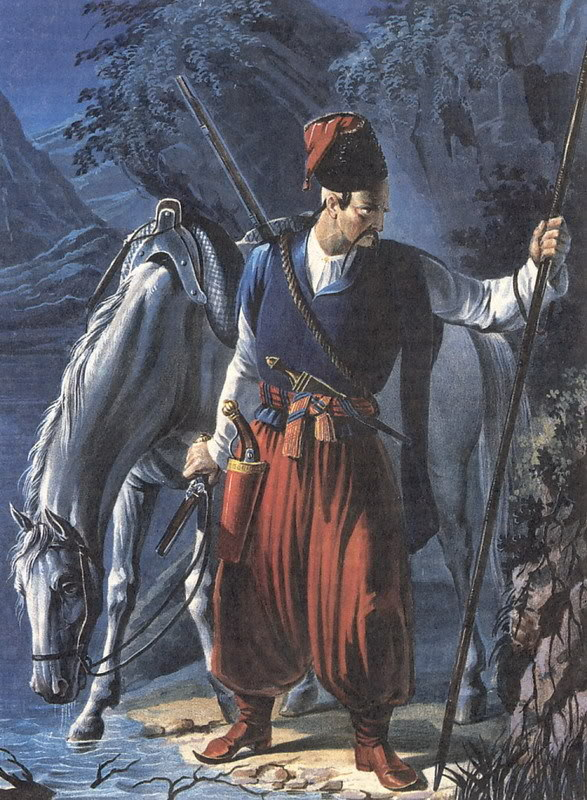
Kosackhärerna förblev en separat del av den ryska krigsmakten.
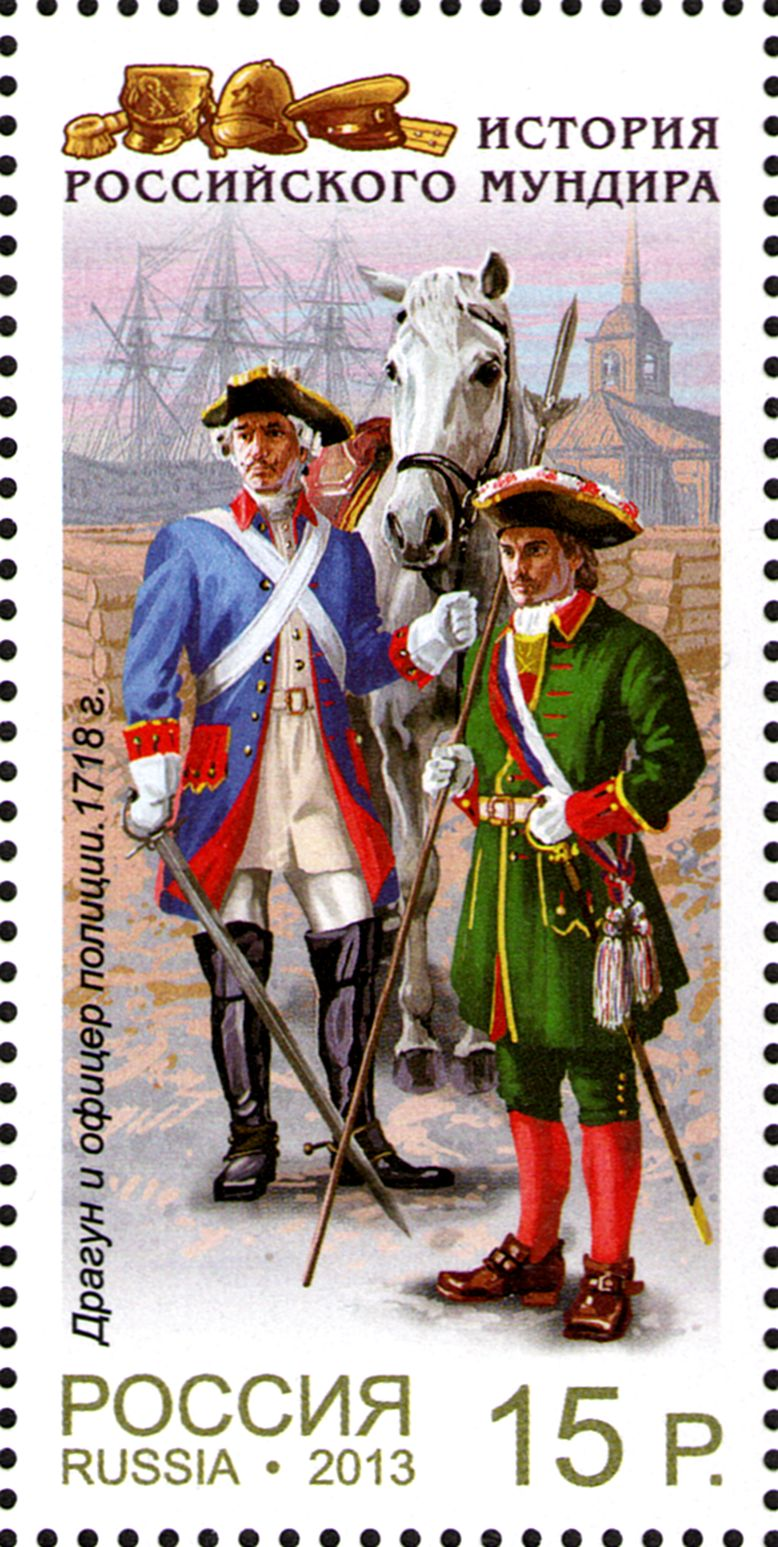
De första polisuniformerna i Sankt Petersburg 1718. Till vänster en dragon. Militären användes för ordningshållning i de ryska städerna. Till höger en polistjänsteman.

## Peters efterträdare
Det preussiska inflytandet över de ryska arméuniformerna blev allt starkare och det internationella uniformsmodet efterföljdes noggrant. Frisyren – det pudrade och lockade håret med stångpiska – infördes och uniformsrockarna fick en allt snävare tillskärning. Trånga stibletter drogs över strumpor och knän. Den dominerande uniformsfärgen förblev grön med röda byxor, västar, foder, kragar och uppslag. Under Peter III uniformerades gardet efter holsteinsk förebild.  Serbiska och andra ortodoxt kristna folk fick kolonisera de nyförvärvade ryska områdena vid Svarta havet och användes som lätt infanteri - pandurer - med en karaktäristisk uniform med ursprung i den österrikiska militärgränsen. 

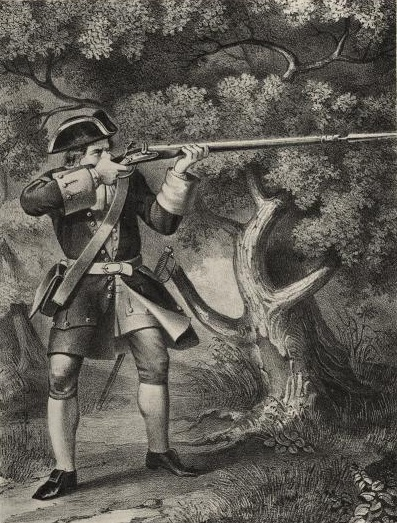
Infanterist i uniform av den huvudtyp som användes 1720-1732.
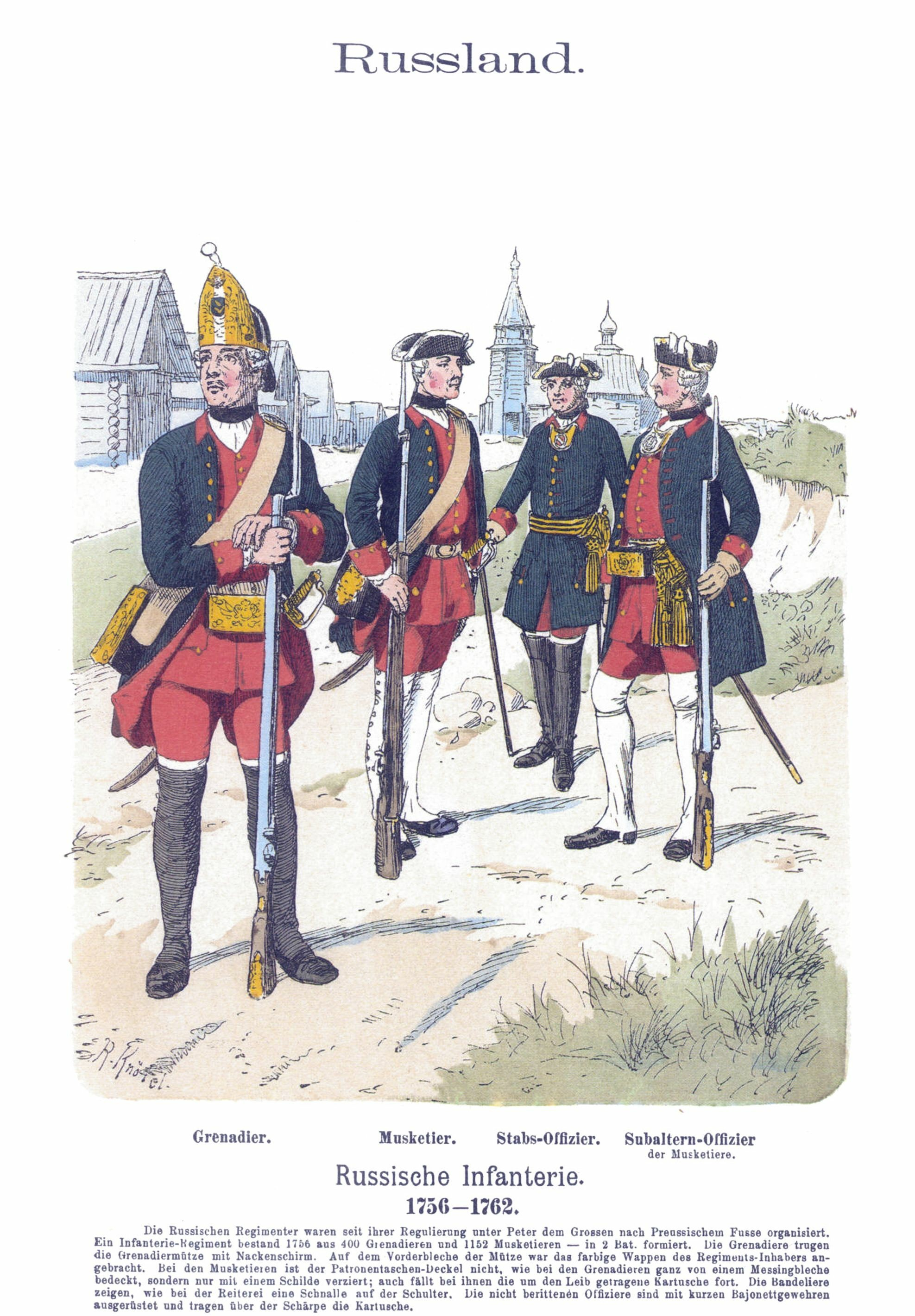
Infanteri 1756-1762. Från vänster: grenadjär, musketerare, regementsofficer, kompaniofficer.
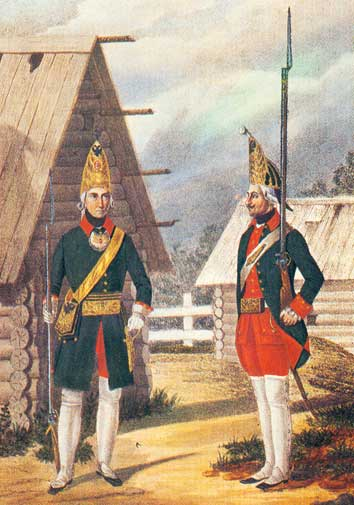
Grenadjärer 1756-1762. Från vänster: grenadjärofficer, grenadjärmanskap.
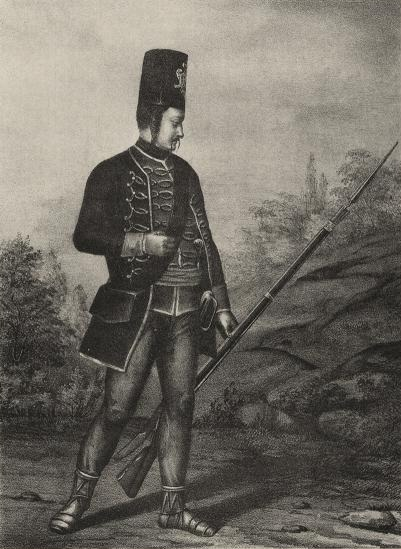
Pandur i rysk tjänst.
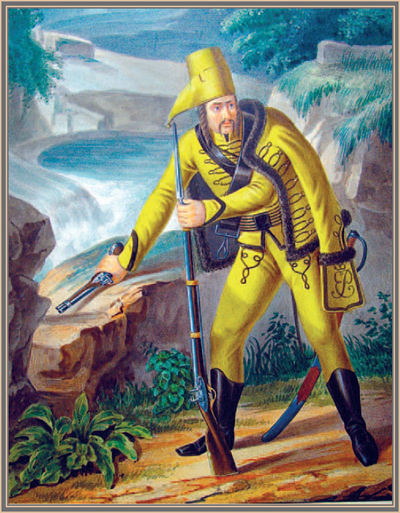
Serbiska kolonister användes också som husarer.
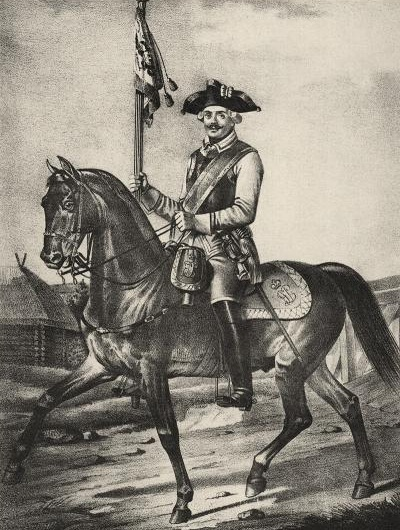
Kyrassiärerna bar älghudskyller under bröstplåten.

## Katarina den stora
Efter att Peter III hade störtats omintetgjordes många av de uniformsförändringar han genomfört, fast en del kom med tiden att återinföras. Det första för hela armén gemensamma uniformsreglementet fastställdes 1773 utan att uniformen förändrades till stilen.  Uniform modell 1786 var ett radikalt brott mot samtidens uniformstraditioner och kännetecknades för manskapet av en övergång från paradmässighet till fältmässighet. Frisyren avskaffades och ersattes med kortskuret hår. Hatten ersattes av en hjälmliknande huvudbonad i filt, rocken av kort jacka kurtka,  knäbyxor och stibletter med långbyxor som under knät var läderförstärkta. Från början tilldelades denna uniform endast Potemkins krimska kår, men den infördes gradvis i hela armén. Livgardet bibehöll dock sina gamla uniformer.

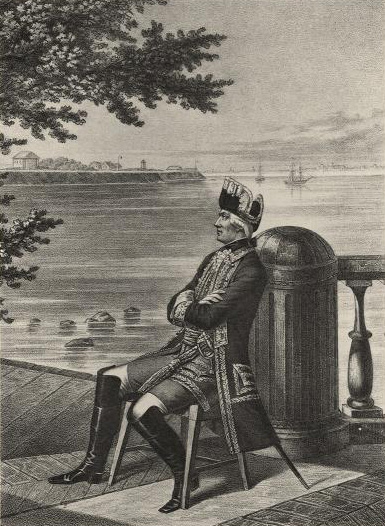
En särskild generalsuniform fastställdes för första gången 1764.[14] Den hade grön rock med röda uppslag, foder, krage, byxor och väst. Fler eller färre guldtränsar längs rockens och västens kanter samt på ärmuppslagen användes som gradbeckningar.
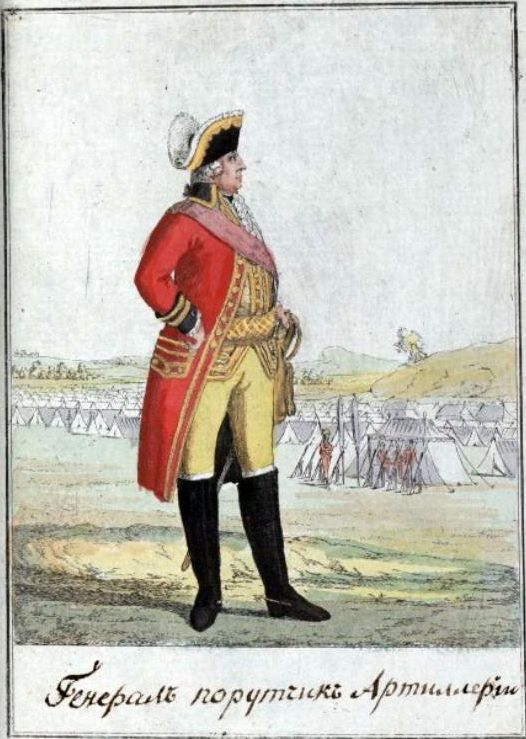
Generallöjtnant vid artilleriet. Artillerigeneraler bar artilleriets röda uniform med svarta uppslag, krage och foder.
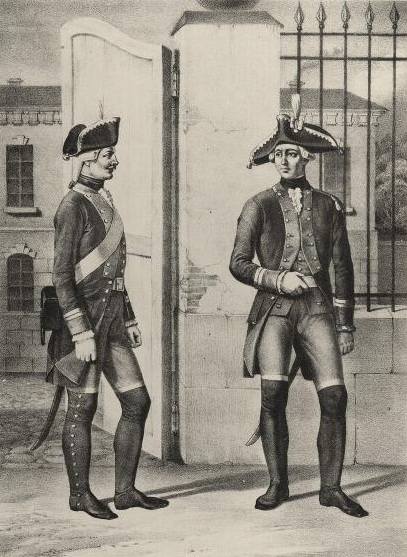
Fältväbel och underfänrik vid infanteriet i uniform modell 1773.
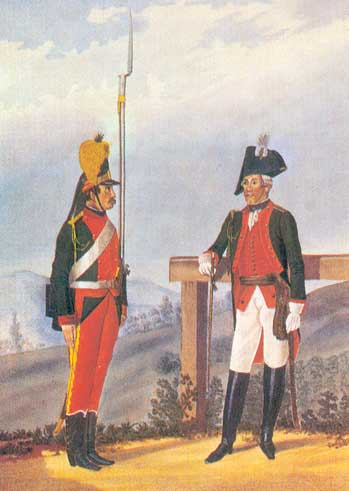
Soldat och officer vid infanteriet i uniform modell 1786. Jackan kunde knäppas igen och de uppfästa skörten fällas ned vid dåligt väder. Långbyxorna var bekväma med slitstarka skinnskoningar. Huvudbonadens tvärliggande vulst skyddade mot sabelhugg och de två banden i nacken kunde vid kallt väder bindas om öronen och halsen.

## Paul I
Omedelbart efter Paul I:s trontillträde utfärdades ett nytt uniformsreglemente vilket återförde uniformstyperna till vad som gällde före 1786. Rockar, hattar och grenadjärmössor samt stångpiska och puder kom tillbaka.

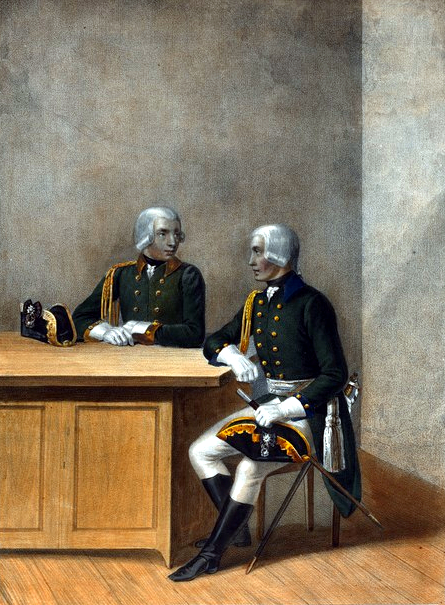
Frisyren återinfördes 1797. Stångpiska, lockar vid öronen och puder blev nu åter ett tidskrävande inslag i soldatens vardag.
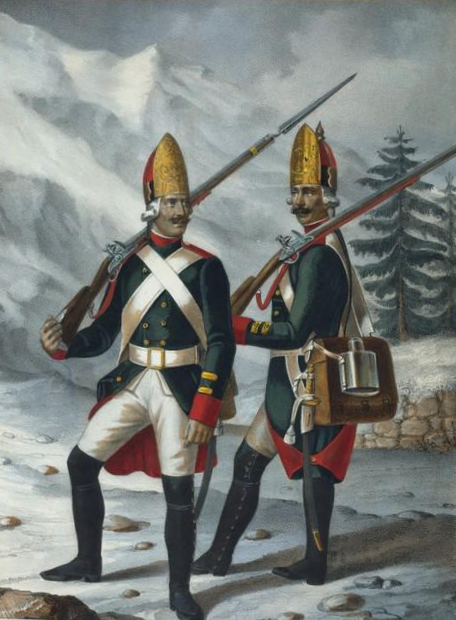
Soldater vid ett grenadjär- regemente i uniform modell 1797.
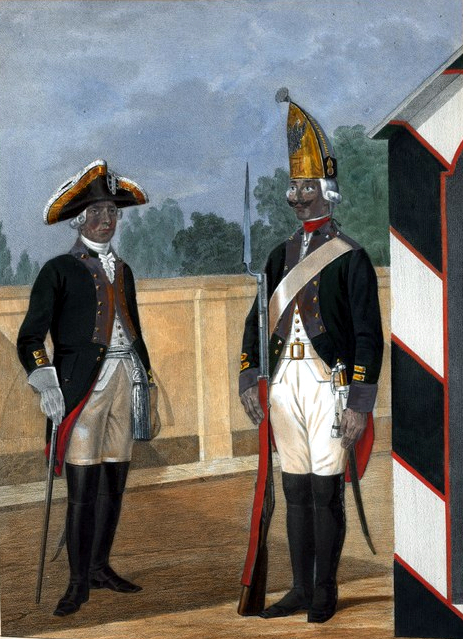
General och grenadjär vid Pavlovska grenadjär- regementet i uniform modell 1797.
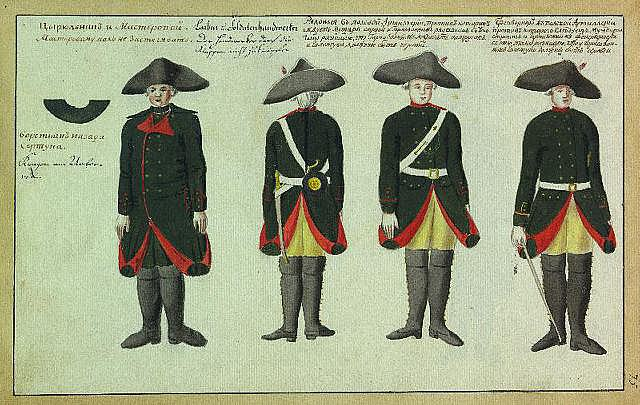
Uniform modell 1797 för artilleriet.

## Alexander I
Den gamla livrocken ersattes vid nyuniformeringen 1802 av dubbelknäppta frackar, men hattar och grenadjärmössor ersattes först 1805 respektive 1806 av tschakåer (kiver). 1812 infördes en ny tschakå med insvängd kulle.

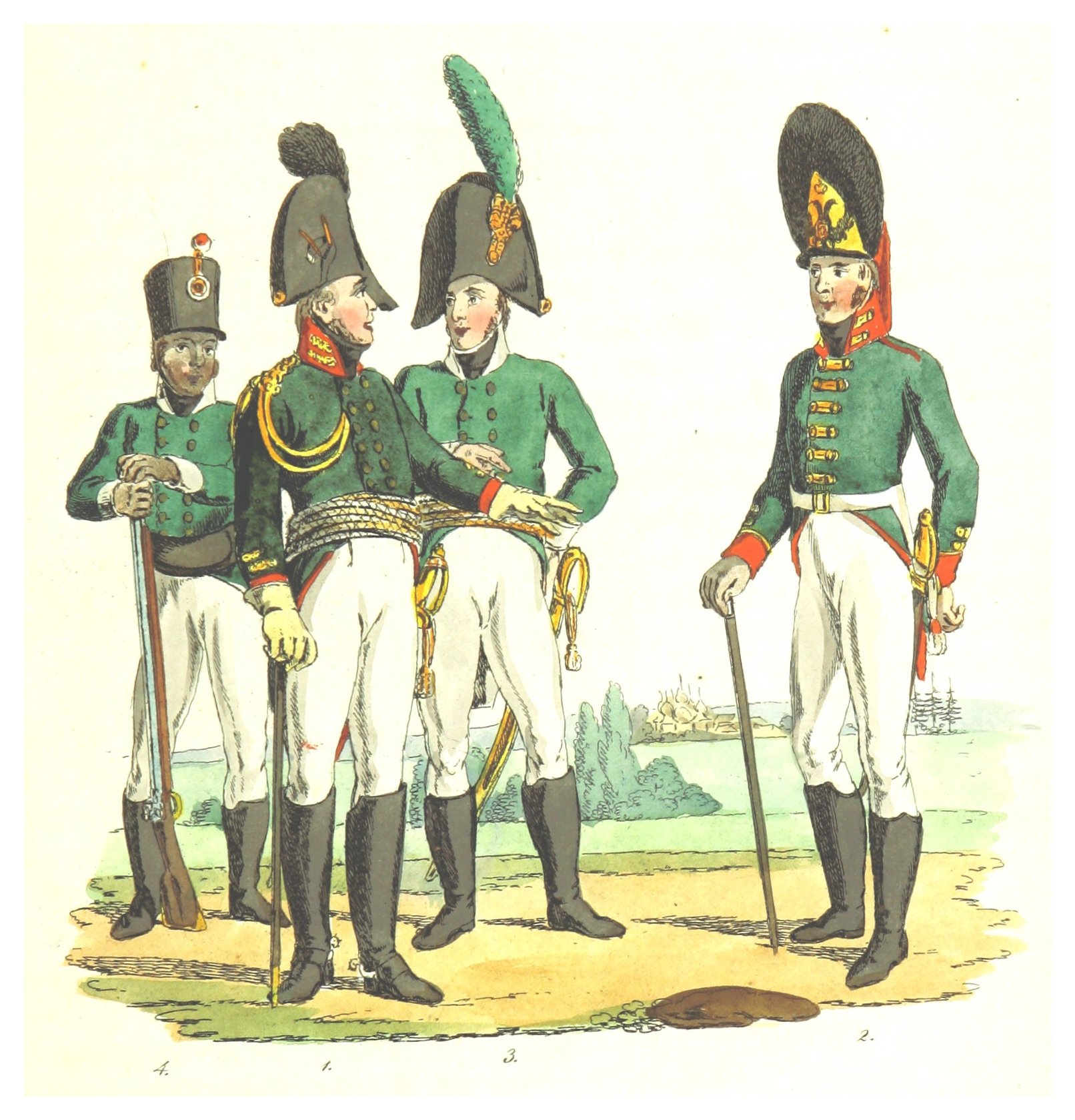
Uniform modell 1802. Från vänster till höger: Linjeinfanterist i kiver modell 1805; gardesofficer i hatt; linjeofficer i hatt; gardesgrenadjär i grenadjärmössa.
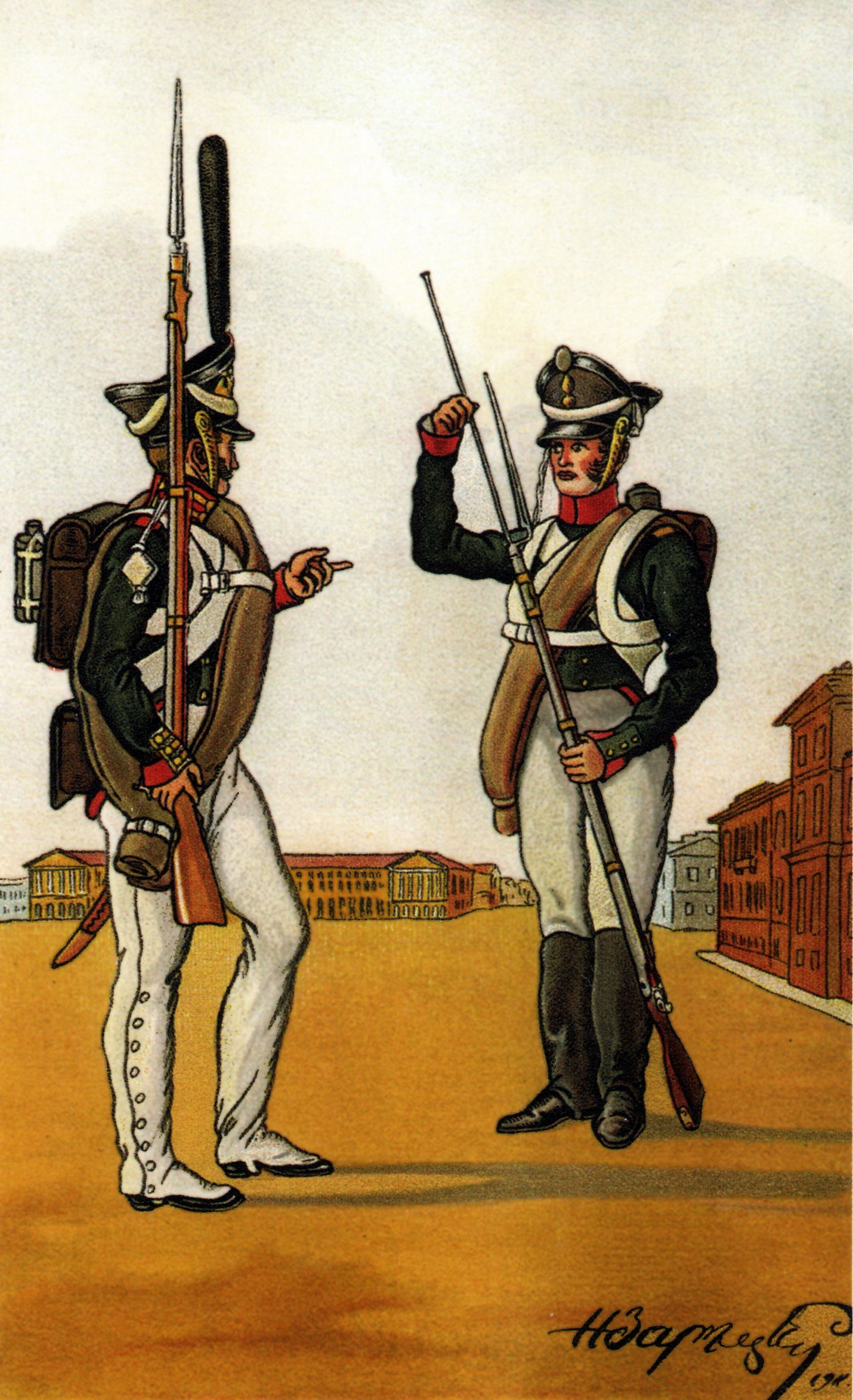
Gardister från Preobrazjenskij- regementet i kiver modell 1812.
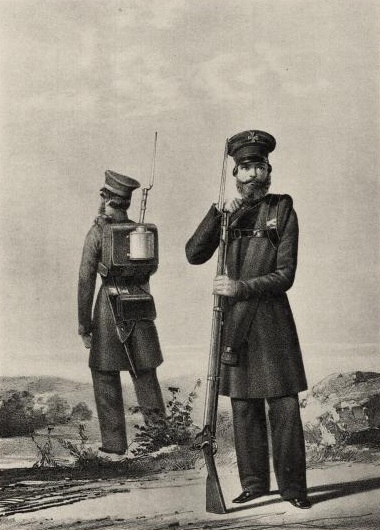
Opoltjenije - det ryska lantvärnet som mobiliserades 1812 - var i huvudsak iklätt bondkläder med vissa militära inslag.
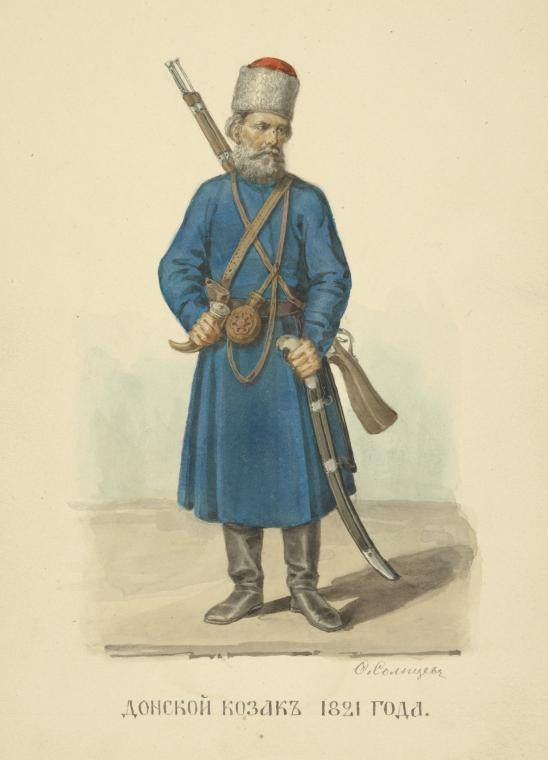
Kosackernas uniformering var fortfarande högst irreguljär. Nästan alla regementen bar dock mörblått.

## Nikolaj och Alexander II
En läderkask eller pickelhuva infördes 1844 som huvudbonad för infanteriet, dragonerna, artilleriet och ingenjörstrupperna. Infanteriet bar frackar, men i fält doldes de av kappan. Den kaukasiska kåren fick 1848 vapenrockar istället för frack och under Krimkriget förenklades uniformeringen i fält. Vapenrock modell 1855 infördes efter kriget för alla trupper och pickelhuvan ersattes av en tschakå, utom för gardestrupperna och generalitetet. Tschakån ersattes 1864 av käppin. Denna efterträddes 1872 av en något högre mer tschakåliknande huvudbonad av österrikisk typ. Samtidigt blev vapenrockarna enkelknäppta. Under fälttågen i Turkestan bar trupperna en till klimatet anpassad fältuniform med vit linneskjorta och röda läderbyxor. 

Uniform modell 1844, frack och pickelhuva samt vita sommarbyxor.
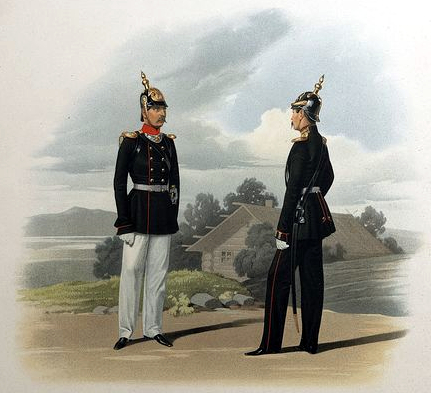
Officer och soldat i uniform modell 1855 med vapenrock och pickelhuva modell 1844 vilken fortfarande bars av gardet.
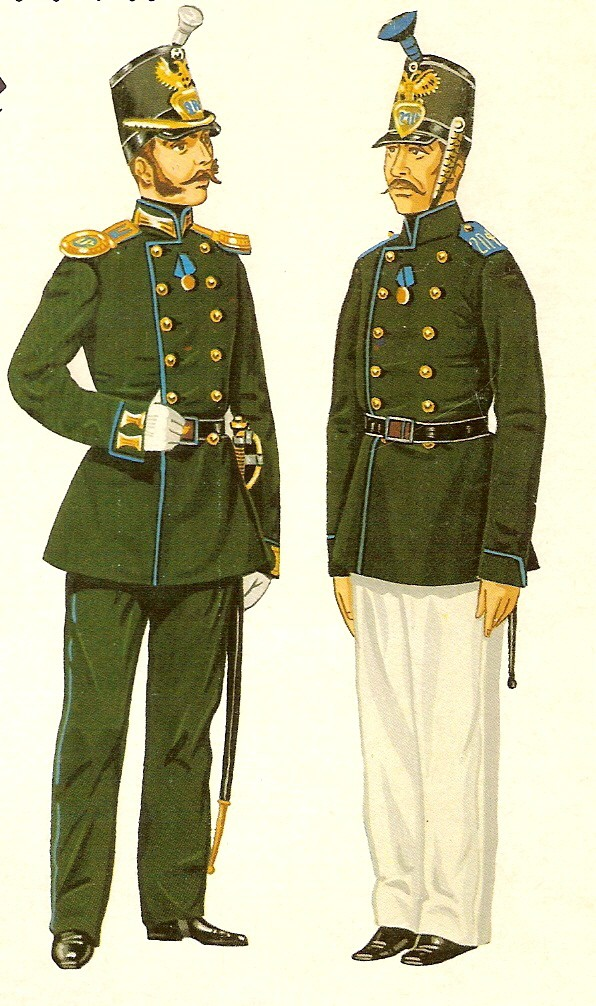
Officer och soldat vid finska militären i uniform modell 1855 med vapenrock och tschakå.
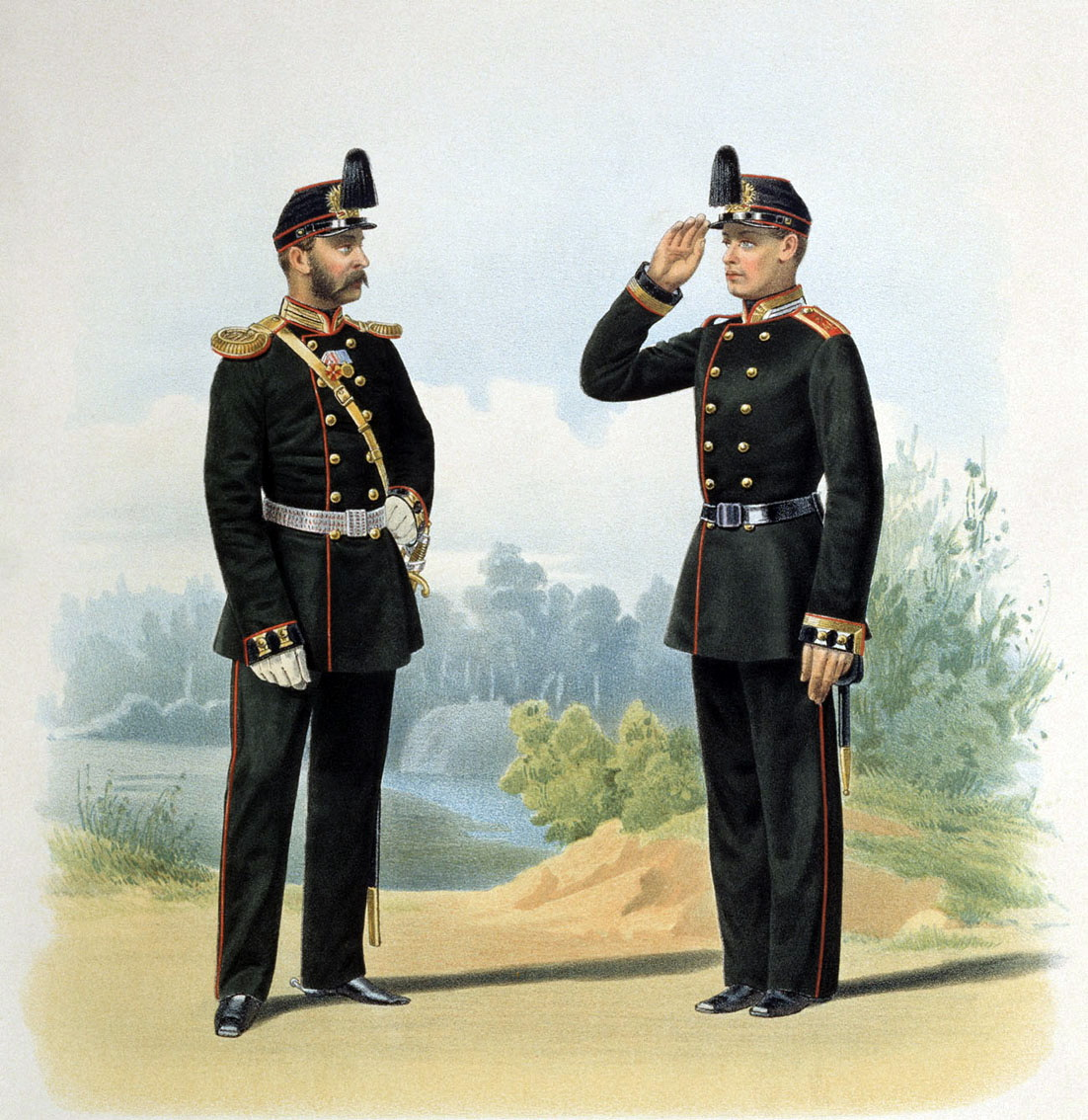
Officer och kadett i uniform modell 1864 med vapenrock och käppi med paradtillbehör i form av plym och plåt.
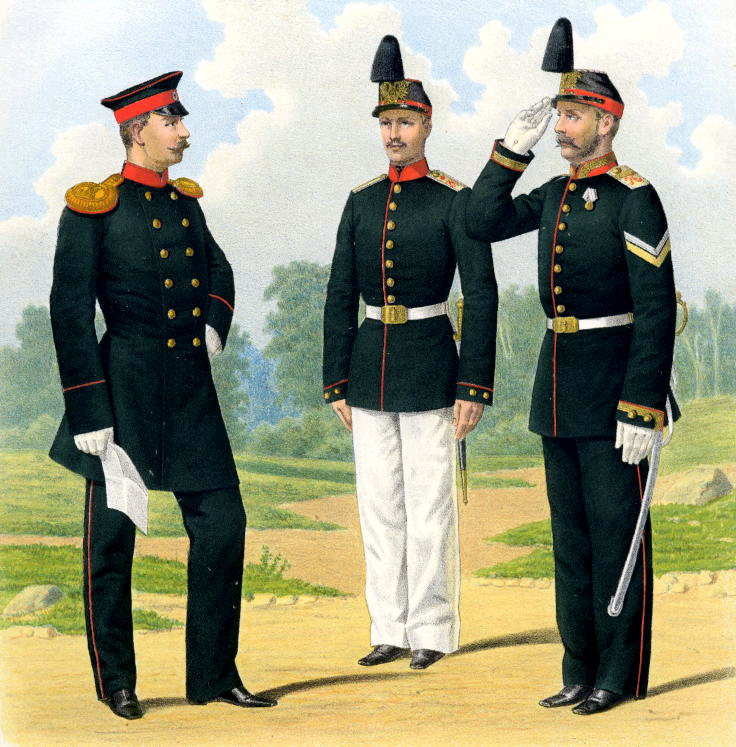
Uniform modell 1872. Officeren i syrtut och lägermössa med skärm.
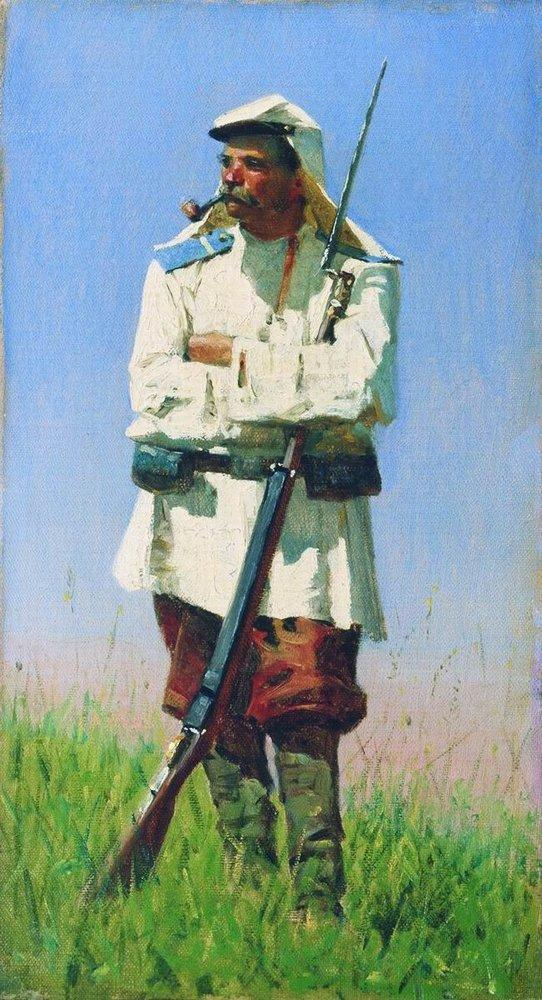
Fältuniform under fälttåget i Turkestan 1873.

## Alexander III och Nikolaus II
Uniform modell 1882 var av panslavisk typ inspirerad av rysk allmogeklädsel. Vapenrocken saknade knappar utan fästes med hyskor och hakar. Byxorna var vida och bars nedstoppade i höga stövlar även vid parad och i kasernen. Huvudbonaden var en låg pälsmöss; till vardags bars dock en lägermössa. Under rysk-japanska kriget bars vita linneskjortor och vita lägermössor i fält om sommaren. På vintern vars kappa och pälsmössa. Särskilt sommaruniformen var olämplig för modern krigföring med långskjutande repetergevär och i fält färgades sommarblusarna ofta om till mörkare färger. 

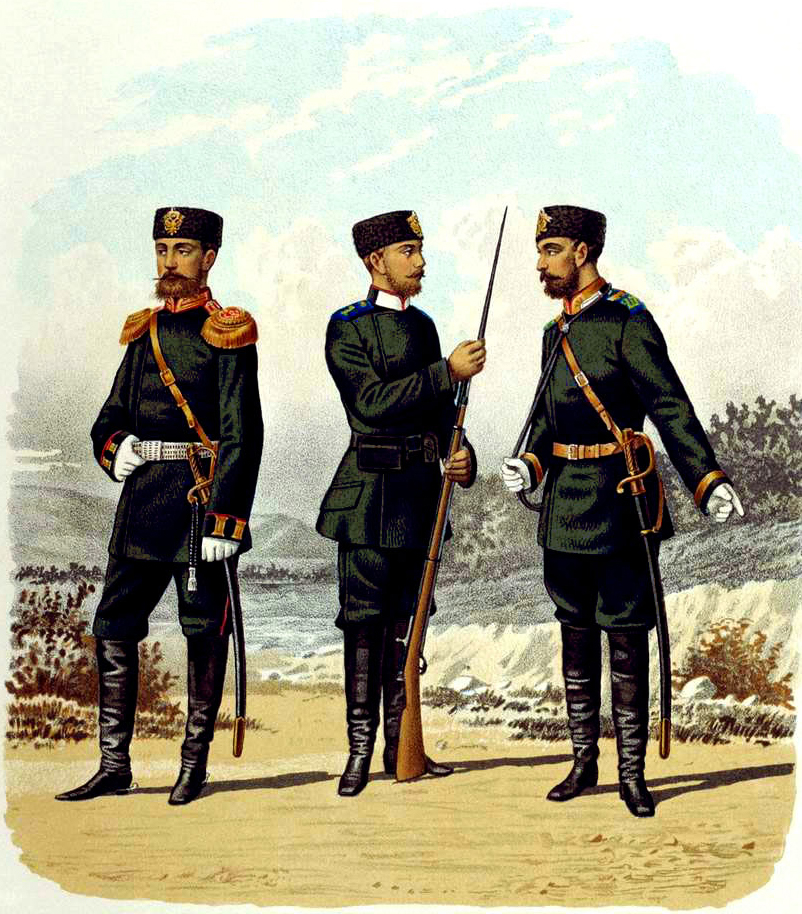
Officer, soldat och underofficer i uniform modell 1882.
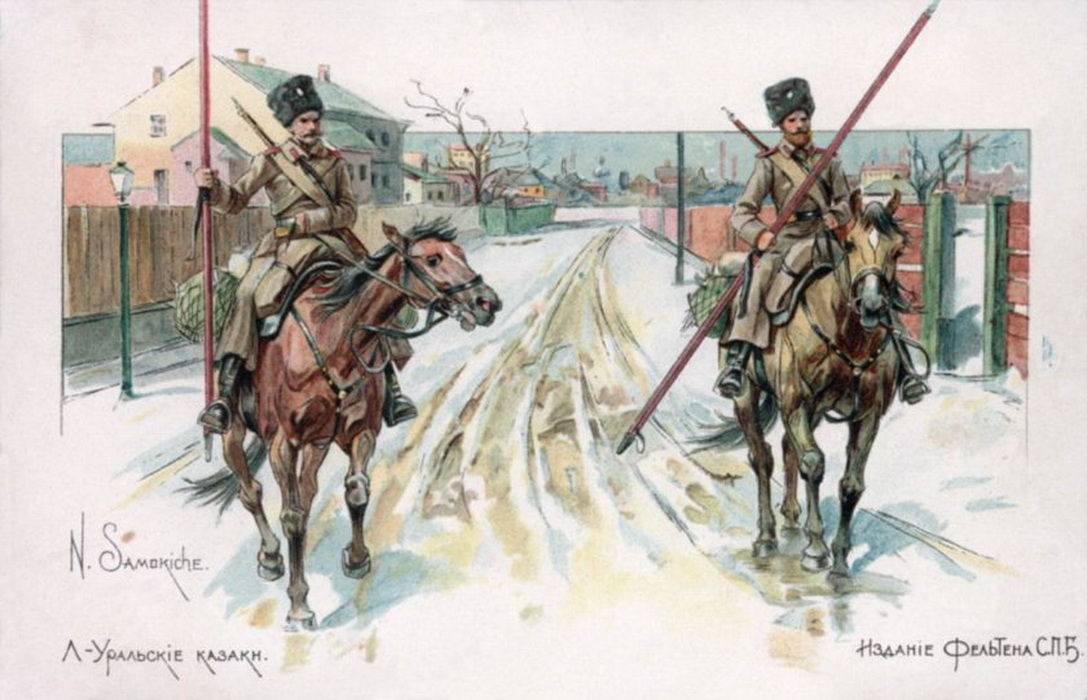
Uralkosacker vid tiden för rysk-japanska kriget.
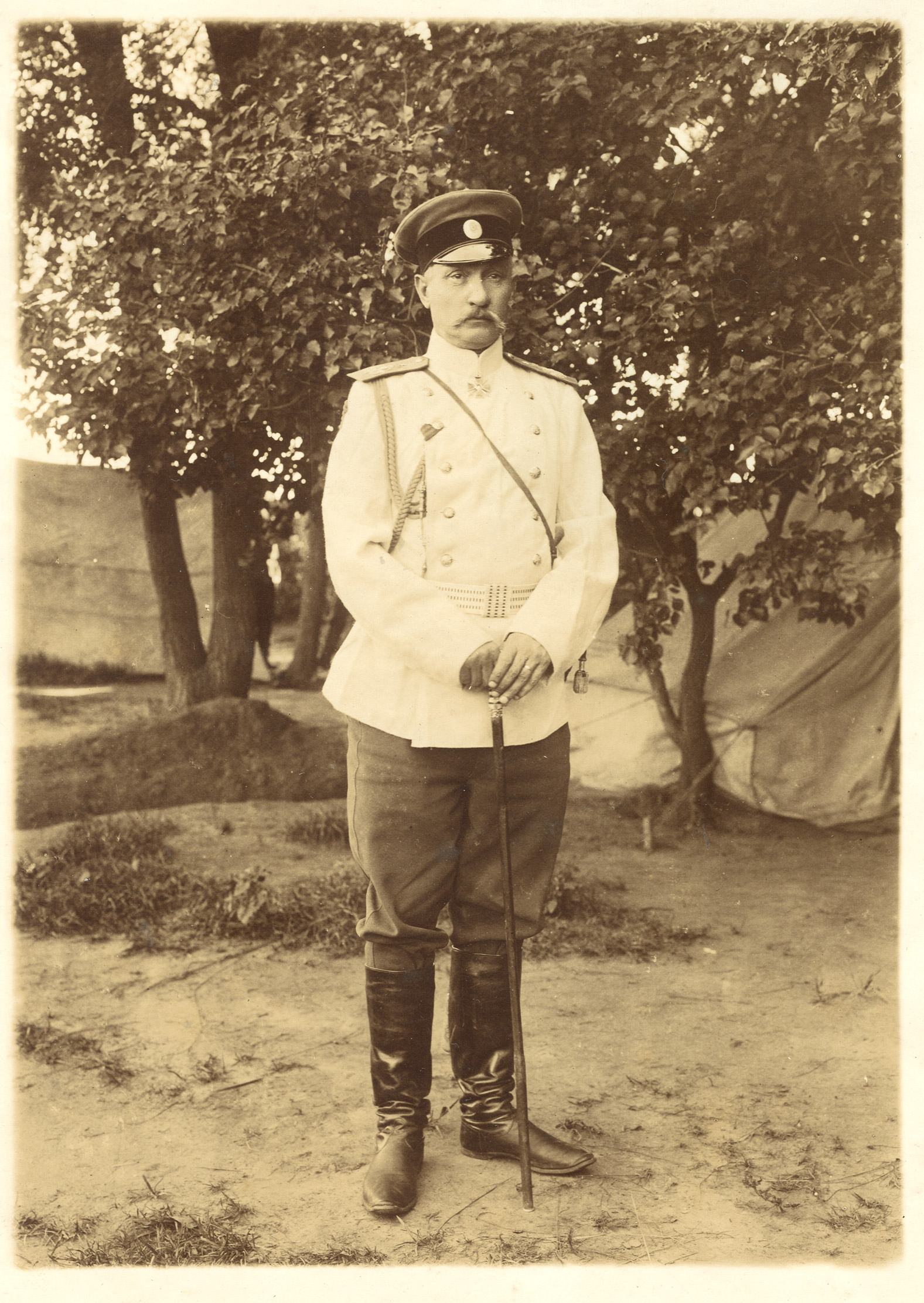
Officer i fältuniform under rysk-japanska kriget.
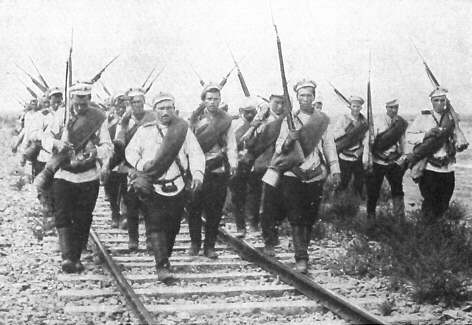
Soldater i fältuniform under rysk-japanska kriget. Kappan är rullad och buren över vänstra axeln.
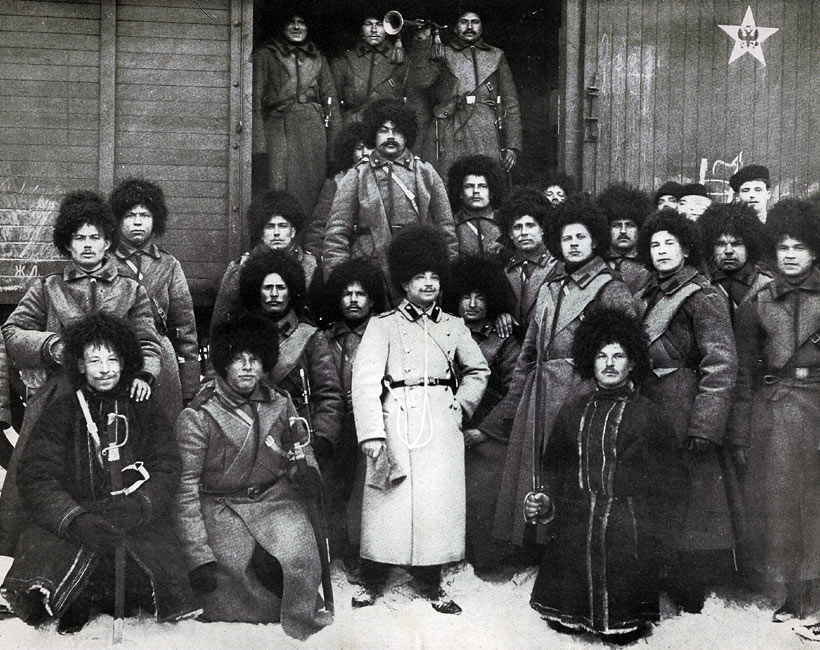
Vinteruniformer under rysk-japanska kriget med stora manchuriska pälsmössor.
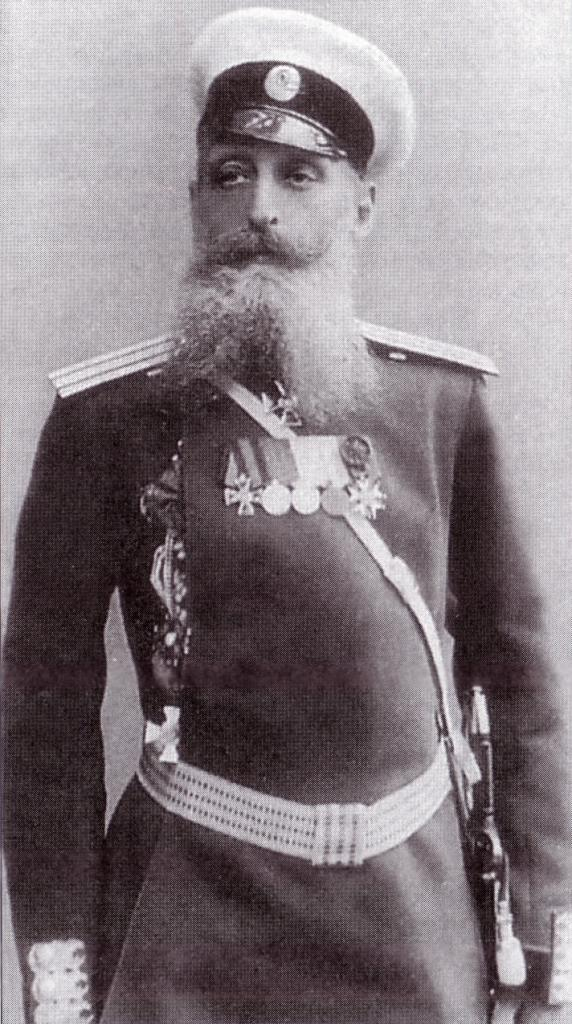
Officer i uniform modell 1882 med lägermössa med skärm.

Omedelbart efter kriget infördes en ny fältuniform i khaki med samma allmänna utseende som tidigare. Uniform modell 1882 behölls som paraduniform, men 1908 ersattes pälsmössan av lägermössa även till parad. Samma år infördes en ny paraduniform med tschakå för generalitetet och livgardet. 1911-12 ersattes modell 1882 som paraduniform för övriga förband av fältuniform modell 1906 med särskilda paradtillbehör. Stålhjälmar infördes under första världskriget men användes bara av ryska trupper i Frankrike och Grekland. 

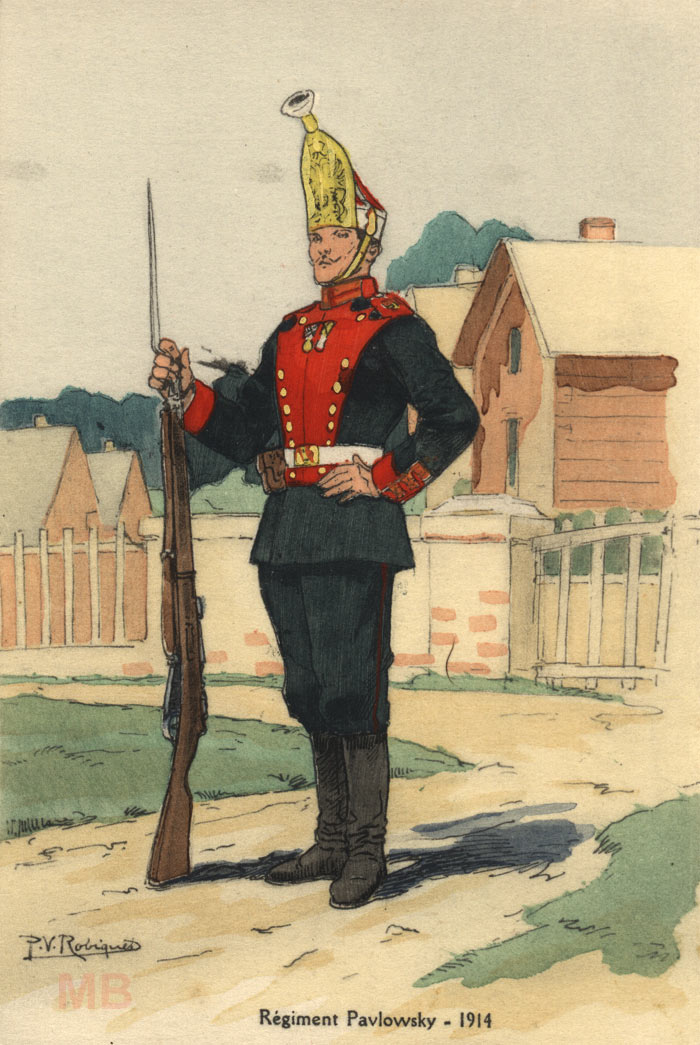
Pavlovska gardesregementet i paraduniform modell 1908. Grenadjärmössan är en traditions- huvudbonad buren sedan 1806.
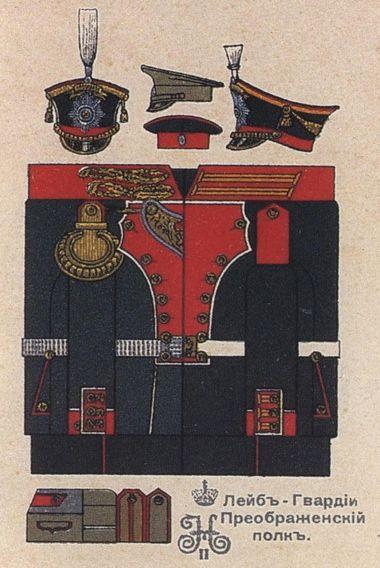
Paraduniform för Preobrazjenskij- regementet modell 1908.
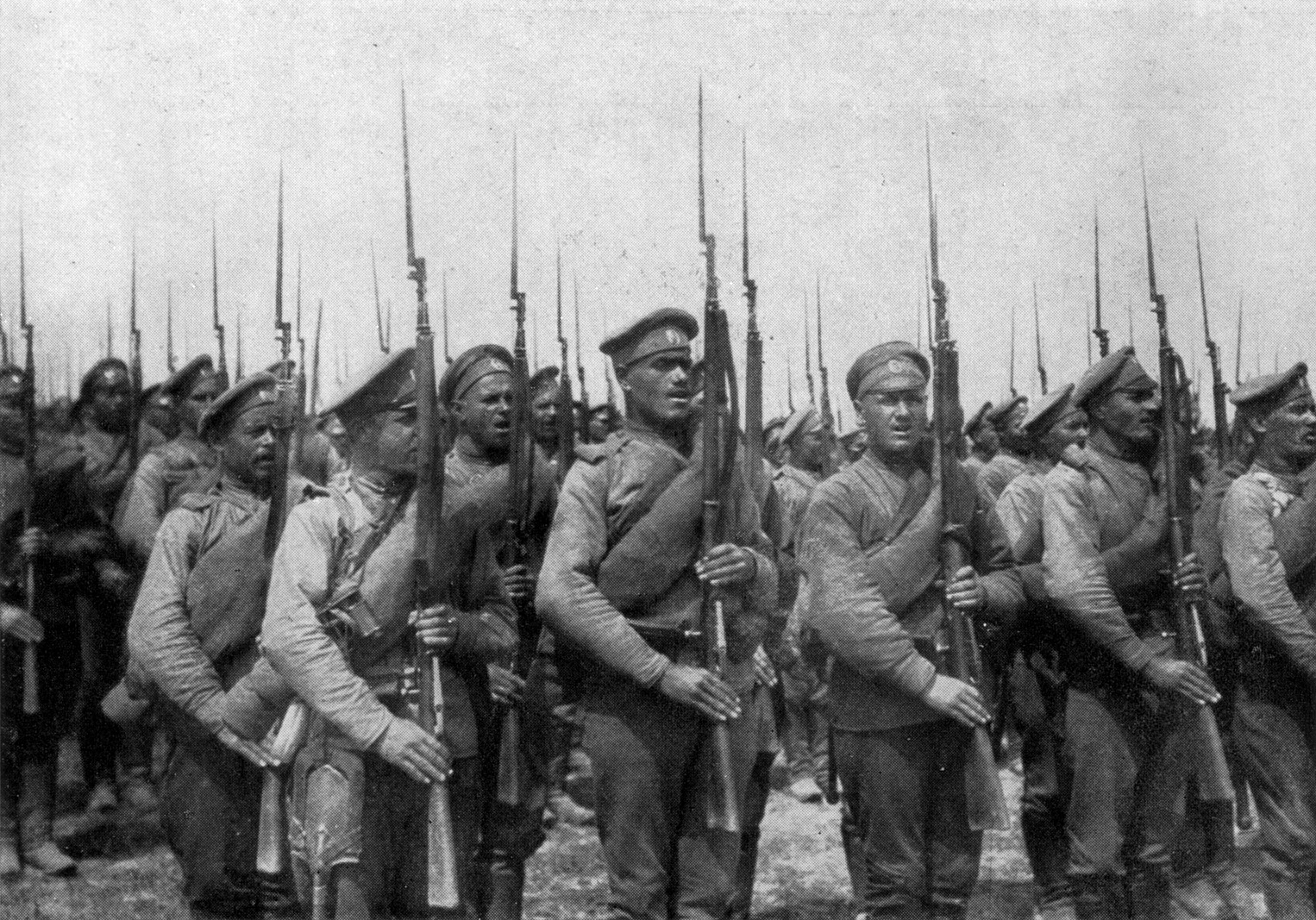
Fältuniform modell 1906 under första världskriget.
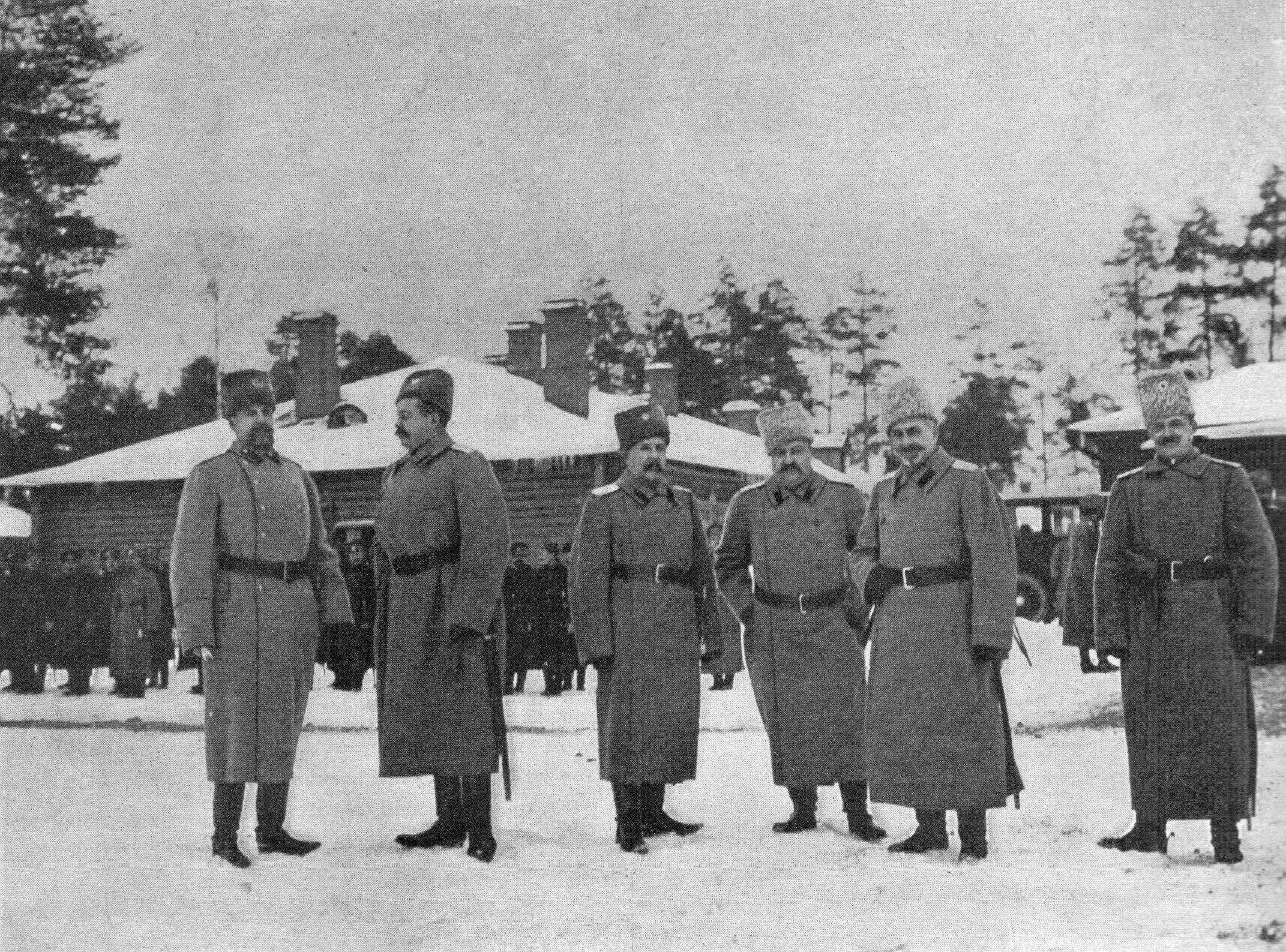
Högre officerare i vinteruniform under första världskriget. Pälsmössa av ny typ (papacha) infördes 1910.
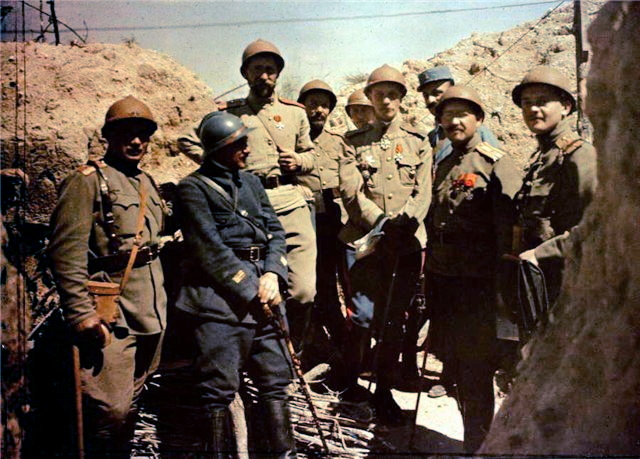
Officerare i fältuniform modell 1906 i den ryska expeditions- kåren i Frankrike under första världskriget. (Officerarna i horisontblå uniformer tillhör den franska armén.)

## Ryska inbördeskriget
Det ryska inbördeskriget kännetecknades uniformsmässigt av bristande materieltillgångar och stor uniformsförvirring. 

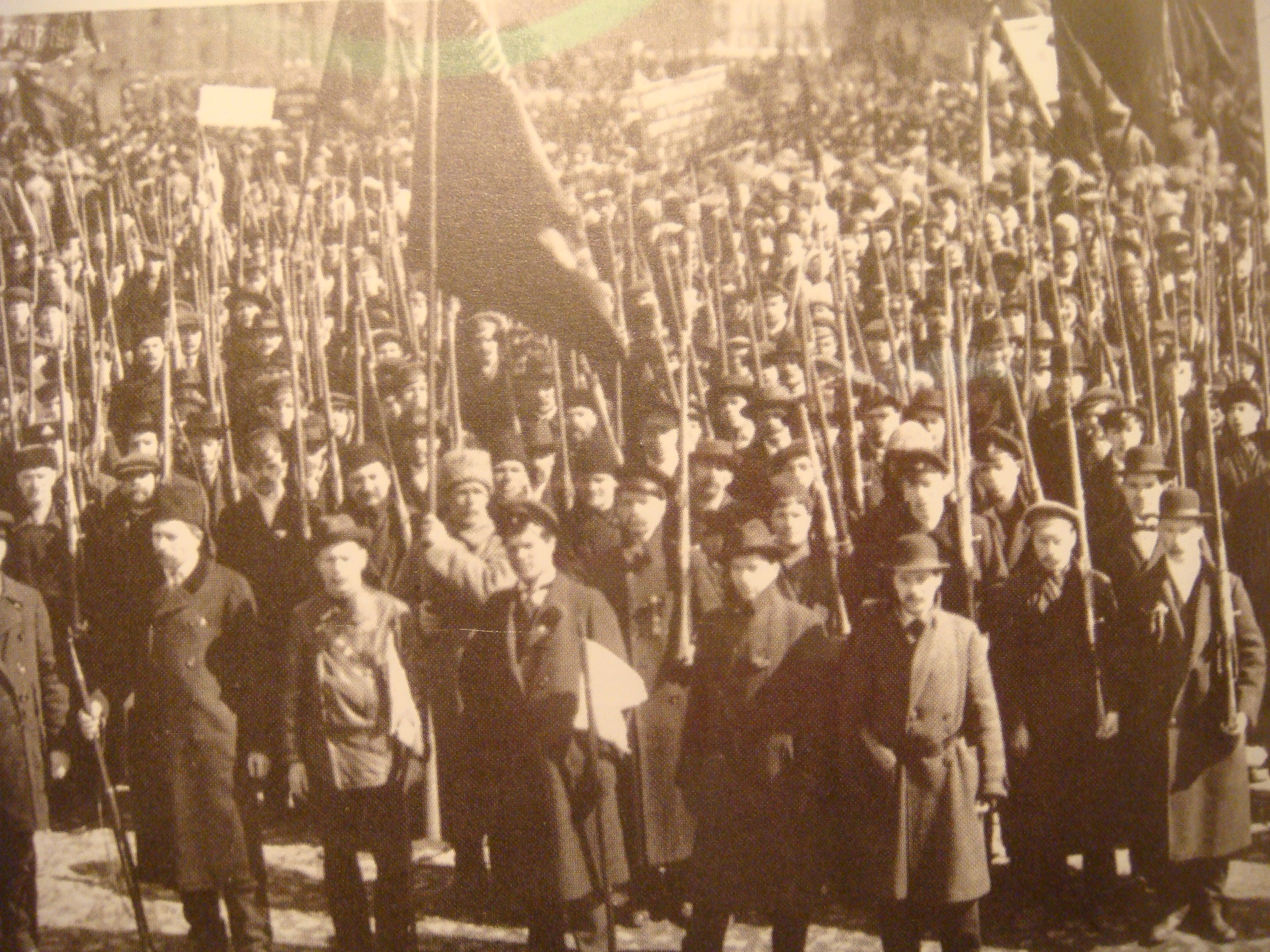
Rödgardister i civila kläder år 1917.
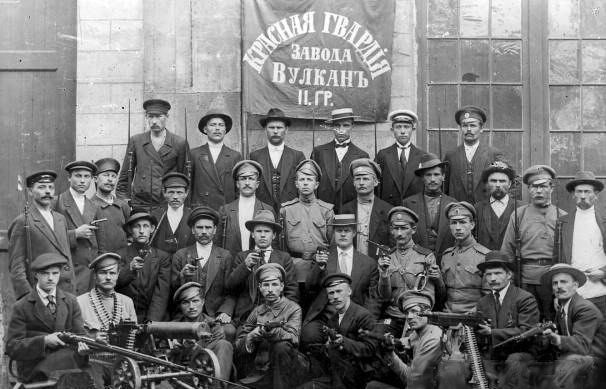
Rödgardister i blandad civil klädsel och uniformer år 1917
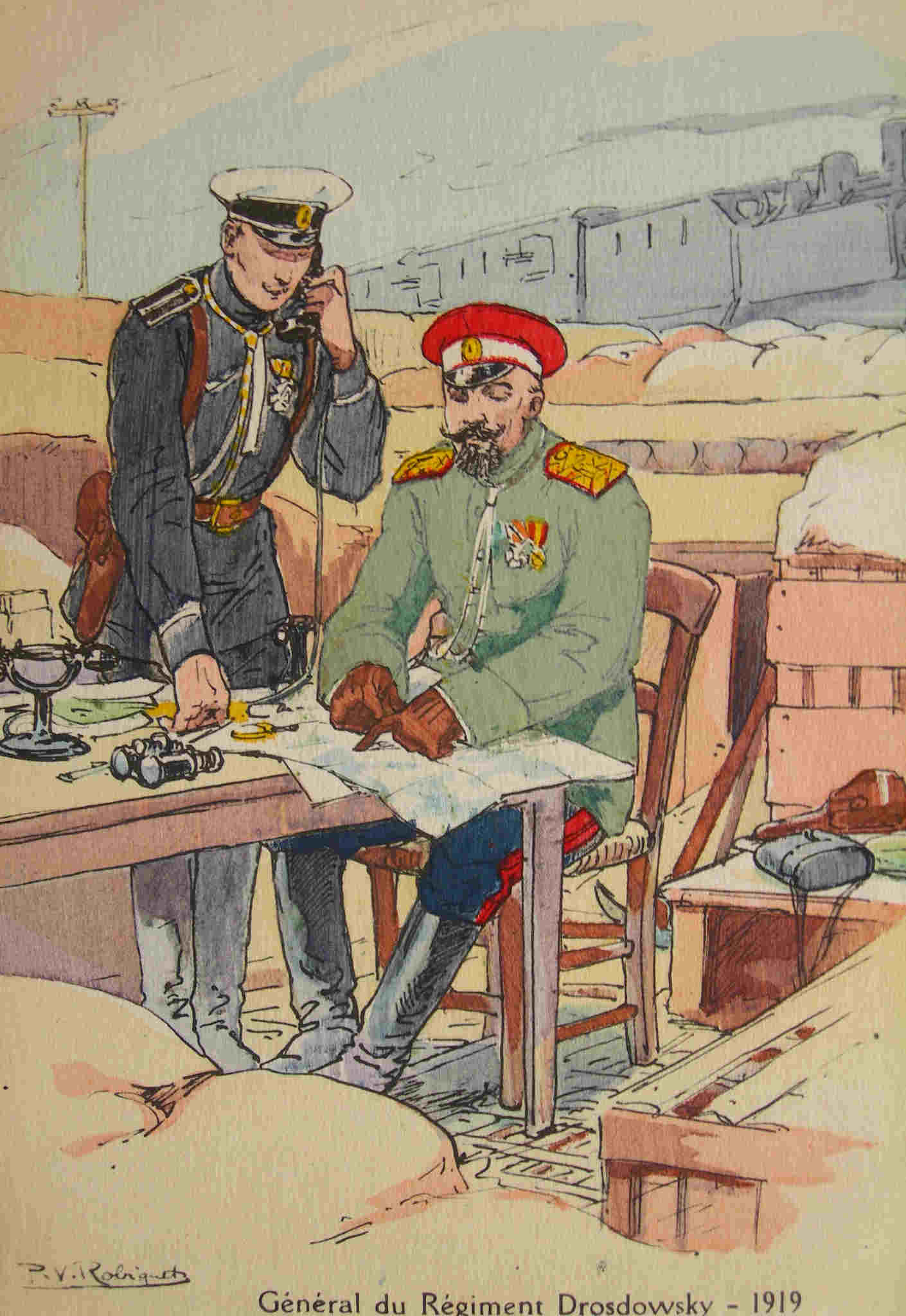
Officerar från Vita armén i kejserliga ryska uniformer år 1919.
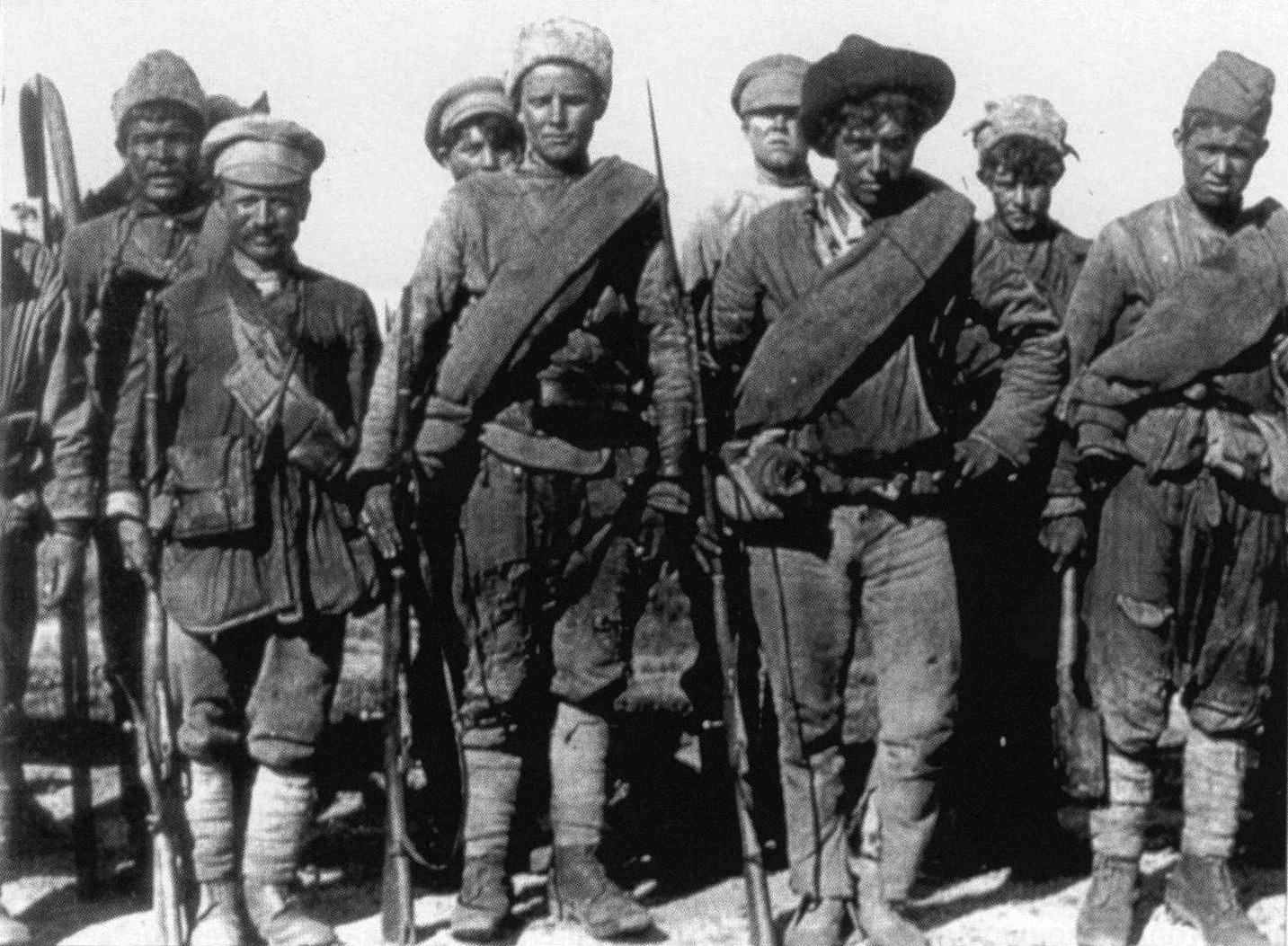
Koltjaks vita trupper trupper i blandad klädsel 1919.

## Röda armén
När Röda armén bildades 1918 var dess beklädnad först inte bättre än de röda garden varur den sprungit. De bar civila kläder eller gamla uniformer med röda armbindlar eller röda kravatter på bröstet. Från 1919 användes brittiska och amerikanska vapenrockar allmänt. Befälhavare och politiska kommissarier bar ofta läderjackor. Kavalleriet hade ofta husarbyxor och dolman. Under 1918 utarbetades en ny uniform under medverkan av kända konstnärer då man medvetet försökte att skapa något nytt. Ett uniformsreglemente utfärdades 1919. Grunden för den nya uniformen var den tsarryska fältuniform som använts under första världskriget; vapenrock, sommarblus, byxor och lägermössa med skärm på sommaren, men av ett snitt som var så olikt den gamla uniformen som möjligt. Vapenrocken fick kragspeglar och beläggningar i truppslagsfärg. Vintermössan blev en toppig tyghjälm - budjonovka - med nedfällbart öron- och nackskydd och en stor röd stjärna i pannan. Militära grader avskaffades; på uniformen bars dock tjänsteställningstecken på vänstra underärmen. 1921 placerades tjänsteställningstecknen i en spegel på vänstra underärmen, däröver bars ett truppslagsmärke i tyg. 

### Uniform modell 1922
1922 utfärdades ett nytt uniformsreglemente med detaljerade och strikta bestämmelser, det var inte längre tillåtet att bära persedlar som inte stod i överensstämmelse med reglementet. Den grundläggande uniformstypen införd 1919 bibehölls dock, men tjänsteställningstecknen flyttades från vänstra underärmen till kragspeglarna. En budjonovka i lättare tyg infördes för sommarbruk. 1924 togs alla färgade beläggningar bort från vapenrocken. Skärmmössan återinfördes för sommarbruk och nya modeller för sommarblusar, vapenrockar och kappor fastställdes. Kragspeglarnas form förändrades och nya tjänsteställningstecken infördes. Vit sommarblus i linne infördes 1927 och koppel för befälet 1932. 

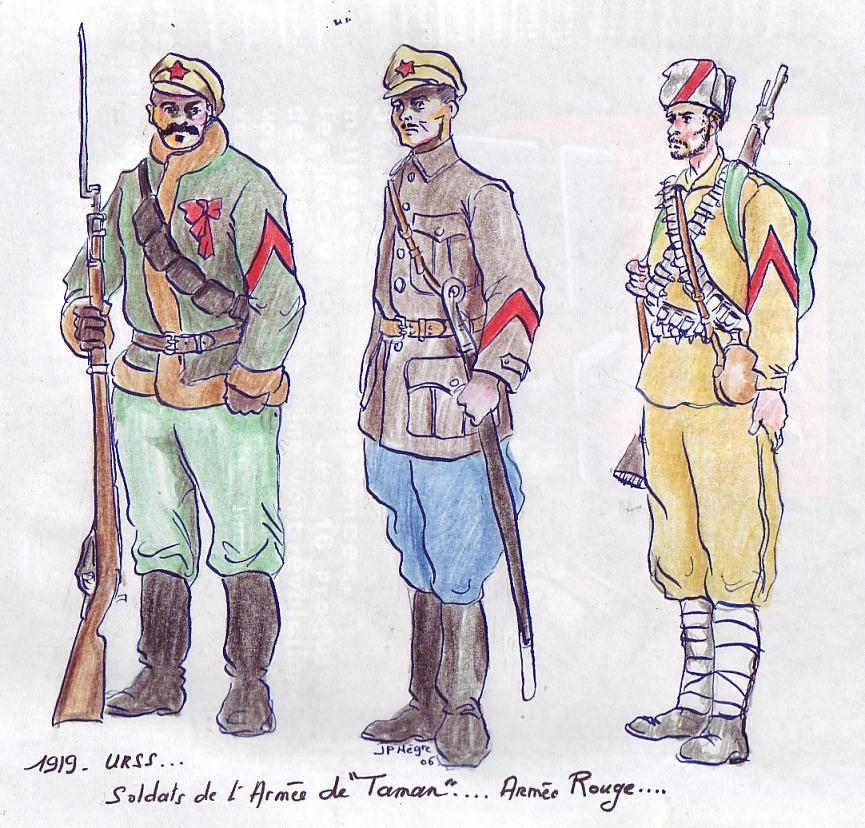
Rödarmister i varierande uniformer 1918.
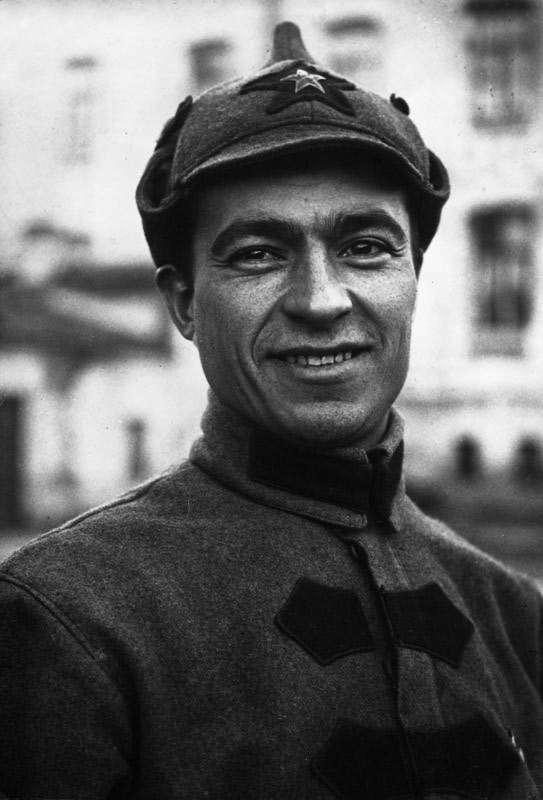
Rödarmist i uniform modell 1922 med kragspegel och beläggningar i truppslagsfärg.
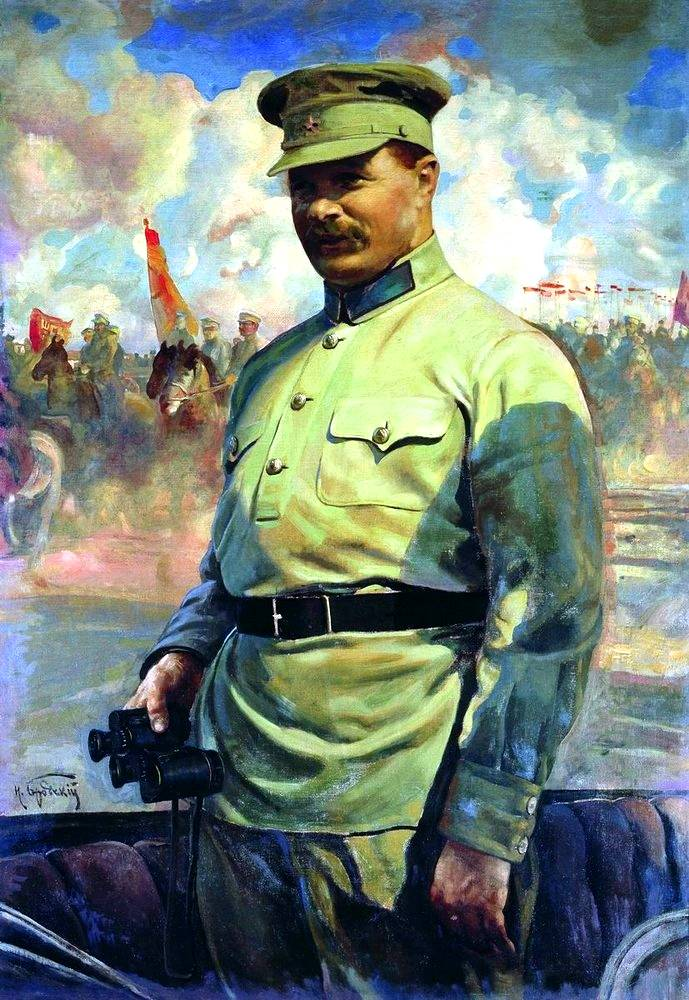
Frunze i sommarblus modell 1927.

### Uniform modell 1935
Militära grader återinfördes 1935. Samtidigt infördes en ny uniform för officerskåren. Olika varianter fanns för flygofficerare, pansarofficerare och övriga officerare. Flygofficerare och pansarofficerare fick en vapenrock med nedvikt krage vilken skulle bäras med vit skjorta och slips. Vapenrocken och byxorna var mörkblå för flyget och stålgrå för pansartrupperna, med respektive blåa och röda passpoaler vid kragens och uppslagens kanter samt i byxsömmen. Som arbetsdräkt bars sommartid en khakifärgad fältvapenrock.  Övriga officerare fick en enkelknäppt vapenrock med nedvikt krage i khaki. Kragen och ärmuppslagens kanter hade passpoaler i truppslagsfärgen. På kragen fanns sydda kragspeglar för gradbeteckningarna. Byxorna var i khaki, men ridbyxorna var blå för kavalleriet och ridande artilleriet och mörkblå för övriga truppslag, bägge med passpoaler i truppslagsfärg. Skärmmössan var blå för flygofficerare, stålgrå för pansarofficerare och khaki för övriga officerare, med blått band mellan kullen och skärmen och passpoaler i truppslagsfärger. Båtmössa med passpoaler, blå för flyget och khaki för resten av armén infördes även. Officerarna fick också en ny dubbelknäppt kappa med synliga knappar, blå för flygvapnet, stålgrå för pansartrupperna och grå för resten av armén.  

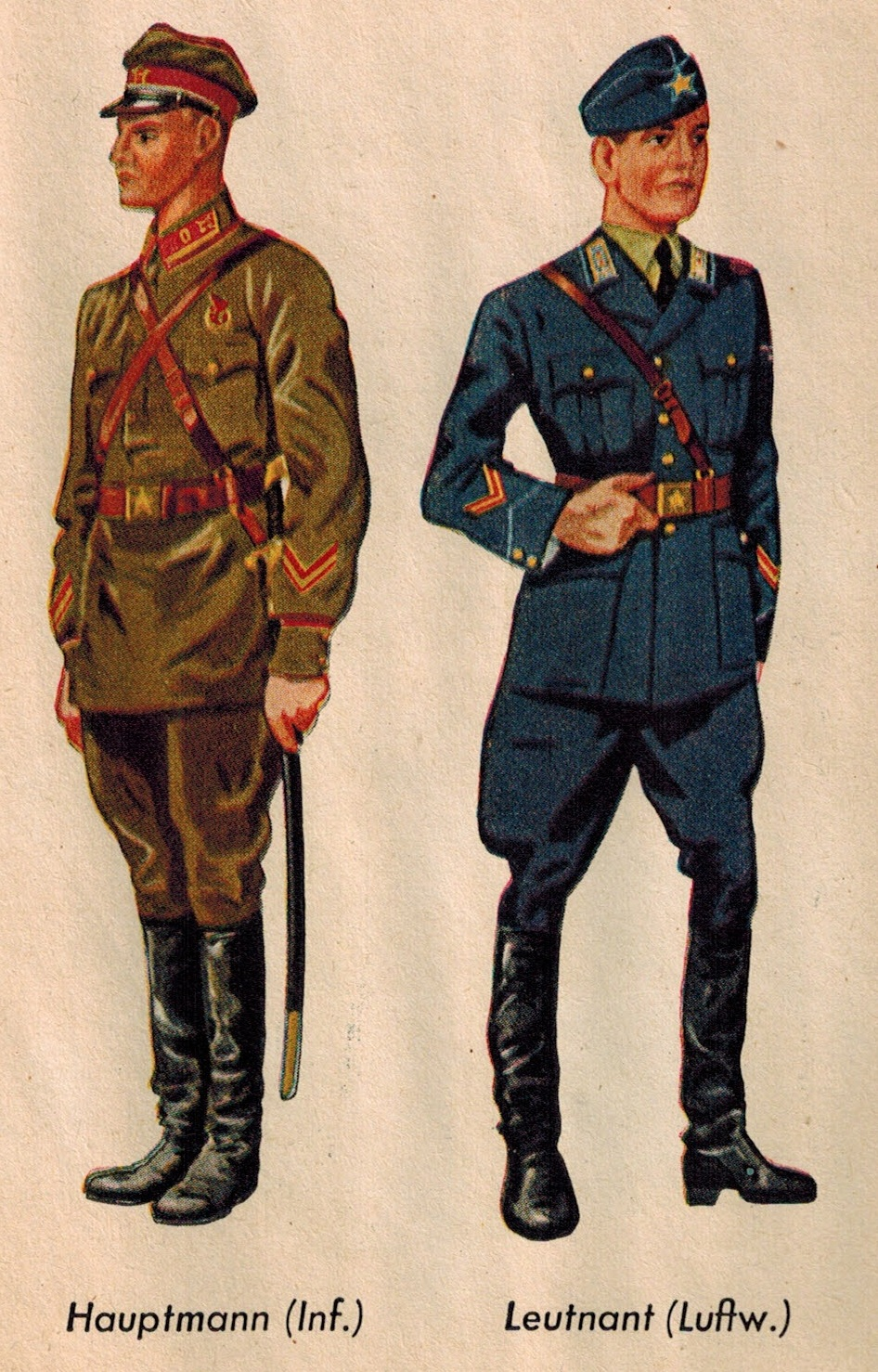
Kapten vid infanteriet i uniform modell 1935 (t.v.) och löjtnant i officersuniform modell 1935 för flygvapnet (t.h.).
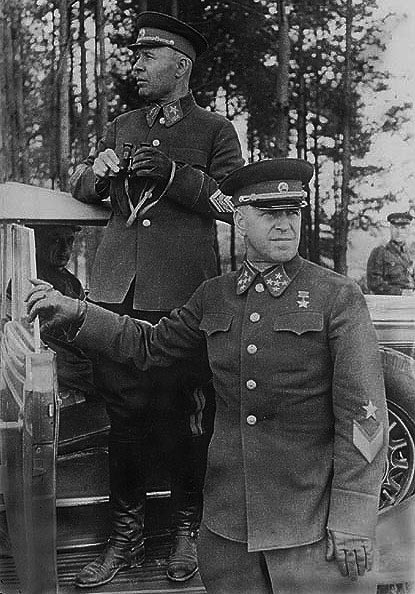
Zjukov och Timosjenko i uniform för generalitetet modell 1940.
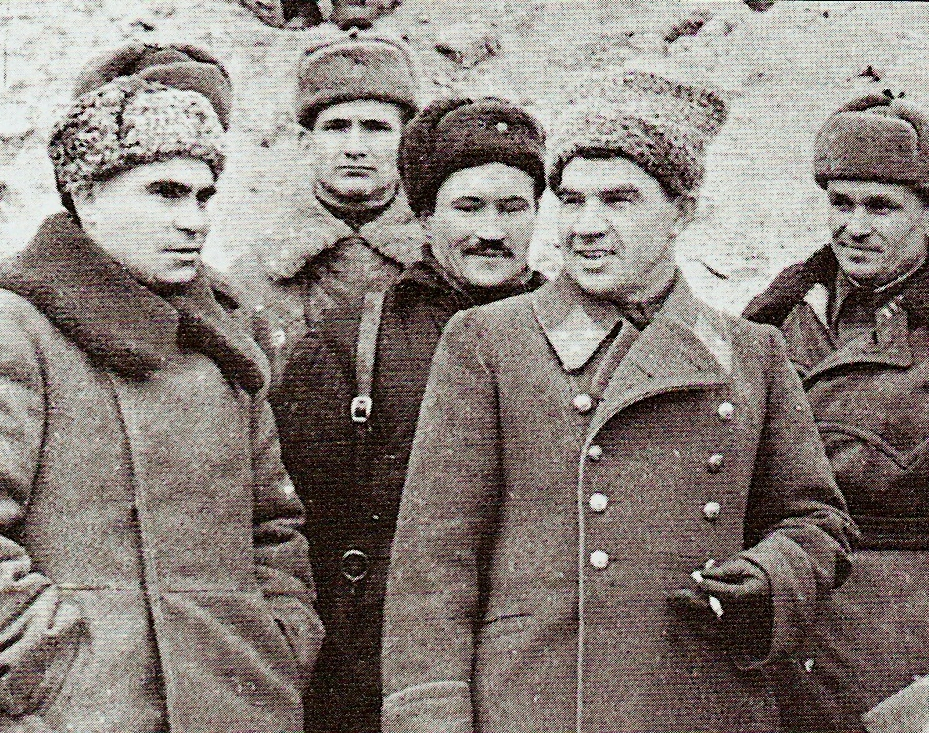
General i kappa modell 1935 och pälsmössa för generalitetet (papacha) modell 1940 (andre från höger).
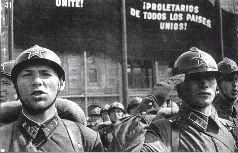
Officerare i stålhjälm av fransk typ vilken användes före 1940.

För underbefälet infördes 1935 skärmmössa och för dem och manskapet båtmössa utan passpoaler. I flygvapnet fick all personal en blå båtmössa med blå passpoaler. I övrigt var underbefälets och manskapets uniformer oberörda av 1935 års uniformsförändringar. 1936 infördes traditionella kosackuniformer för de förband som var bärare av Don- , Kuban- och Terekkosackernas traditioner. Efter vinterkriget avskaffades budjonovkan även för vinterbruk och en låg pälsmössa infördes i dess ställe. 1941 infördes vadderade jackor för vinterbruk, antingen ensamma eller under kappan. 1940 återinfördes generalsgraderna och generalitetet fick nya uniformer med olika varieteter för paraddräkt, daglig dräkt och fältdräkt. Paraddräkten var stålgrå, med stålgrå ridbyxor och svarta stövlar eller ljusblå byxor och svarta skor, bägge med revärer i truppslagsfärg. Dagliga dräkten var khakifärgad med ljusblå byxor med revärer eller vit jacka och blå byxor med revärer på sommaren. Fältdräkten var helt i khaki.  På vintern bar generalerna en hög pälsmössa, papacha till alla uniformsdräkter.  

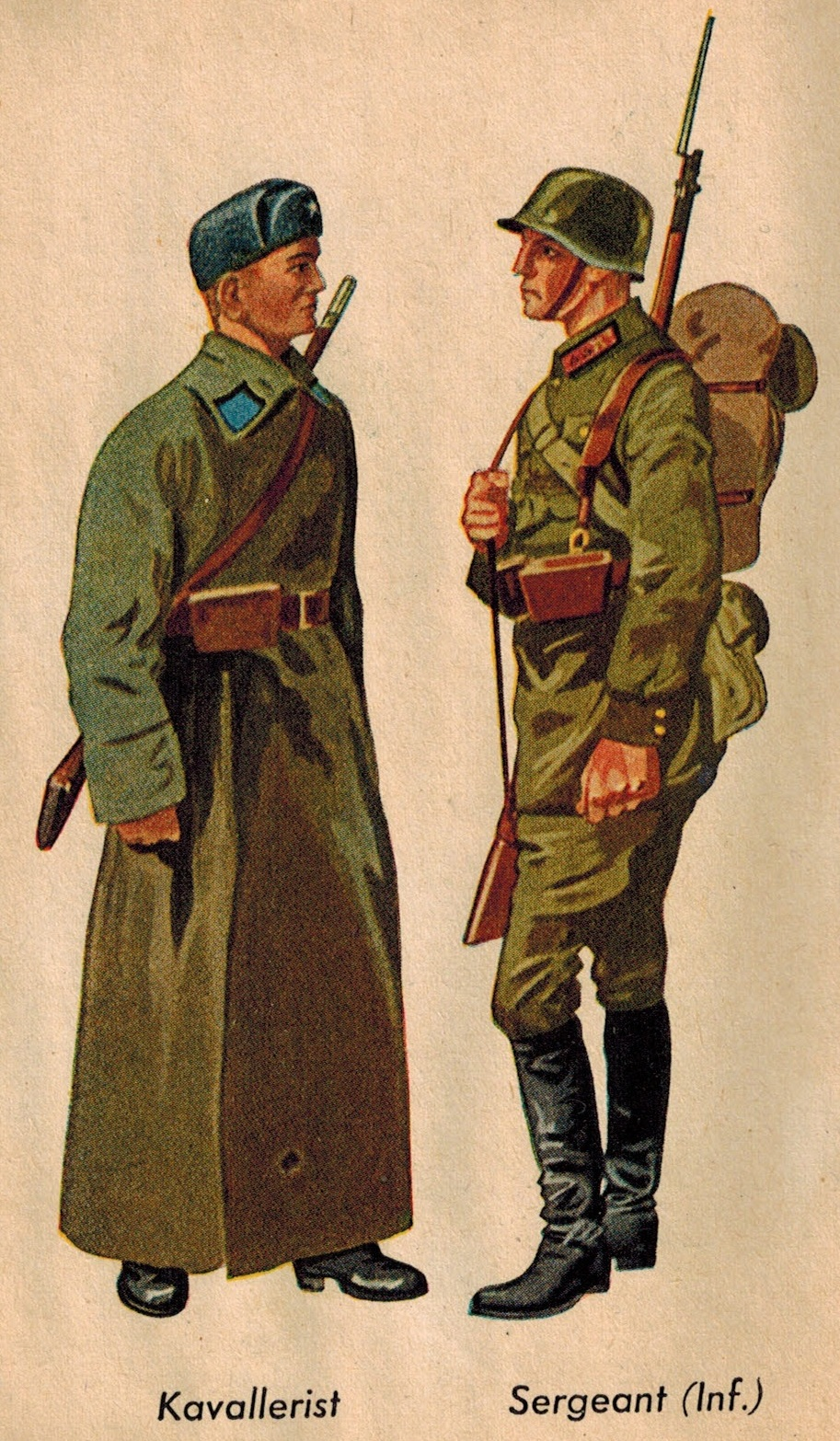
Kavallerist i kappa modell 1935 för manskap (t.v.) och underbefäl i fältuniform med stålhjälm modell 1940 (t.h.).
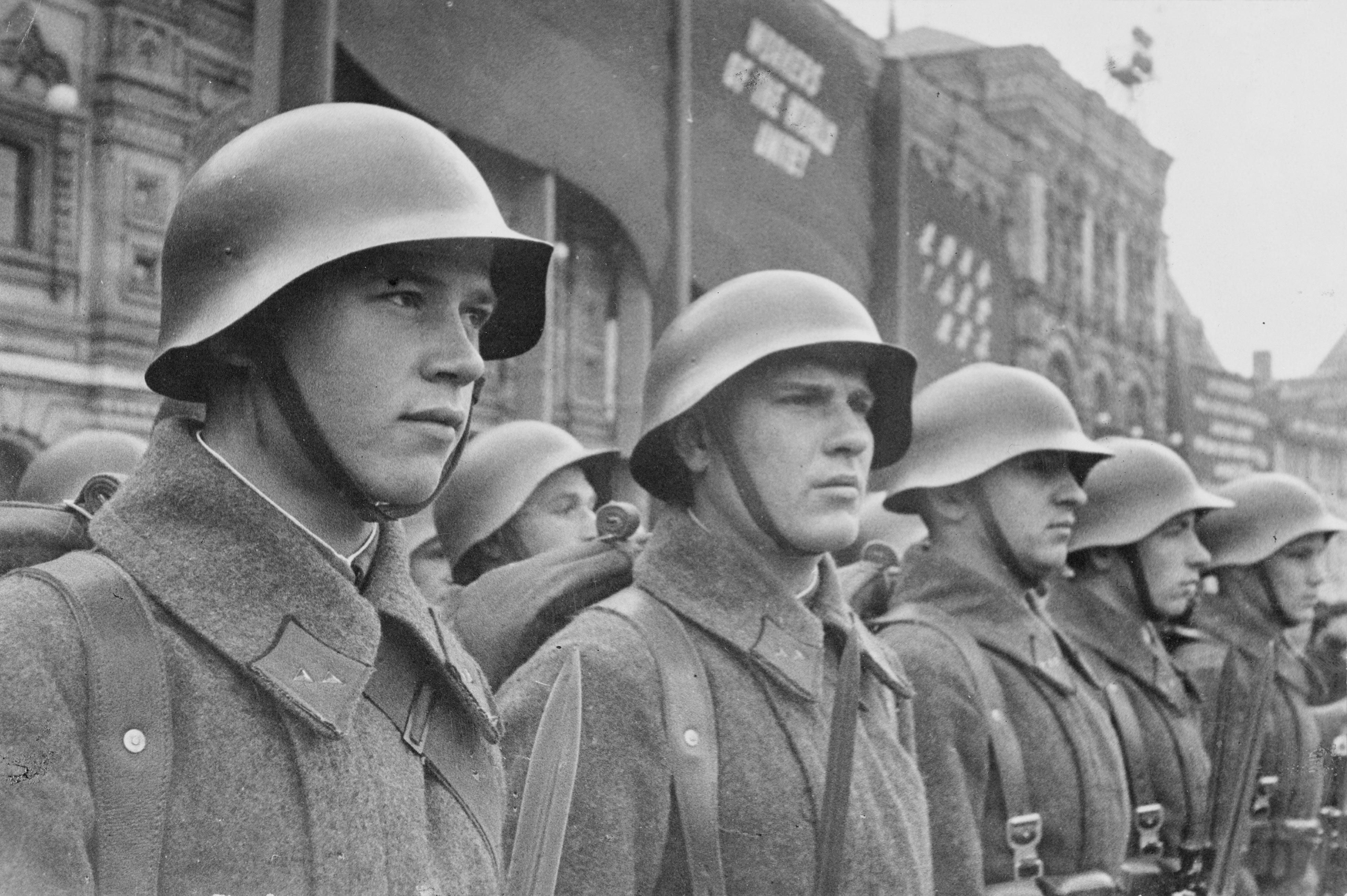
Underbefäl i kappa och stålhjälm.
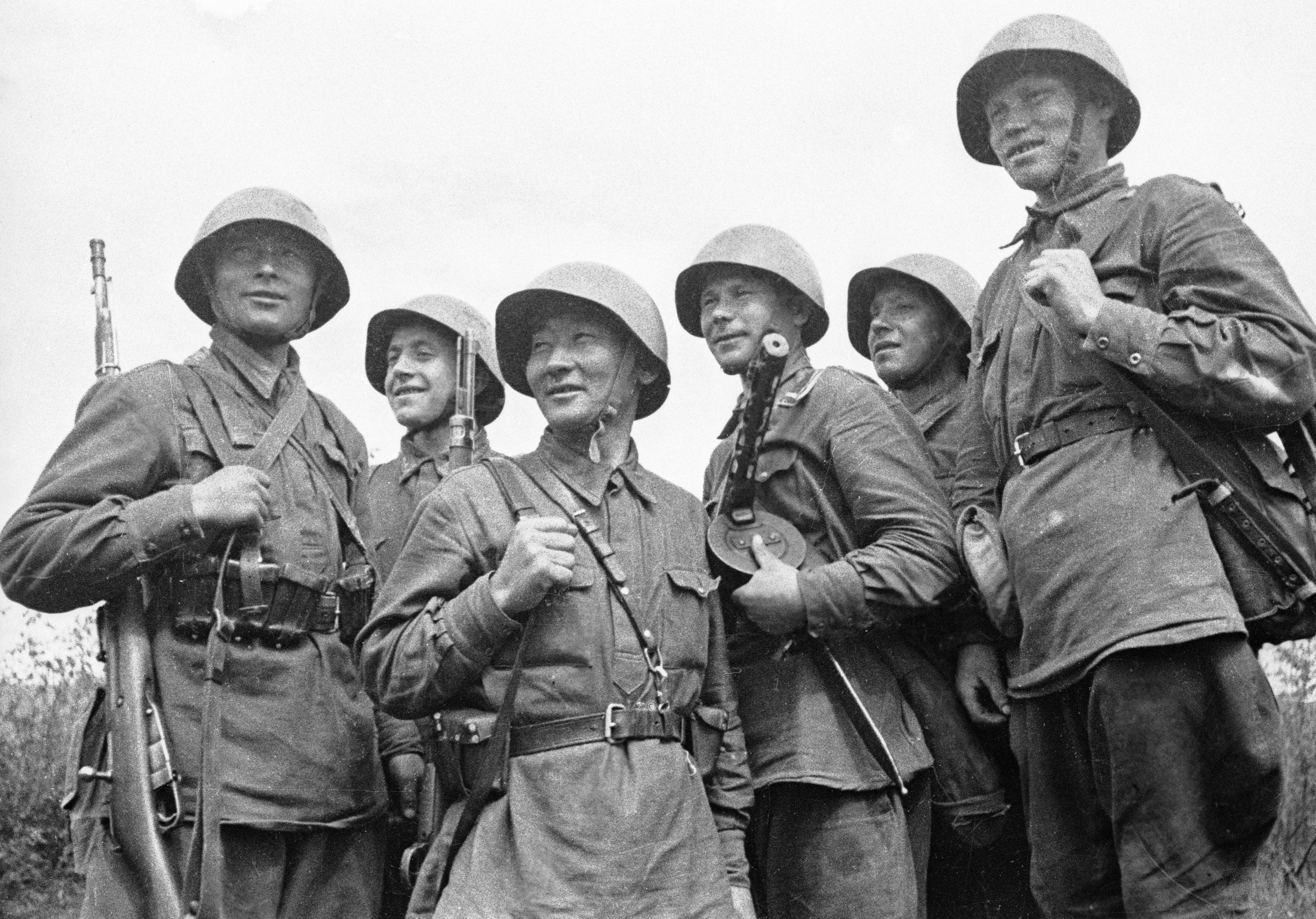
Rödarmister i sommarblus och stålhjälm modell 1940.
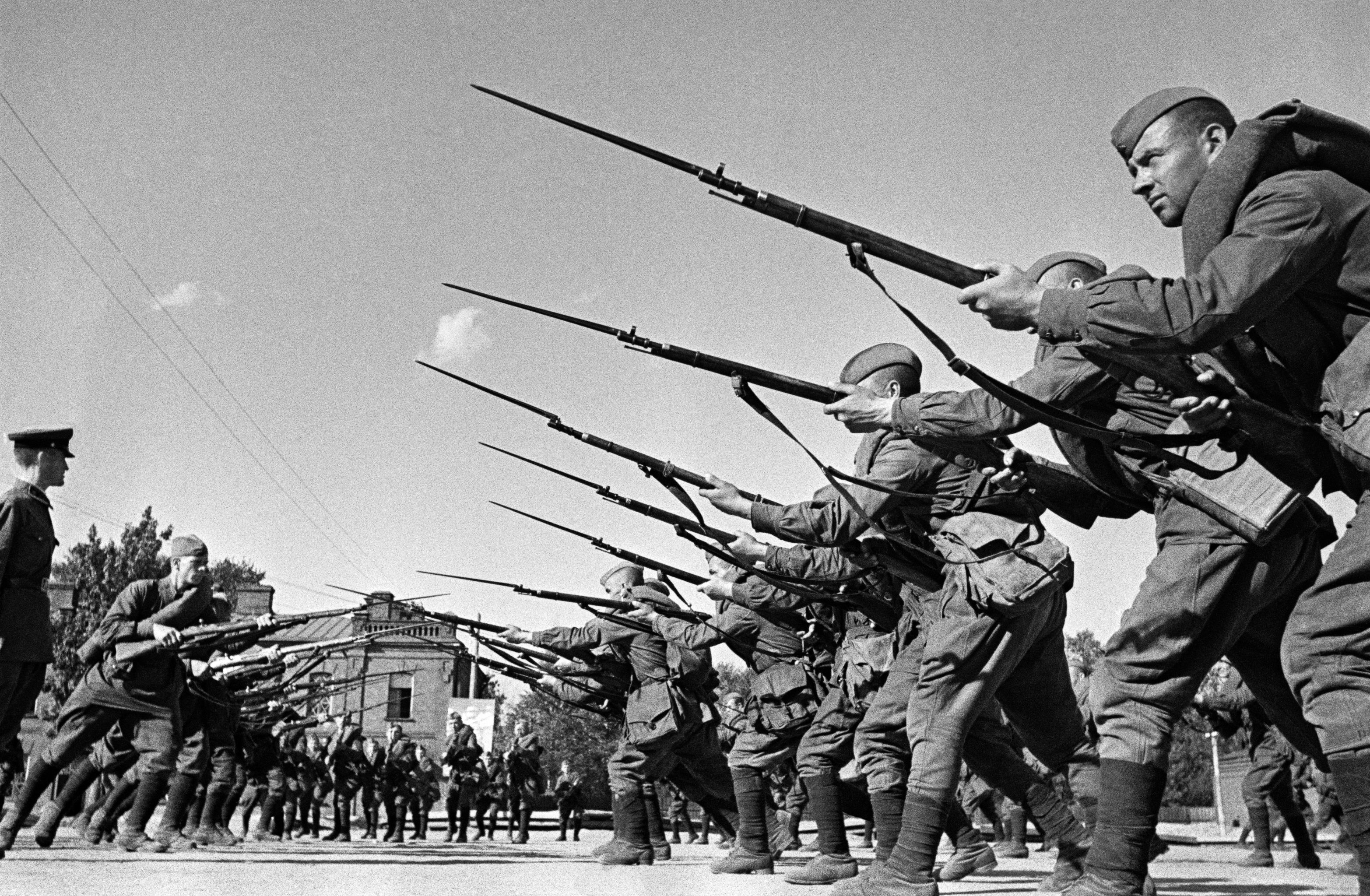
Rödarmister i fältuniform med sommarblus och båtmössa modell 1935. I början av kriget bar många mobiliserade soldater kängor och benlindor. Kappan bärs lindad över vänstra axeln.
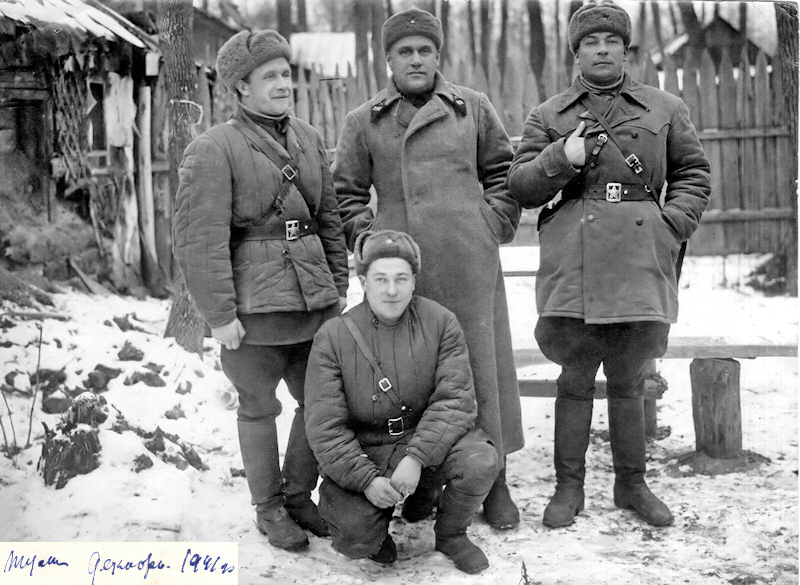
Officerare i fält 1941 med vadderade jackor, kappor  och rockar samt pälsmössor.
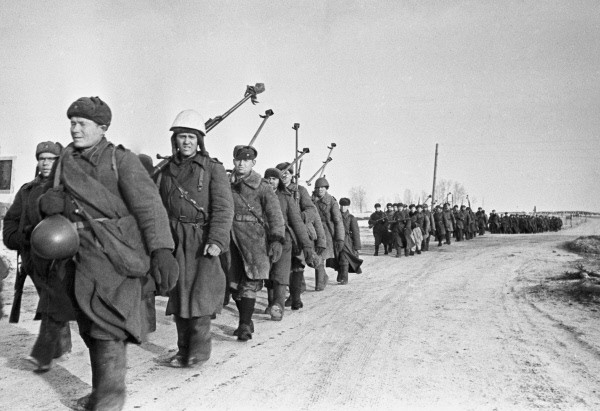
Rödarmister i vinteruniform med kappa modell 1935, pälsmössa modell 1940 och filtstövlar.
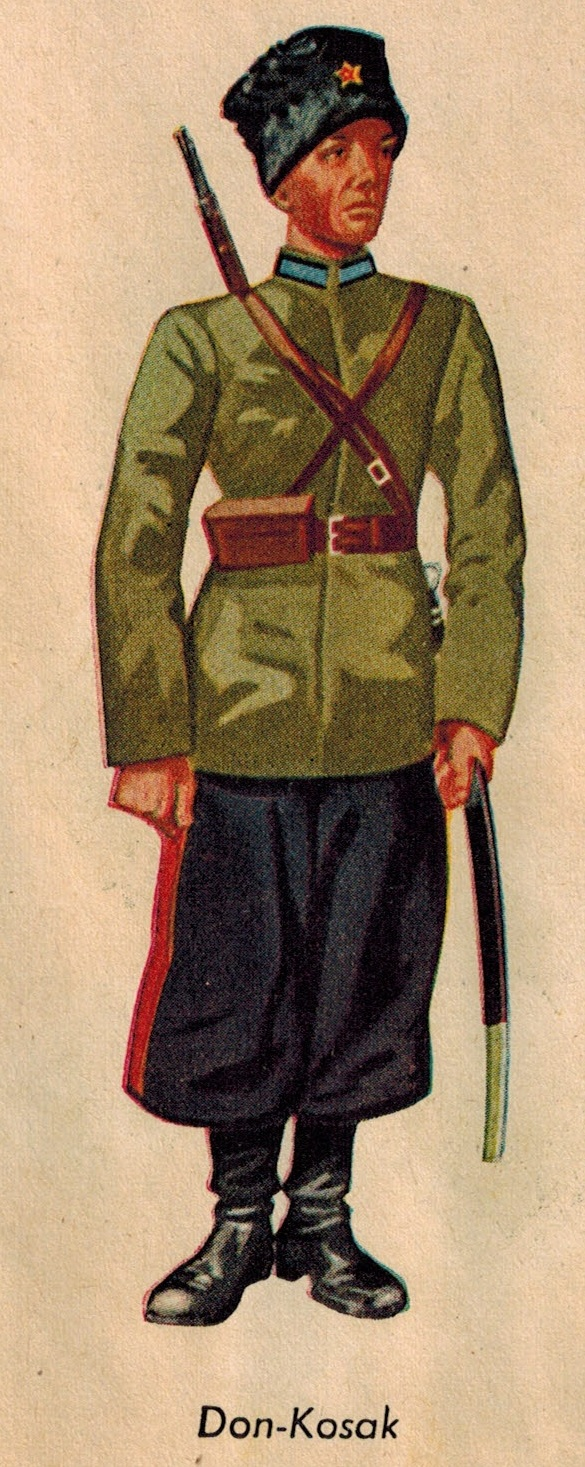
Donkosack i uniform modell 1936.

### Uniform modell 1943
Den mest radikala uniformsreformen ägde rum 1943 när gradbeteckningar av tsarrysk typ återinfördes och uniformen fick en traditionell tsarrysk prägel genom ståndkrage och andra uniformsdetaljer. Generalitetet fick nya uniformer 1945 då de tidigare enkelknäppta vapenrockarna i stålgrått ersattes av dubbelknäppta vapenrock i tsargrön färg. Skärmmössan fick samma färg.  

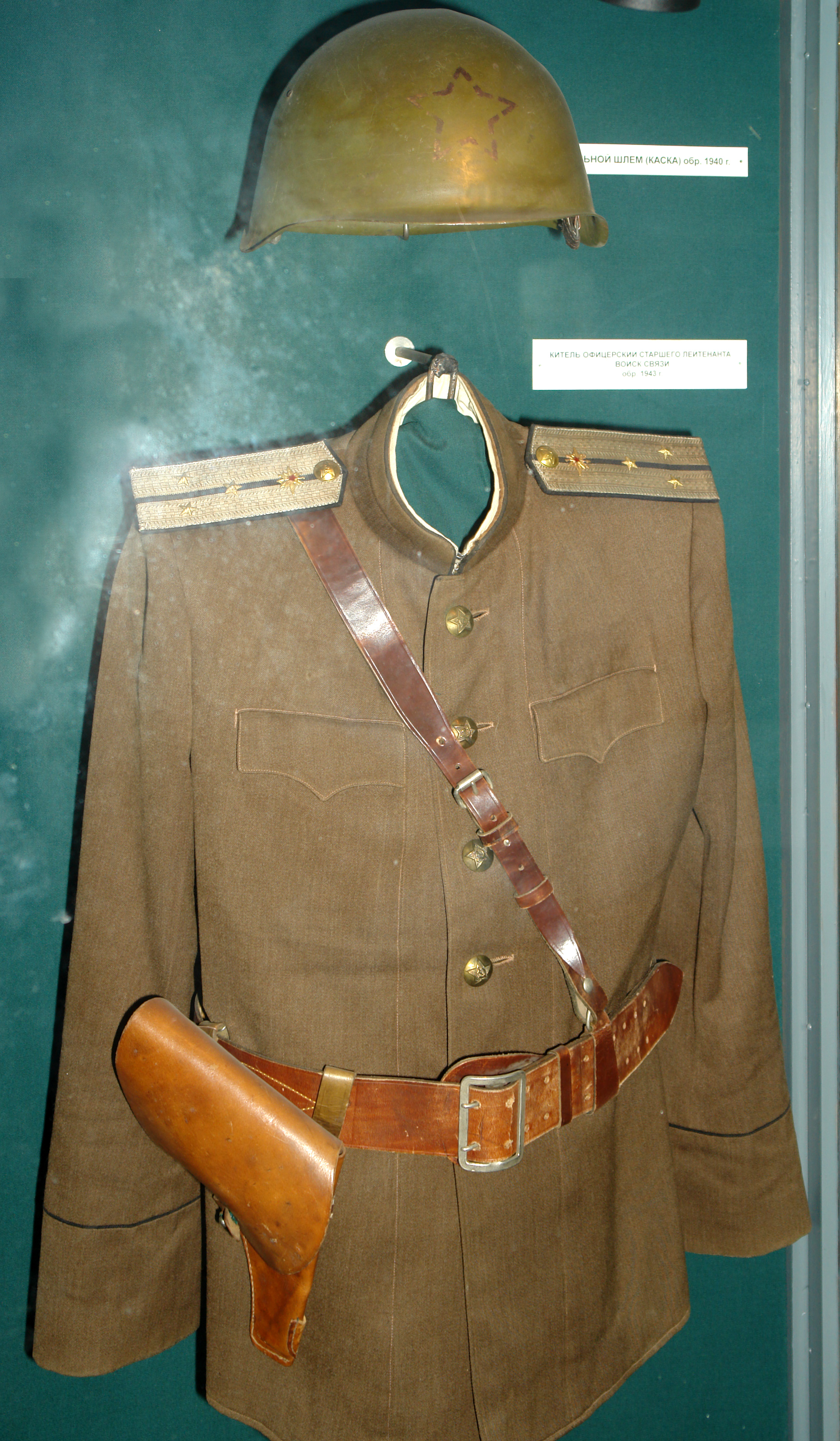
Vapenrock modell 1943.
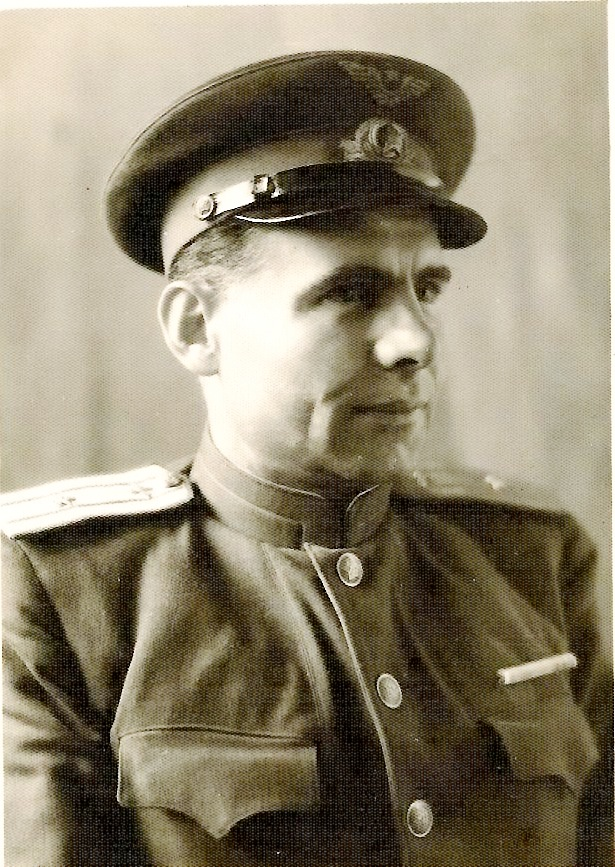
Flygofficer i uniform modell 1943.
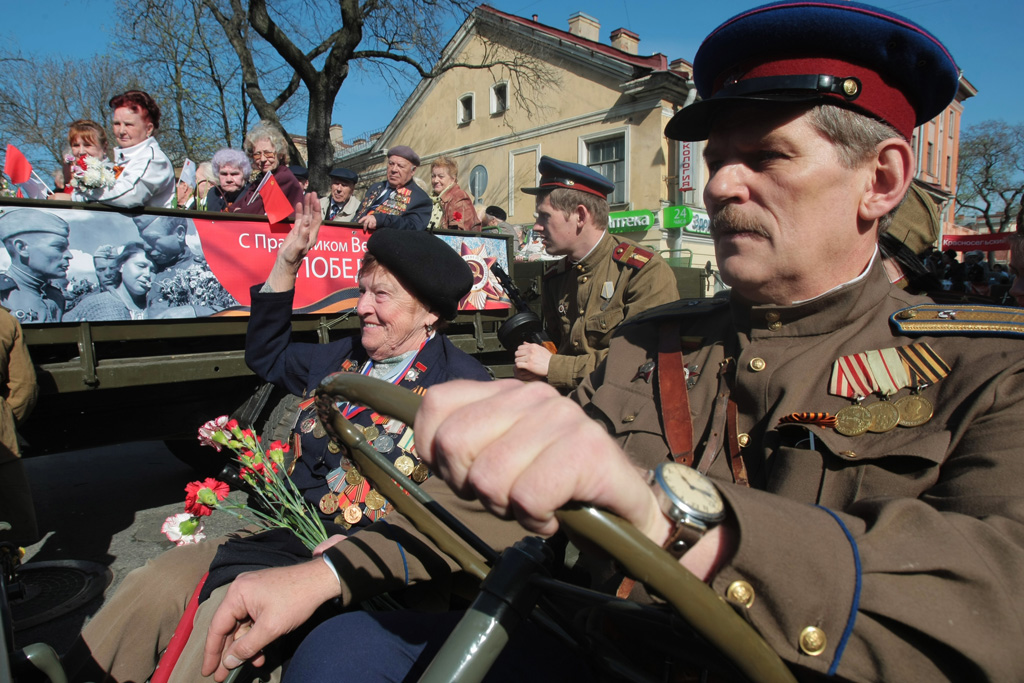
Uniform modell 1943 med sommarblus. Uniformsmössans och passpoalernas färger betecknar NKVD:s inrikestrupper. (Historiskt återskapande)
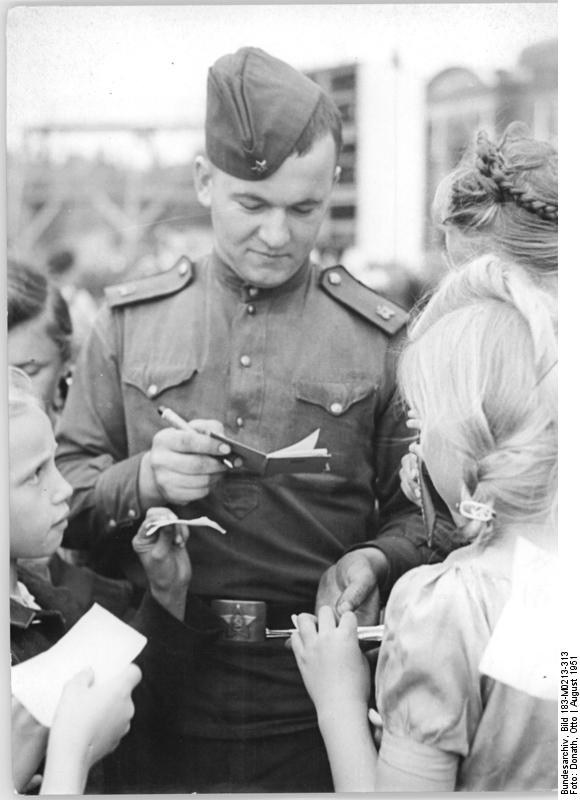
Sommarblus modell 1943
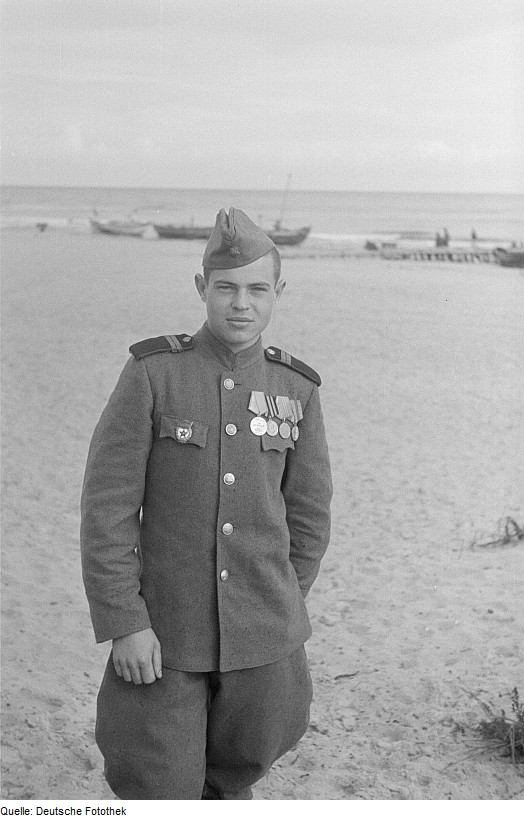
Fältvapenrock modell 1943.
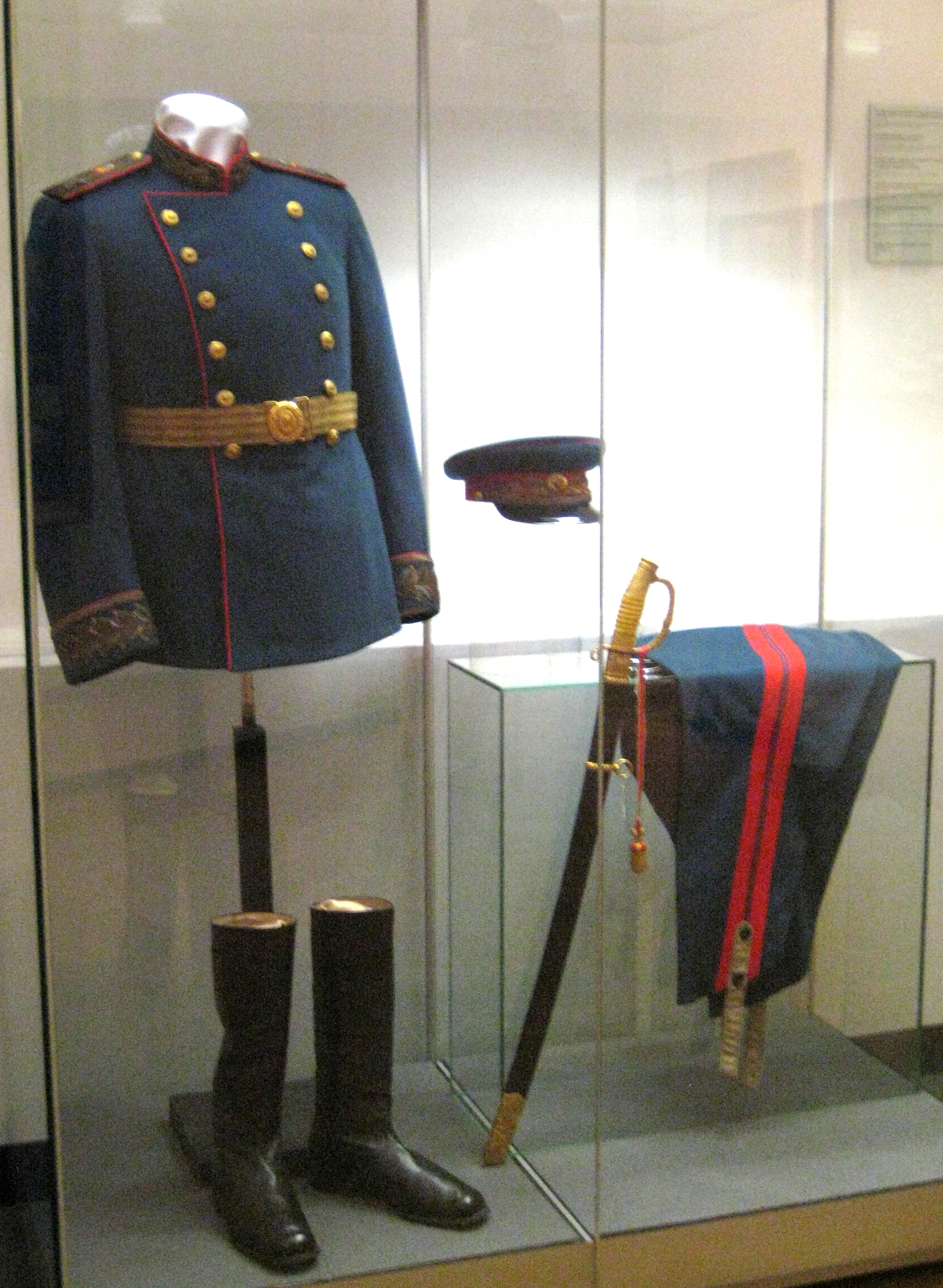
Paraduniform för generalitetet modell 1945 (här för marskalk av Sovjetunionen).

| Uniformsdräkter till Röda arméns sommaruniform modell 1943 (utom för flygstridskrafterna) | Uniformsdräkter till Röda arméns sommaruniform modell 1943 (utom för flygstridskrafterna) | Uniformsdräkter till Röda arméns sommaruniform modell 1943 (utom för flygstridskrafterna) | Uniformsdräkter till Röda arméns sommaruniform modell 1943 (utom för flygstridskrafterna) | Uniformsdräkter till Röda arméns sommaruniform modell 1943 (utom för flygstridskrafterna) | Uniformsdräkter till Röda arméns sommaruniform modell 1943 (utom för flygstridskrafterna) |
| GENERALITETET                                                                             | GENERALITETET                                                                             | GENERALITETET                                                                             | GENERALITETET                                                                             | GENERALITETET                                                                             | GENERALITETET                                                                             |
|                                                                                           | Paraduniform                                                                              | Paraduniform                                                                              | Vardagsuniform                                                                            | Vardagsuniform                                                                            | Fältuniform                                                                               |
| Högtidsdräkt                                                                              | Trupparaddräkt                                                                            | Permissionsdräkt                                                                          | Daglig dräkt                                                                              |                                                                                           | Fältuniform                                                                               |
| ----------------------------------------------------------------------------------------- | ----------------------------------------------------------------------------------------- | ----------------------------------------------------------------------------------------- | ----------------------------------------------------------------------------------------- | ----------------------------------------------------------------------------------------- | ----------------------------------------------------------------------------------------- |
| Livplagg                                                                                  | Vapenrock                                                                                 | Vapenrock                                                                                 | Fältvapenrock                                                                             | Fältvapenrock                                                                             | Fältvapenrock                                                                             |
| Byxor                                                                                     | Långbyxor                                                                                 | Spetsbyxor                                                                                | Långbyxor                                                                                 | Spetsbyxor                                                                                | Spetsbyxor                                                                                |
| Huvudbonad                                                                                | Paradskärmmössa                                                                           | Paradskärmmössa                                                                           | Skärmmössa                                                                                | Skärmmössa                                                                                | Skärmmössa                                                                                |
| Skodon                                                                                    | Skor                                                                                      | Stövlar                                                                                   | Skor                                                                                      | Stövlar                                                                                   | Stövlar                                                                                   |
| Axelklaffar                                                                               | Pogoni                                                                                    | Pogoni                                                                                    | Pogoni                                                                                    | Pogoni                                                                                    | Fältaxelklaffar                                                                           |
| Krage                                                                                     | Stickerier                                                                                | Stickerier                                                                                | Passpoal i truppslagsfärg                                                                 | Passpoal i truppslagsfärg                                                                 | Passpoal i truppslagsfärg                                                                 |
| Ärmuppslag                                                                                | Stickerier                                                                                | Stickerier                                                                                | Passpoal i truppslagsfärg                                                                 | Passpoal i truppslagsfärg                                                                 | Passpoal i truppslagsfärg                                                                 |
| Bälte                                                                                     | Paradskärp                                                                                | Paradskärp                                                                                | användes inte                                                                             | Livrem                                                                                    | Koppel                                                                                    |
| OFFICERSKÅREN I ÖVRIGT                                                                    |                                                                                           |                                                                                           |                                                                                           |                                                                                           |                                                                                           |
| Livplagg                                                                                  | Vapenrock                                                                                 | Vapenrock                                                                                 | Fältvapenrock                                                                             | Fältvapenrock                                                                             | Sommarblus                                                                                |
| Byxor                                                                                     | Långbyxor                                                                                 | Spetsbyxor                                                                                | Långbyxor                                                                                 | Spetsbyxor                                                                                | Spetsbyxor                                                                                |
| Huvudbonad                                                                                | Skärmmössa                                                                                | Skärmmössa                                                                                | Skärmmössa                                                                                | Skärmmössa                                                                                | Båtmössa                                                                                  |
| Skodon                                                                                    | Skor                                                                                      | Stövlar                                                                                   | Skor                                                                                      | Stövlar                                                                                   | Stövlar                                                                                   |
| Axelklaffar                                                                               | Pogoni                                                                                    | Pogoni                                                                                    | Pogoni                                                                                    | Pogoni                                                                                    | Fältaxelklaffar                                                                           |
| Krage                                                                                     | Krage i truppslagsfärg                                                                    | Krage i truppslagsfärg                                                                    | Passpoal i truppslagsfärg                                                                 | Passpoal i truppslagsfärg                                                                 | ingen utsmyckning                                                                         |
| Ärmuppslag                                                                                | Galoner med truppslagsfärg                                                                | Galoner med truppslagsfärg                                                                | Passpoal i truppslagsfärg                                                                 | Passpoal i truppslagsfärg                                                                 | ingen utsmyckning                                                                         |
| Bälte                                                                                     | Koppel                                                                                    | Livrem                                                                                    | användes inte                                                                             | Livrem                                                                                    | Koppel                                                                                    |
| UNDERBEFÄL OCH MANSKAP                                                                    |                                                                                           |                                                                                           |                                                                                           |                                                                                           |                                                                                           |
| Livplagg                                                                                  | Uniformsdräkten användes inte                                                             | Vapenrock                                                                                 | Uniformsdräkten användes inte                                                             | Sommarblus                                                                                | Sommarblus                                                                                |
| Byxor                                                                                     |                                                                                           | Spetsbyxor                                                                                |                                                                                           | Spetsbyxor                                                                                | Spetsbyxor                                                                                |
| Huvudbonad                                                                                |                                                                                           | Skärmmössa                                                                                |                                                                                           | Båtmössa                                                                                  | Båtmössa                                                                                  |
| Skodon                                                                                    |                                                                                           | Stövlar                                                                                   |                                                                                           | Stövlar                                                                                   | Stövlar                                                                                   |
| Axelklaffar                                                                               |                                                                                           | Pogoni i truppslagsfärg                                                                   |                                                                                           | Pogoni i truppslagsfärg                                                                   | Fältaxelklaffar                                                                           |
| Krage                                                                                     |                                                                                           | Krage i truppslagsfärg                                                                    |                                                                                           | ingen utsmyckning                                                                         | ingen utsmyckning                                                                         |
| Ärmuppslag                                                                                |                                                                                           | Passpoal i truppslagsfärg                                                                 |                                                                                           | ingen utsmyckning                                                                         | ingen utsmyckning                                                                         |
| Bälte                                                                                     | -                                                                                         | Livrem                                                                                    | -                                                                                         | Livrem                                                                                    | Livrem                                                                                    |

## Sovjetarmén
Officersuniformen fick vapenrock med öppen krage 1949. Till den bars vit eller khakifärgad skjorta med svart slips. Paraduniformen för generaler fick öppen krage med vit skjorta och slips 1954. Den tsargröna färgen bibehölls. Samma år infördes en dubbelknäppt kappa i stålgrått för officerskåren. Officersuniformen genomgick genomgripande förändringar 1955. Den röda stjärnan i uniformsmössan ersattes med en kokard, som fanns kvar till 1992-1994. En stålfärgad dubbelknäppt paradvapenrock infördes med öppen krage, skjorta och slips. Till denna bars blå byxor med passpoaler eller revärer i truppslagsfärger. För flygvapnet var den nya vapenrocken blå. Denna uniform avskaffades redan 1958 då en enhetsuniform i khaki infördes för officerare och kontraktsanställda underbefäl. Även för manskapet ersattes den röda stjärnan med en kokard. 1961 infördes en tropikuniform med hatt, skjorta, byxor och skor. Året därpå infördes en ny sommarvapenrock och sommarkappa för parad och permission.

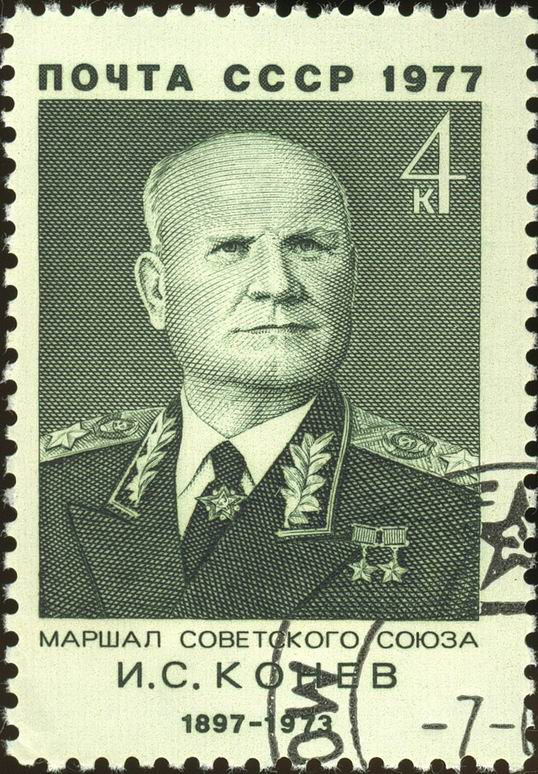
Uniform modell 1954 för marskalkar.
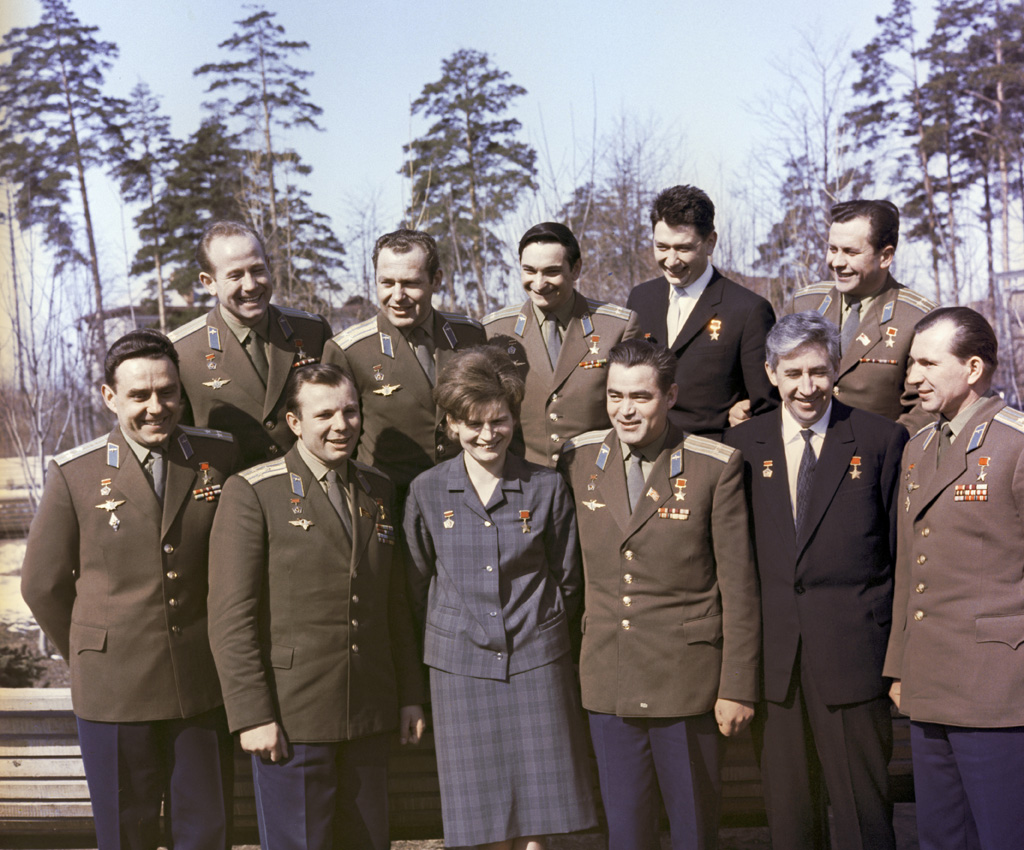
Enhetsuniform modell 1958, daglig dräkt för flygvapnet.
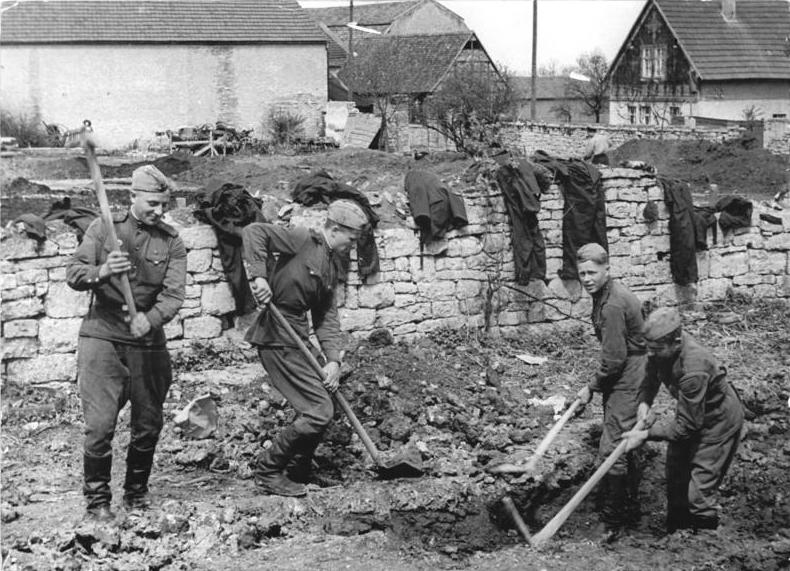
Fältuniform modell 1943 användes av manskapet till 1969.
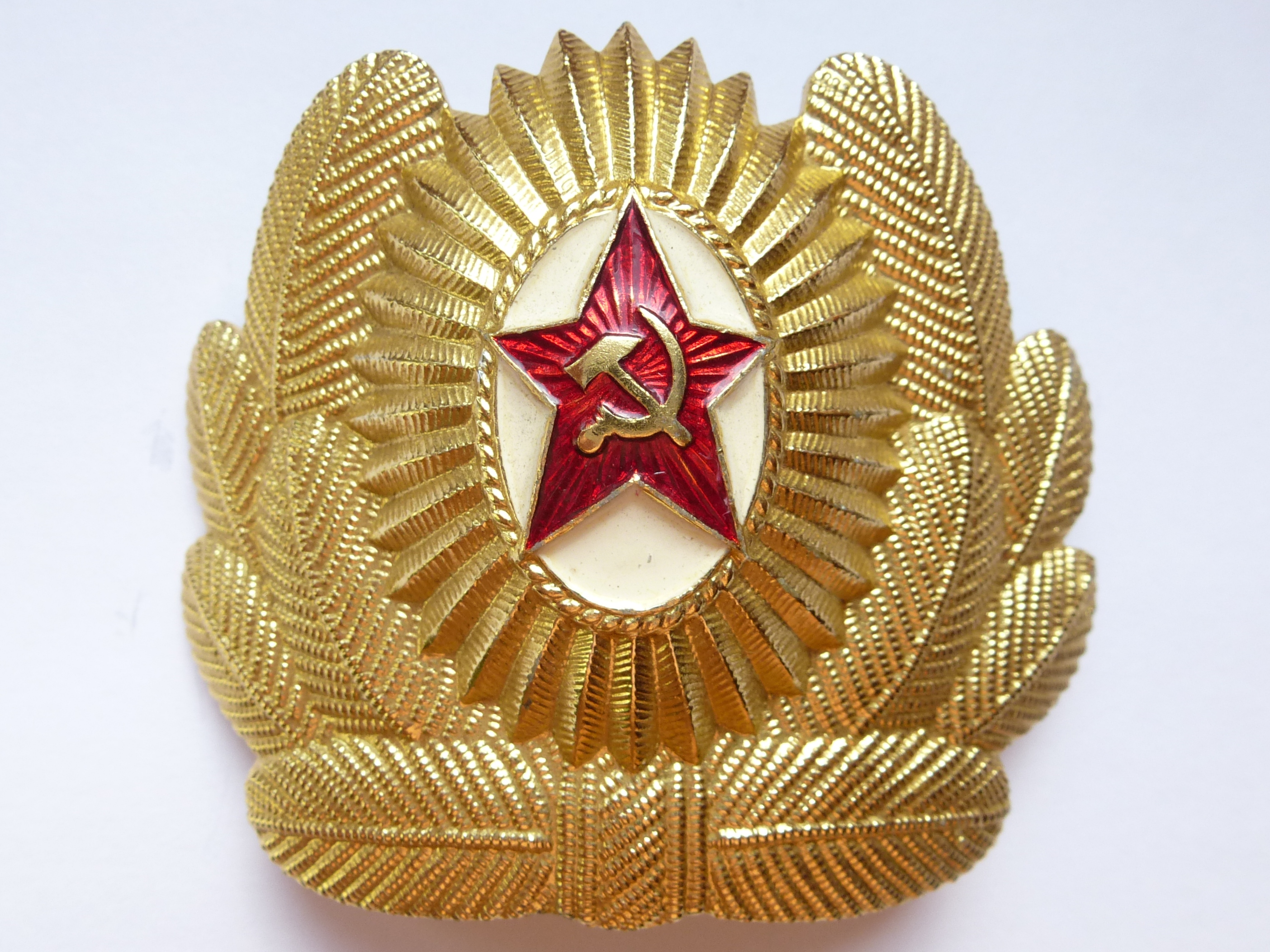
Officerskokard modell 1955 för flygvapnet. Använd som paradkokard för officerare av alla truppslag 1958-1969, därefter endast av flygvapnet och luftanfallsstyrkorna.

1969 genomfördes den sista genomgripande uniformsförändringen i Sovjetarmén. Uniform modell 1969 skulle förbli oförändrad till efter Sovjetunionens fall, med undantag för fältuniformen. Generalitetets uniformer förändrades mycket lite. Paraduniformen bibehöll den tsargröna färgen och sommarpermissionsuniformen den grå vapenrocken och de blå byxorna. Generalers dagliga dräkt förblev en dubbelknäppt vapenrock och byxor i khaki och deras fältuniform avvek inte från denna, men 1973 fick de samma fältuniform som officerskåren i övrigt.  
Officersuniformen fick stora förändringar. Officerarnas parad- och permissionsuniformer fick tsargrön färg utom för flygvapnet och luftanfallsstyrkorna vilka fick blå uniformer. Daglig dräkt förblev khakifärgad. För både generaler och övriga officerare infördes en sommarblus med slips och en kortärmad sommarskjorta för högsommarförhållanden som daglig dräkt. Officerarnas fältuniform bestod nu av enkelknäppt fältjacka med sluten krage och fältbyxor, istället för vapenrock. I varmt klimat kunde en modifierad fältjacka bäras. Till vinteruniformen kunde vid sidan av kappan även en fordrad fältjacka bäras. Kontraktsanställda underbefäl fick samma uniform som officerskåren.
Det värnpliktiga underbefälets och manskapets uniformer genomgick genomgripande förändringar. Parad- och permissionsuniformen uniformen var av khaki med vapenrock av officerssnitt, öppen krage och slipts. Den enkelknäppta gråa kappan fick ett elegantare snitt. Både på vapenrockens och på kappans vänstra överärm bars nya truppslagstecken. Daglig dräkt liknade var av khaki med en vapenrock med sluten krage. Huvudbonaden var båtmössa eller skärmmössa. Luftanfallsstyrkorna bar vapenrocken öppen så att den blå-vit-randiga skjortan syntes. Deras huvudbonad var en blå basker. Fältuniformen hade samma sorts vapenrock som den dagliga dräkten och arbetsdräkten var i all väsentlighet densamma. Luftanfallsstyrkorna fick 1973 en camouflagefärgad uniform till daglig dräkt och fältdräkt.

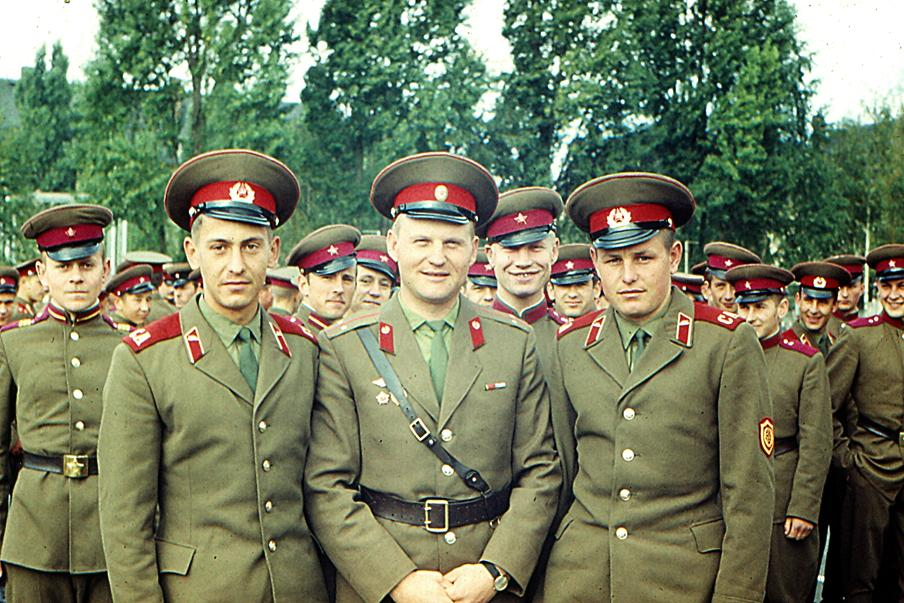
Uniform modell 1969. Officeren i mitten bär daglig dräkt, soldaterna permissionsdräkt. Soldaten till vänster och andra med ståndkrage bär uniform modell 1943 med hallonröd truppslagsfärg för infanteriet, 1969 ändrad till rött för motorskytte.
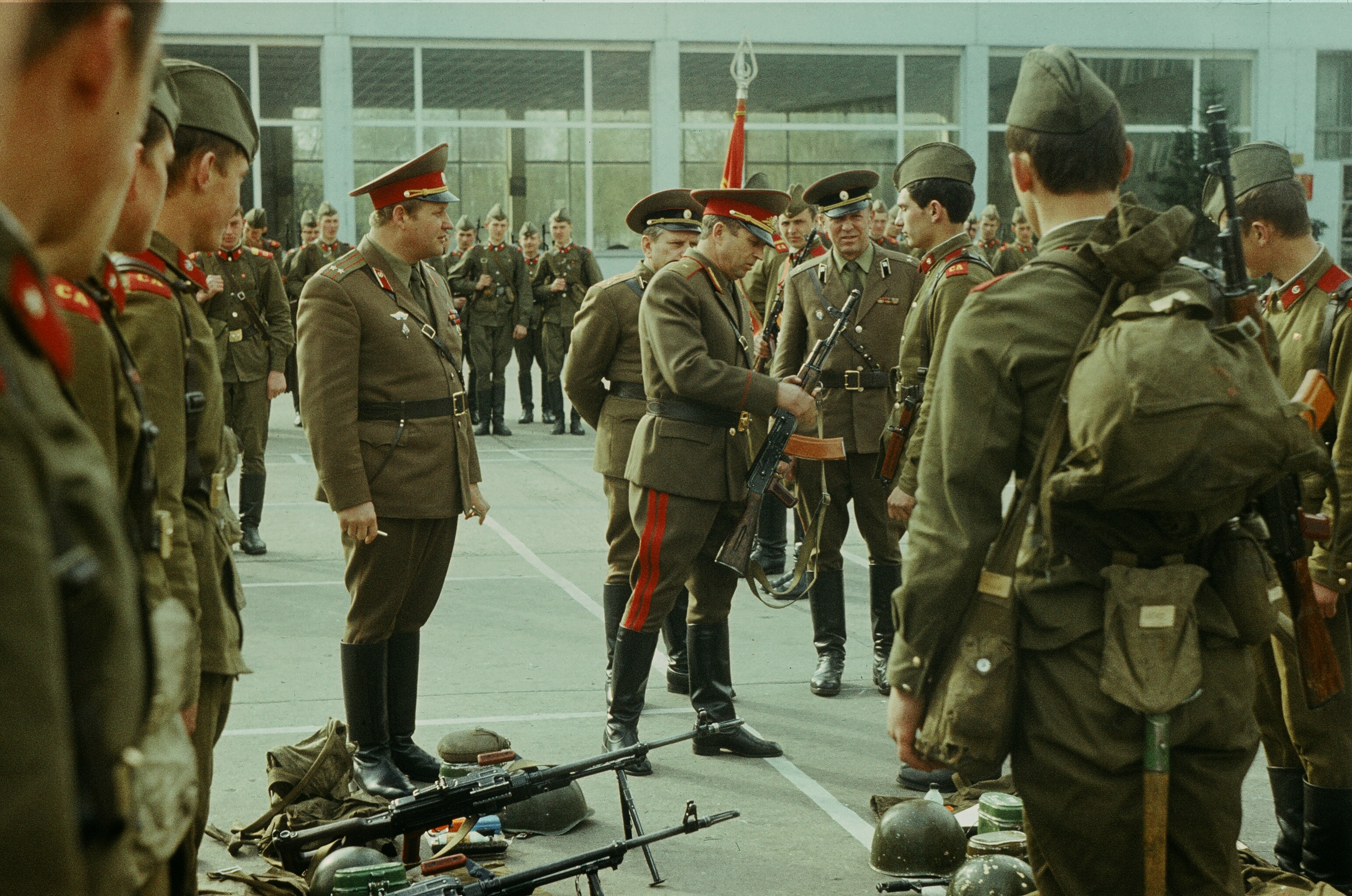
Uniform modell 1969. Manskap i fältdräkt och stridspackning. General och officerare i daglig dräkt.
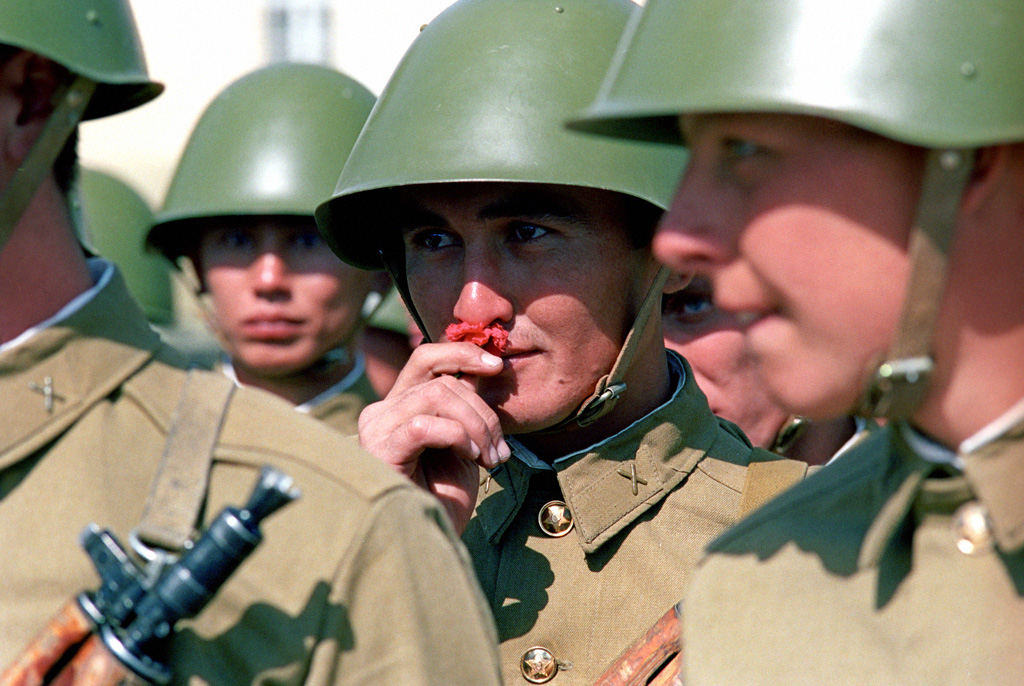
Fältuniform för manskap modell 1969.
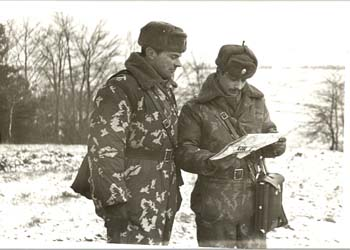
Uniform modell 1969 i camouflagefärg för luftanfallsstyrkorna.
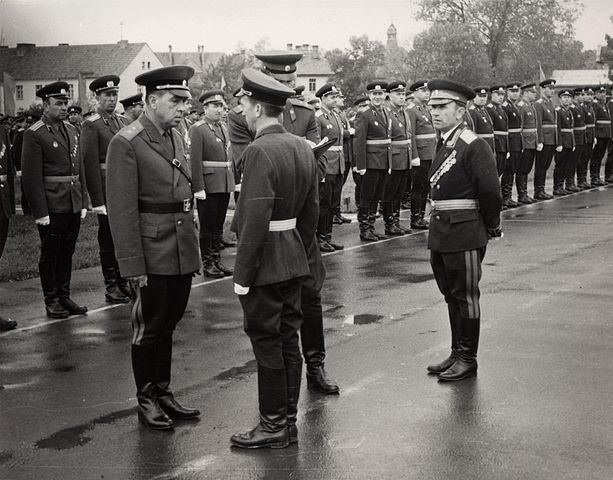
Uniform modell 1969. Till vänster i den första gruppen en general i daglig dräkt; till höger om gruppen en general i trupparaddräkt. I de bakre leden officerare i trupparaddräkt.
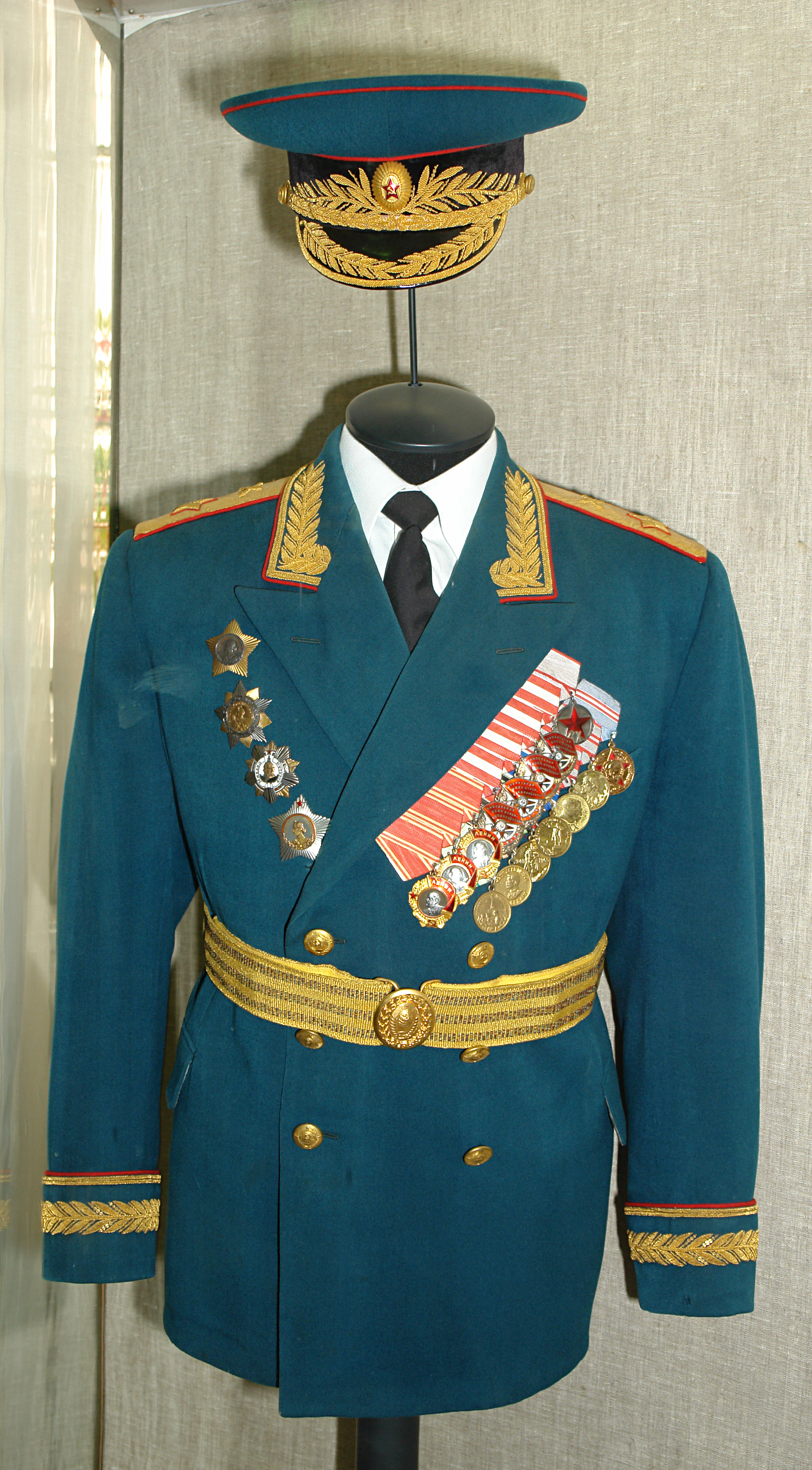
Paraduniform för generalitetet modell 1969.

Det afghansk-sovjetiska kriget gjorde att en rad oreglementerade förändringar i fältuniformen genomfördes. Officerarna började böra manskapsuniformer och alla tjänstetecken i truppslagsfärger avlägsnades. Officiella förändringar omfattade nya eller ändrade uniformsdetaljer lämpade bör strid i berg. Baserade på erfarenheterna i Afghanistan och genom att dra lärdom även av NATO-ländernas uniformssysten utarbetades en ny fältuniform. Den snäva tillskärning som gav ett paradmässigt utseende men var opraktiskt i fält övergavs. Fickornas placering bestämdes av funktionella skäl, inte utseendemässiga. En fältmössa med skärm infördes. Det nya sovjetiska fältuniformssystemet fick i soldatmun namnet Afganka. Det började produceras redan vid mitten av 1970-talet men kom inte allmänt ut på trupp förrän efter 1984. Camouflagefärgade varianter infördes för luftanfallsstyrkorna. 

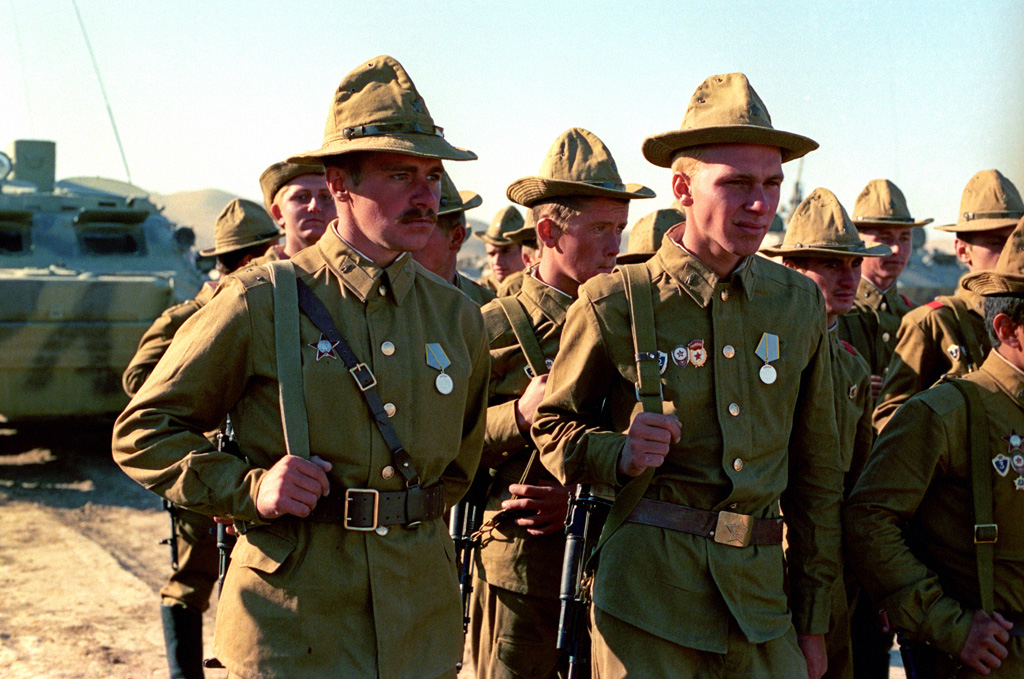
Fältuniform modell 1969 i modifierat utförande för varmt klimat.
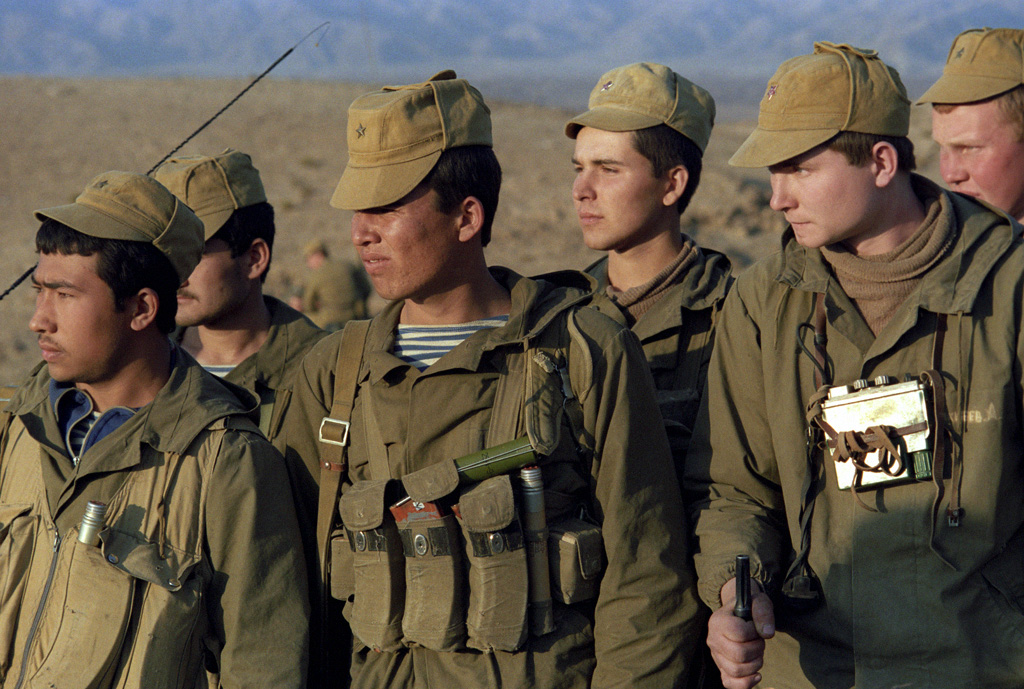
Afganka i sommarutförande.
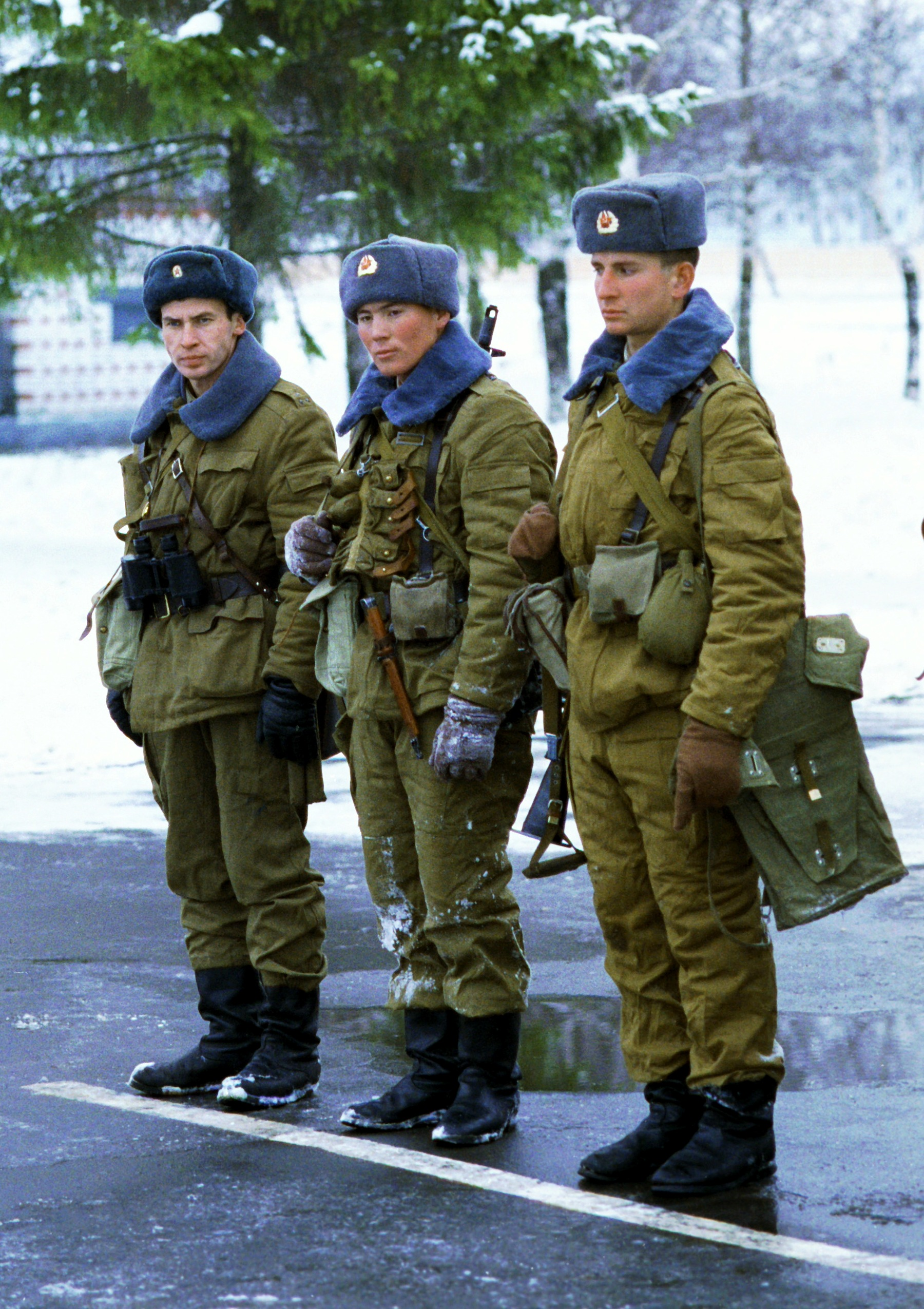
Afganka i vinterutförande.
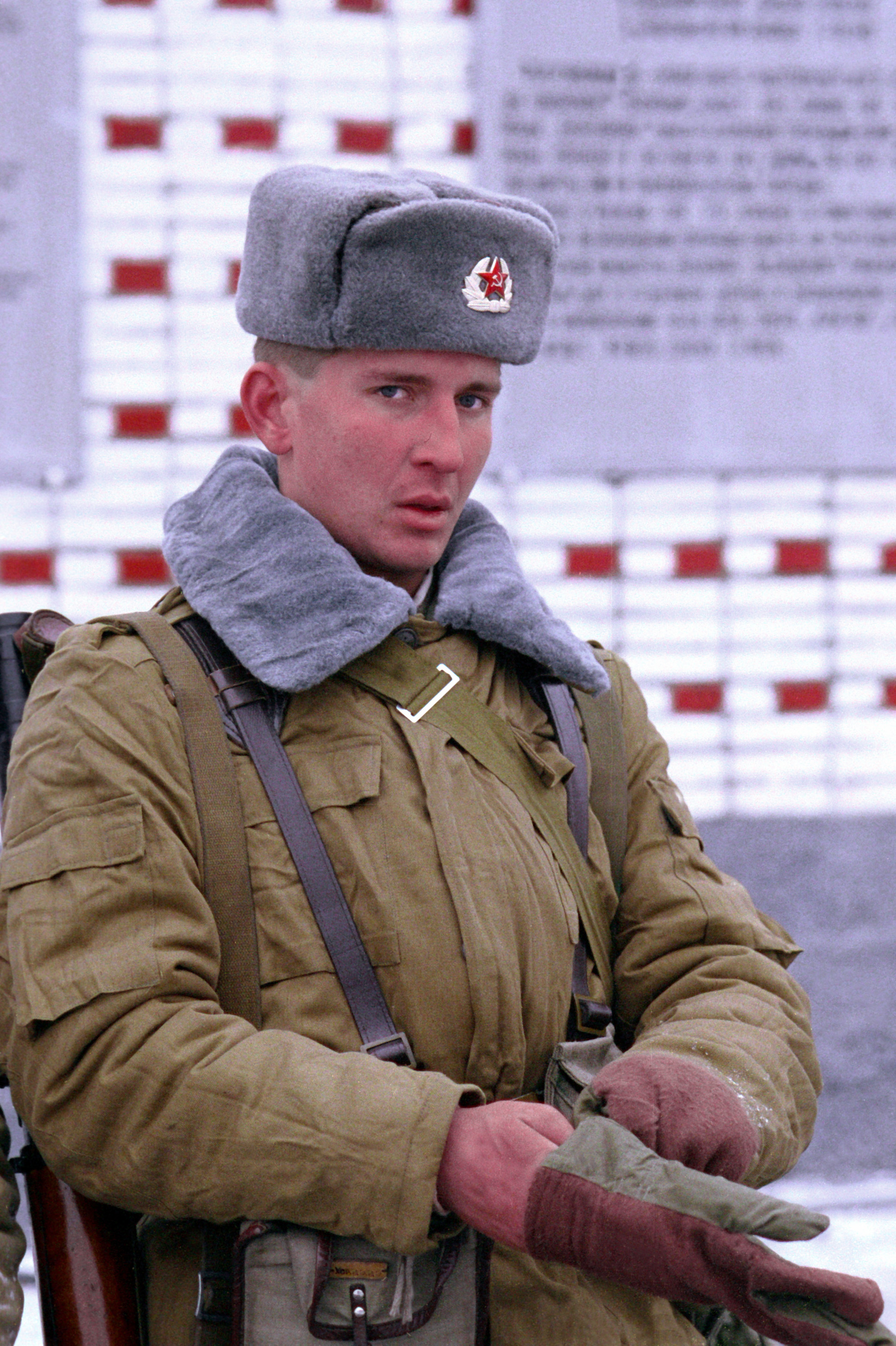
Afganka i vinterutförande.

## Ryska federationen
Efter Sovjetunionens sönderfall fortsatte den ryska federationens armé att bära sovjetiska uniformer till dess att uniformer av nytt utseende fastställdes 1992. Detta reglemente kännetecknades framförallt av förenkling; antalet uniformstyper inskränktes och de tsargröna parad- och permissionsuniformerna avskaffades. Olivgrön blev den nya uniformsfärgen. Kappan ersattes av en vinterjacka.  Presidentens regemente fick 2005 en paraduniform som liknar det tsarryska livgardets paraduniform modell 1908. Genom uniform modell 2008 återinfördes särskilda parad- och permissionsuniformer, men denna uniform har av budgetskäl inte kunnat utdelas till annat än ett begränsat antal förband. 2013 fattades beslut om att införa ett nytt fältuniformssystem.

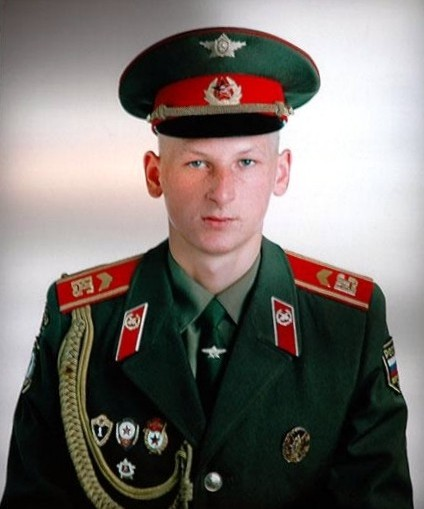
Korpral i paraddräkt modell 1992.
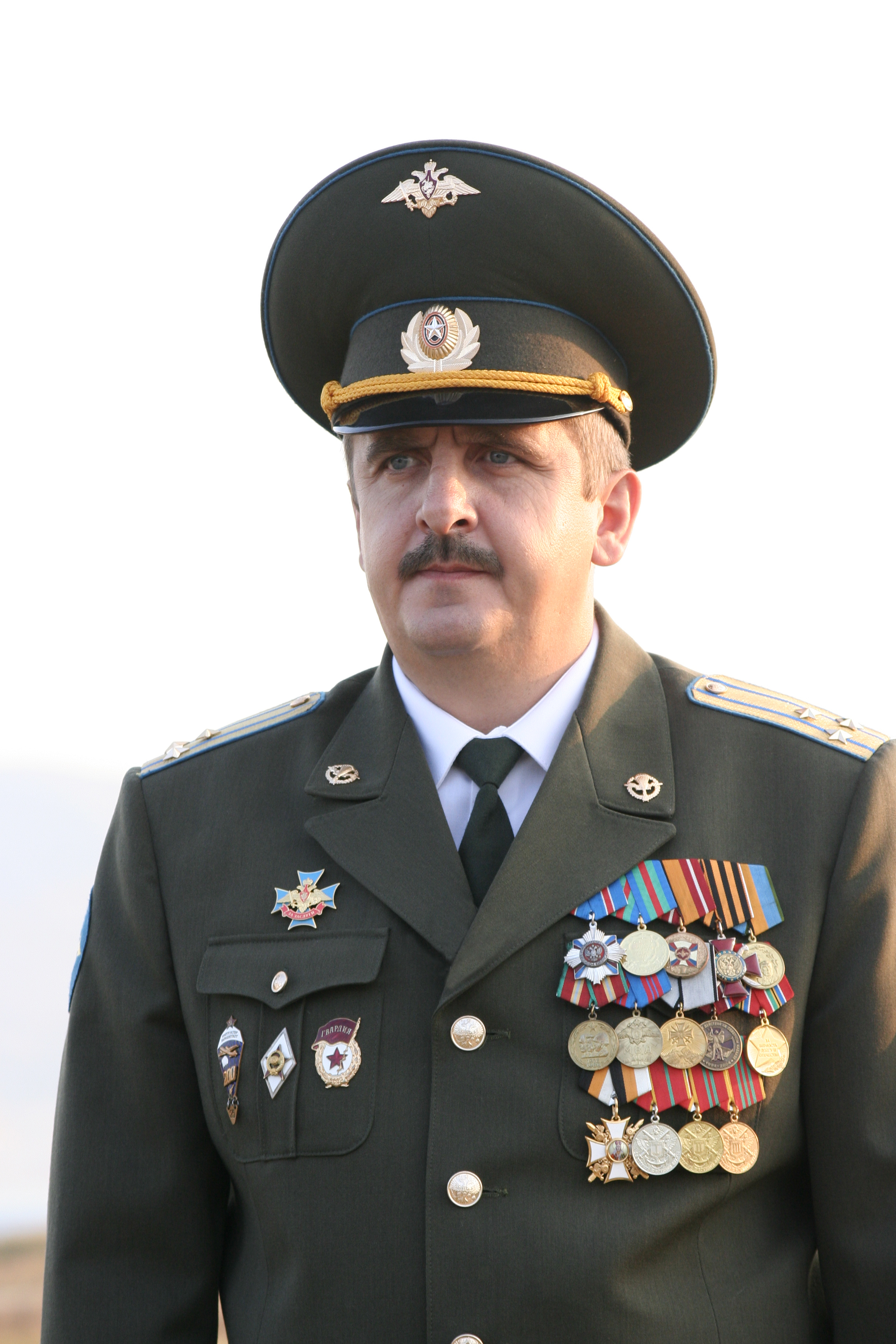
Överste i paraddräkt år 2007.
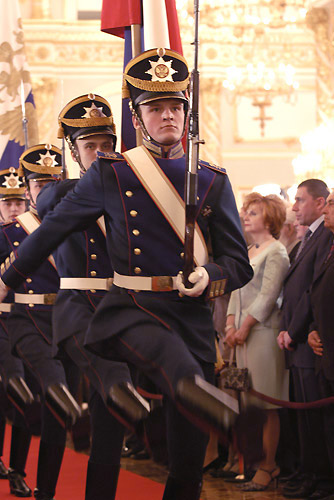
Paraduniform för Presidentens regemente.
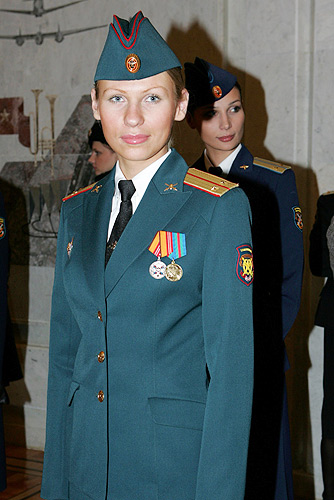
Paraduniform modell 2008.
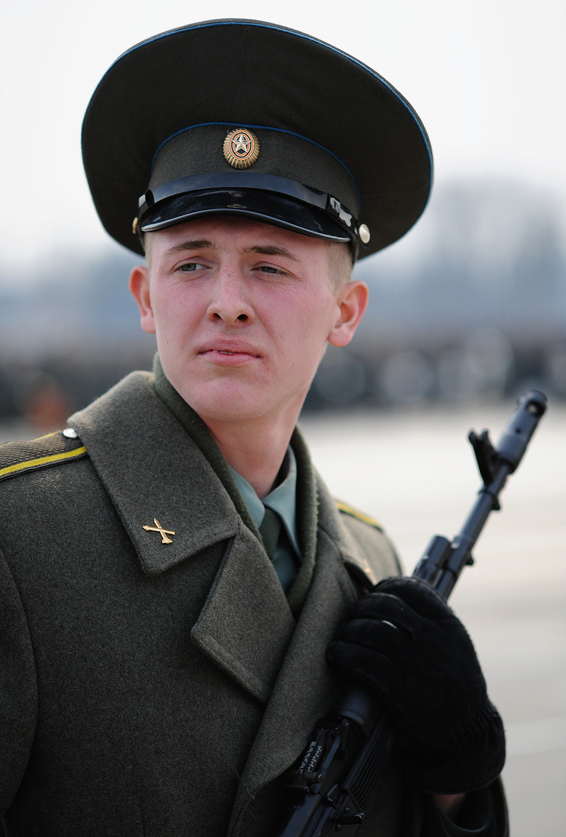
Uniform modell 2008.
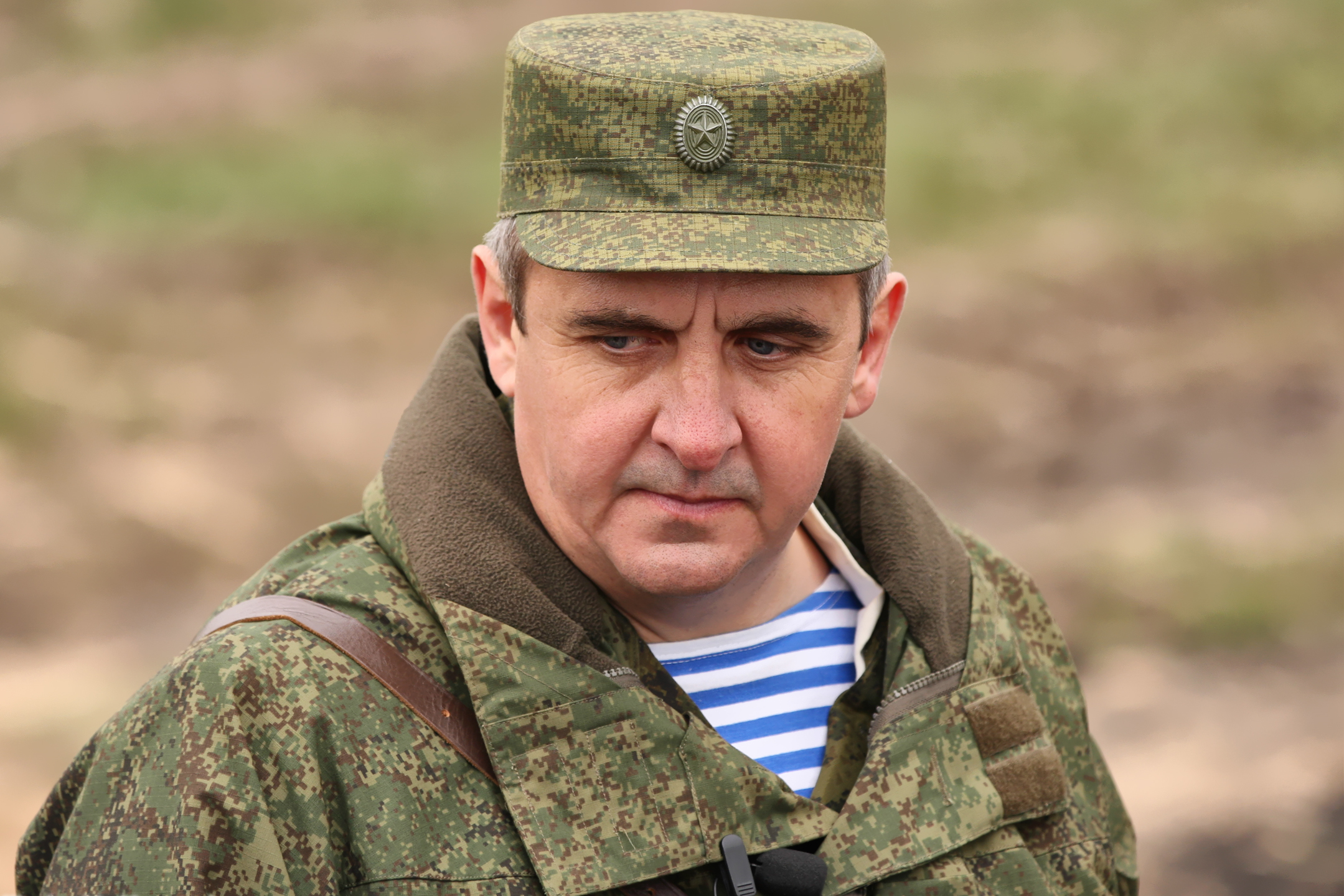
Överste vid luftanfallsstyrkorna i fältuniform modell 2008.
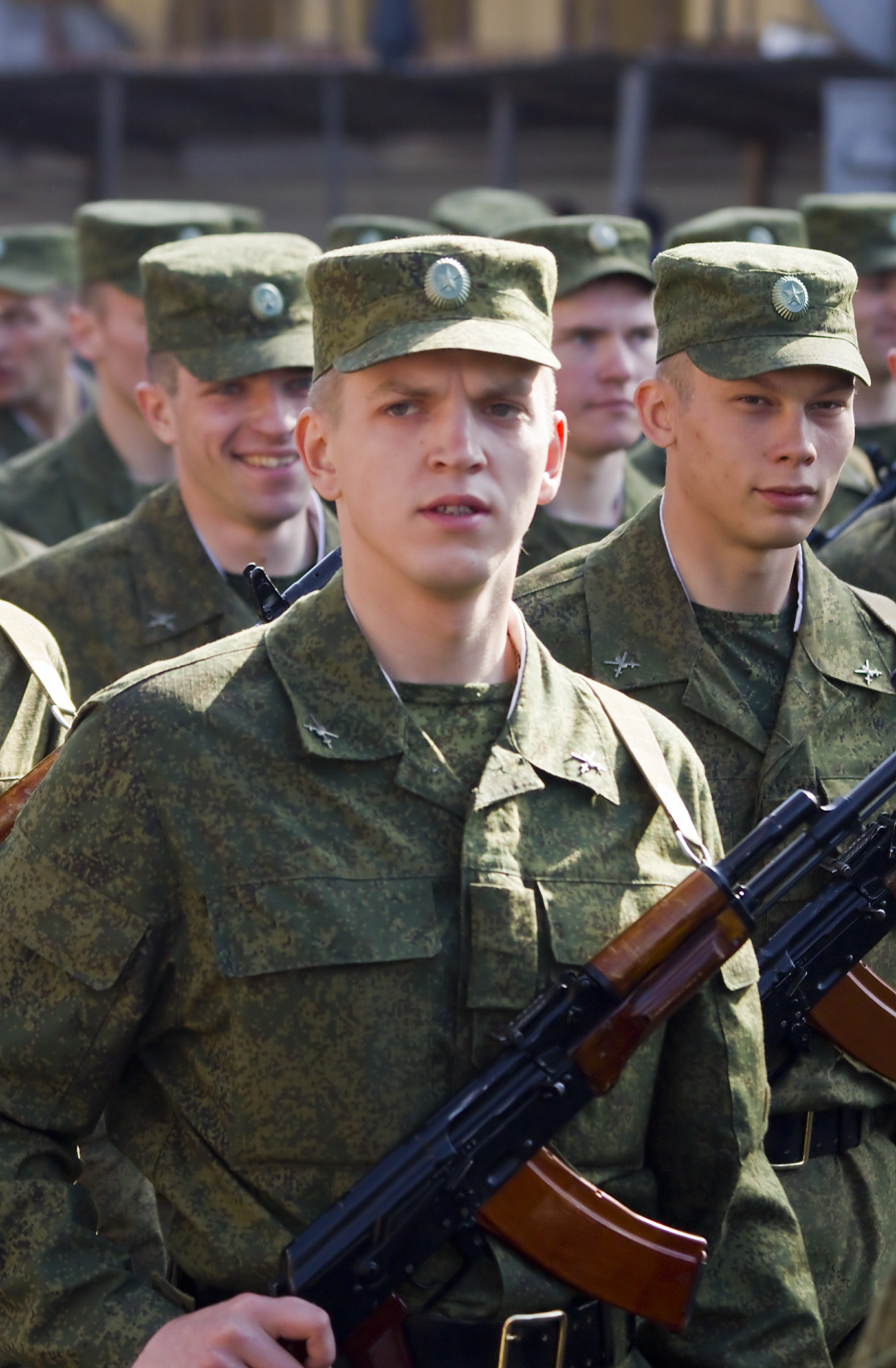
Soldater i fältuniform modell 2008.
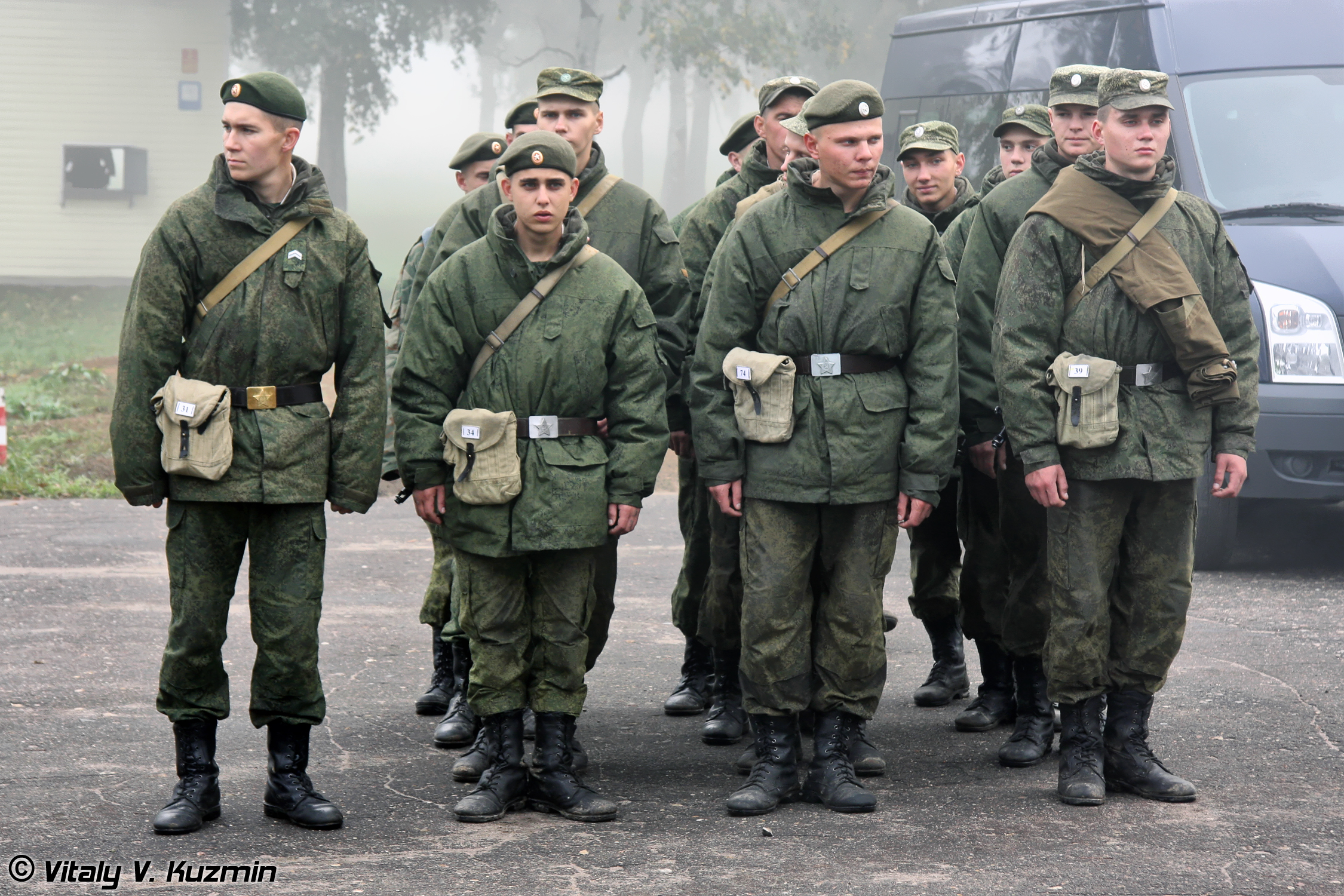
Soldater i fältuniform modell 2008.
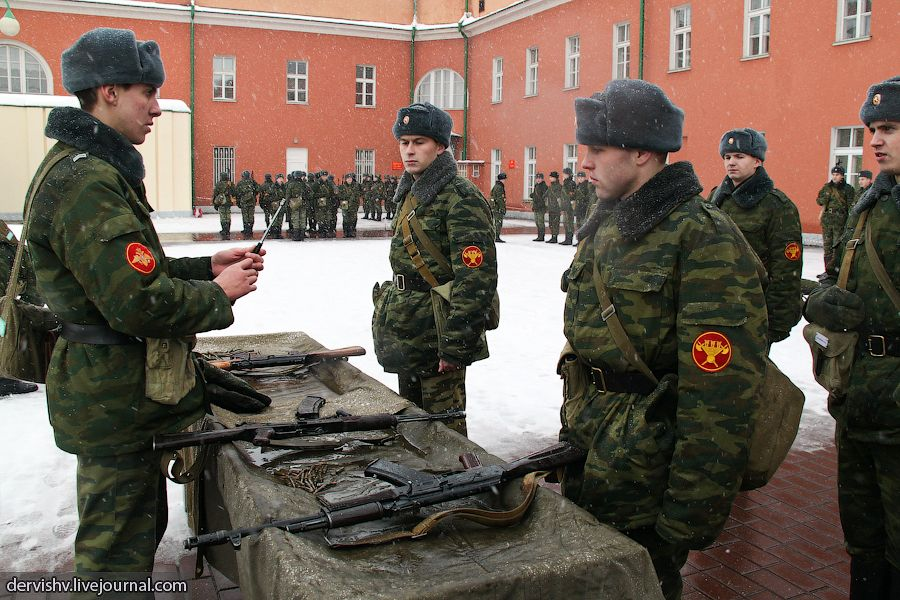
Presidentens regemente i camouflagefärgad fältuniform med pälsmössa.
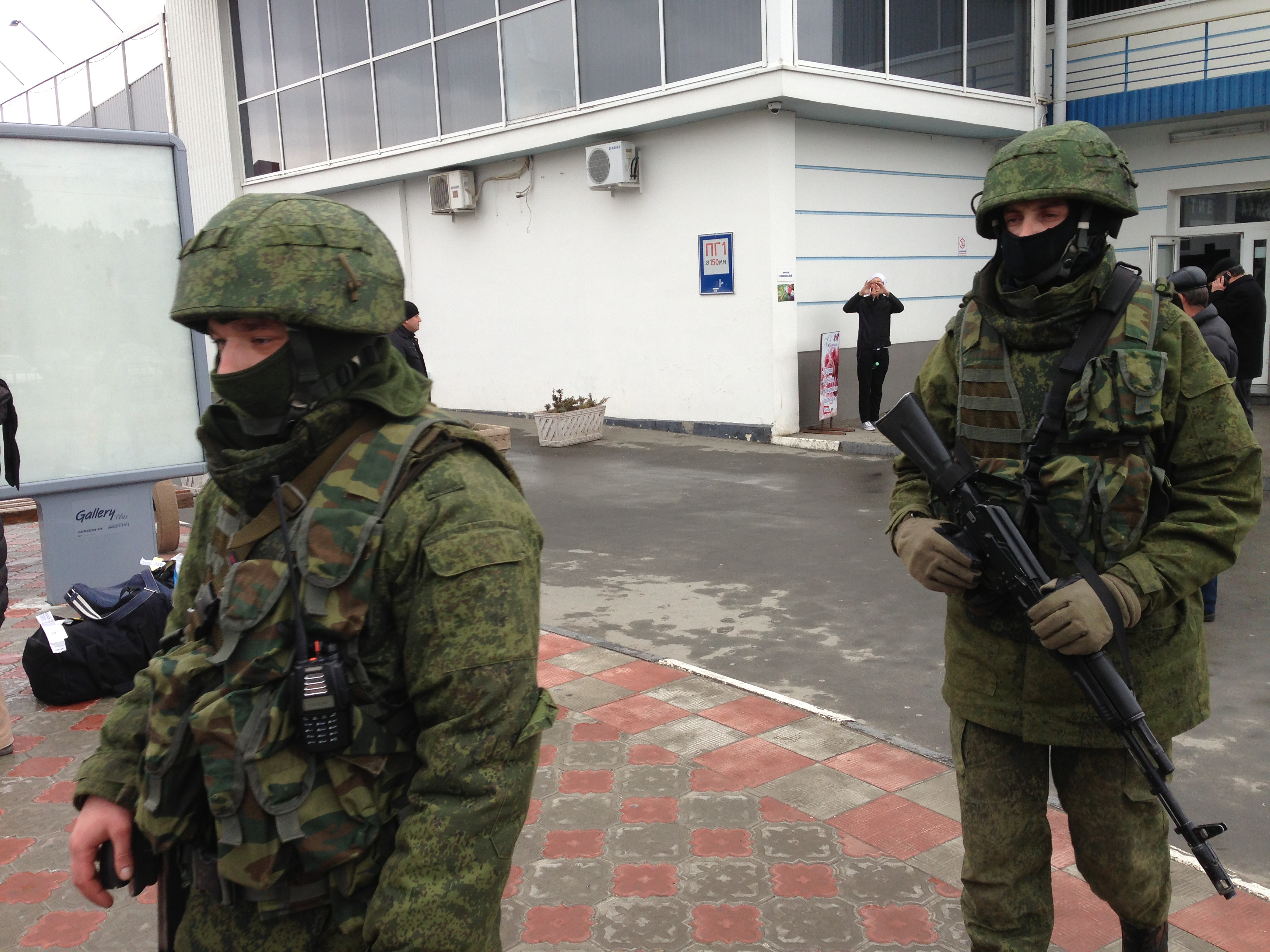
"Gröna gubbar" under Krimkrisen år 2014.
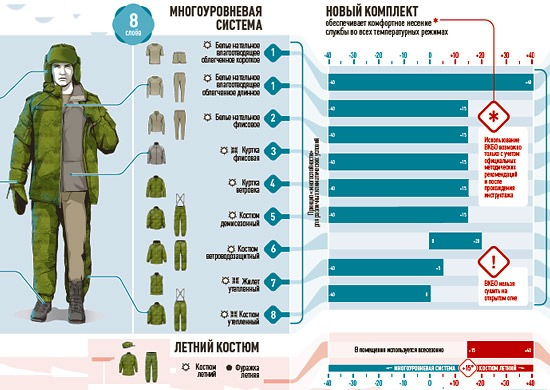
Integrerat fältuniformssystem